# Provincia di Chieti
La provincia di Chieti è una provincia italiana dell'Abruzzo di 370 127 abitanti, estesa su una superficie di 2588,35 km² e comprendente 104 comuni. È la provincia più popolata d'Abruzzo, la seconda per estensione dopo quella dell'Aquila. Confina a nord-ovest con la provincia di Pescara, a sud-ovest con la provincia dell'Aquila e le province molisane di Isernia e, a sud-est, di Campobasso, mentre a nord-est è bagnata dal Mare Adriatico.

## Geografia fisica

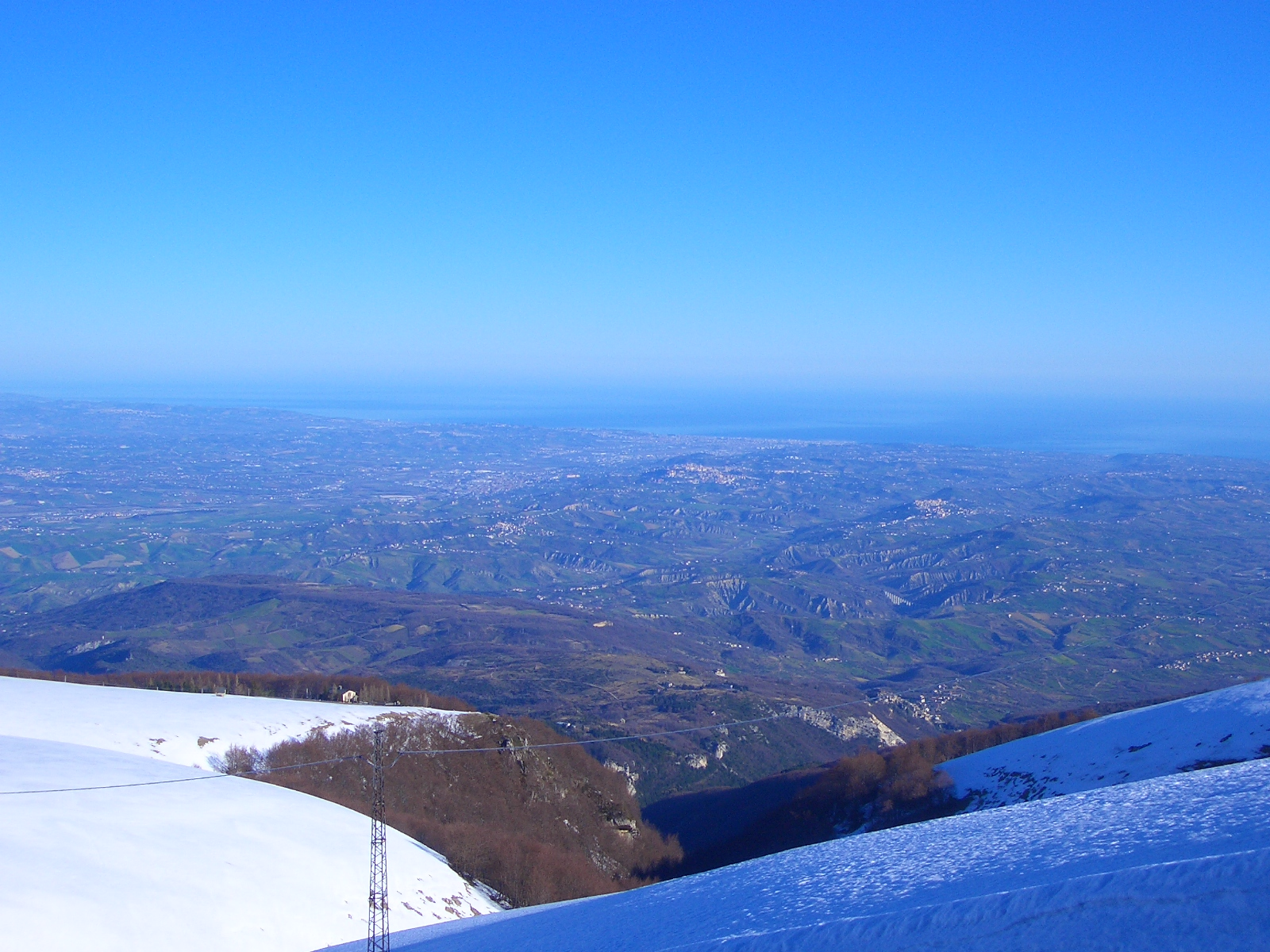
La Val Pescara e l'entroterra provinciale visti dalla Maielletta, in cui si distinguono le città di Chieti e Pescara

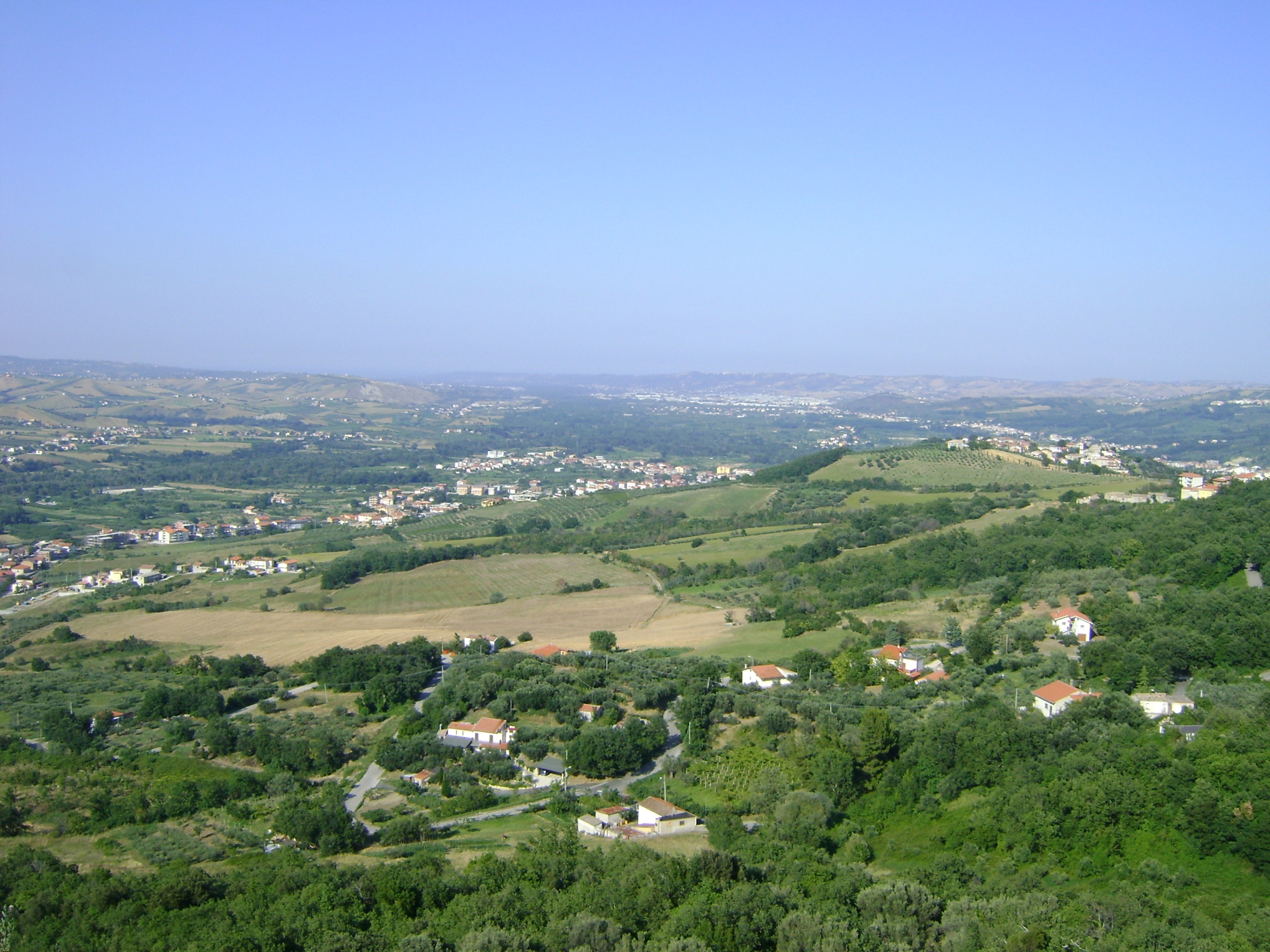
La Val di Sangro, nel punto di unione dei fiumi Sangro e Aventino

La provincia presenta un territorio prevalentemente collinare e montano, con un'orografia molto varia. Il territorio è caratterizzato da un susseguirsi di valli parallele, nella maggior parte delle quali scorrono corsi d'acqua di varia portata. Nella parte più settentrionale il paesaggio si presenta più aspro e disabitato, nella parte meridionale, più dolce e ricco di piccoli insediamenti sparsi.
Gran parte del territorio pianeggiante è costituito dalla pianura costiera e dalle valli, tra cui la Val Pescara e la Val di Sangro. Nella provincia si trova anche buona parte del massiccio della Maiella. I principali fiumi sono l'Alento, il Pescara, l'Aventino, il Sangro, il Foro, il Sinello e il Trigno.
A delimitare il territorio provinciale è a nord il fiume Pescara, che segna il confine con la provincia omonima, a nord-est il Mare Adriatico, a sud-est il fiume Trigno, che segna il confine anche con la regione Molise. Da sud-ovest a nord-ovest, il confine è segnato prima dal monte Secine e successivamente dai monti della Maiella. Nella zona meridionale si trovano ampie superfici coperte da abeti, con due riserve naturali. In prossimità della costa vi è una lecceta interessata dalla riserva naturale regionale Lecceta di Torino di Sangro.

### Orografia

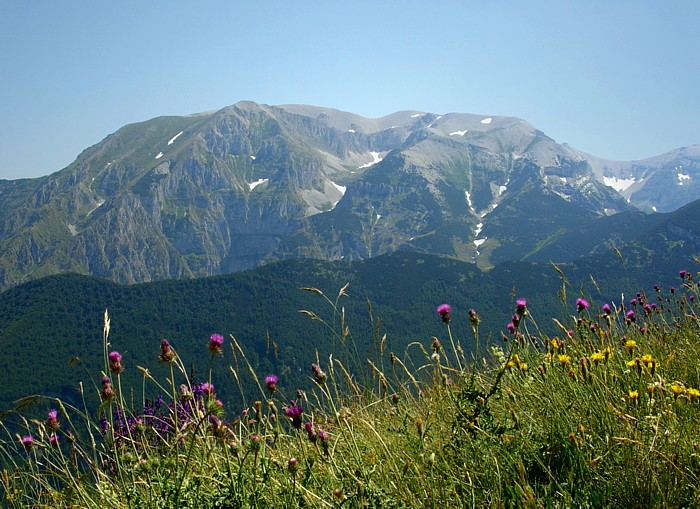
La Maiella

Il territorio della provincia teatina è caratterizzato dalla mole calcarea della Maiella, la seconda montagna più alta della catena degli Appennini (con i 2793 m della sua vetta più elevata, il monte Amaro) dopo il Gran Sasso. La sua orografia include 61 monti e 75 colline diversificate. Come la maggior parte dei massicci calcarei la Maiella è ricca di fenomeni carsici e di conseguenza, povera di acque superficiali. Le acque meteoriche infatti ricompaiono a valle, con sorgenti che talvolta raggiungono dimensioni poderose, come quelle del fiume Verde, a Fara San Martino. Nel versante orientale il massiccio è tagliato da gole e valloni, mentre ad occidente è piuttosto omogeneo e caratterizzato da una sola incisione, la Macchia di Caramanico.

### Idrografia

#### Fiumi
La provincia, grazie ai fenomeni carsici delle montagne ed in particolare della Maiella, è molto ricca di risorse idriche, in prevalenza sotterranee. Tuttavia sono presenti anche numerosi corsi d'acqua in superficie, i cui principali sono il Pescara, il Sangro e il Trigno, l'Alento, l'Aventino, il Foro e il Sinello. Minori sono invece il Dendalo, il Feltrino, l'Osento, il Sente, il Treste, il Verde (Borrello, Rosello), il Venna.

#### Laghi

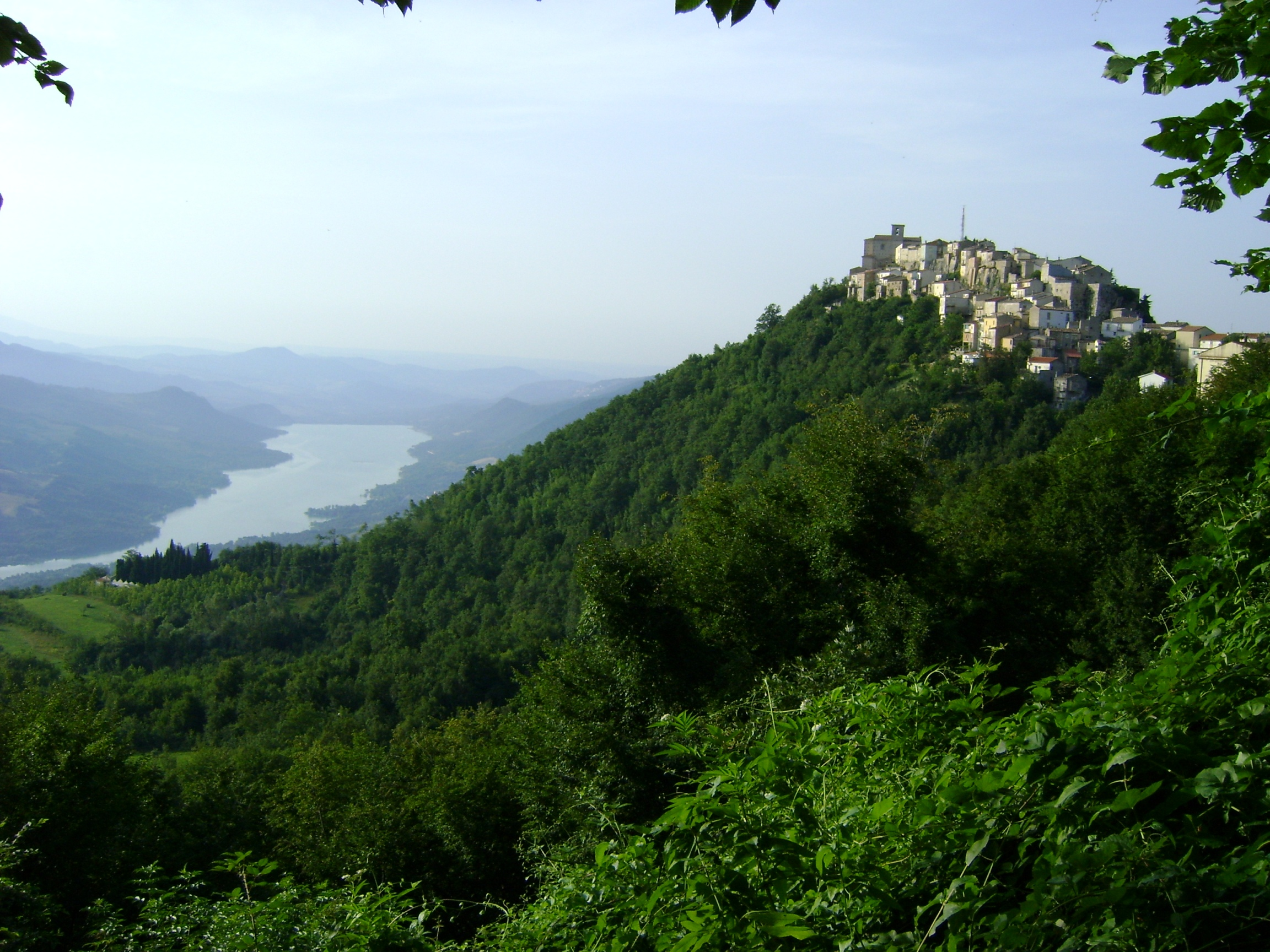
Il lago di Bomba e il borgo di Monteferrante

Vi sono due laghi artificiali, il lago di Bomba e il lago Sant'Angelo, costruiti sbarrando il corso rispettivamente dei fiumi Sangro e Aventino. Entrambi i fiumi vengono sfruttati per la produzione di energia idroelettrica:
- il lago di Bomba è sito tra Villa Santa Maria e Bomba, nella valle del Sangro. Venne iniziato nel 1956 e completato nel 1962. La diga in terra battuta di oltre 4 milioni di metri cubi rappresenta l'opera più grande mai costruita con questa tecnica in Europa. Vanta una lunghezza di 7 km, 1,5 km di larghezza e 57,50 metri di profondità, con una capacità di oltre quattro milioni di metri cubi d'acqua. Nel luglio 2009 vi si sono svolte le prove e le gare su acqua dei XVI Giochi del Mediterraneo.[senza fonte].
- il lago Sant'Angelo, più comunemente detto "lago di Casoli" per il comune in cui è sito. Fu costruito nel 1958. Grazie al suo affluente, il fiume Aventino, nel lago giungono anche trote, cavedani, carpe, tinche e persici reali.

Un altro lago artificiale, di dimensioni minori, è il lago di Serranella, nella riserva naturale controllata Lago di Serranella, tra i comuni di Casoli, Altino e Sant'Eusanio del Sangro. Costruito nel 1981 come bacino per l'irrigazione, il lago è diventato nel 1990 riserva naturale. Si trova alla confluenza del fiume Sangro con l'Aventino e con altri affluenti minori, quali il Gogna e il Pianello.

### Il mare e la Costa dei Trabocchi

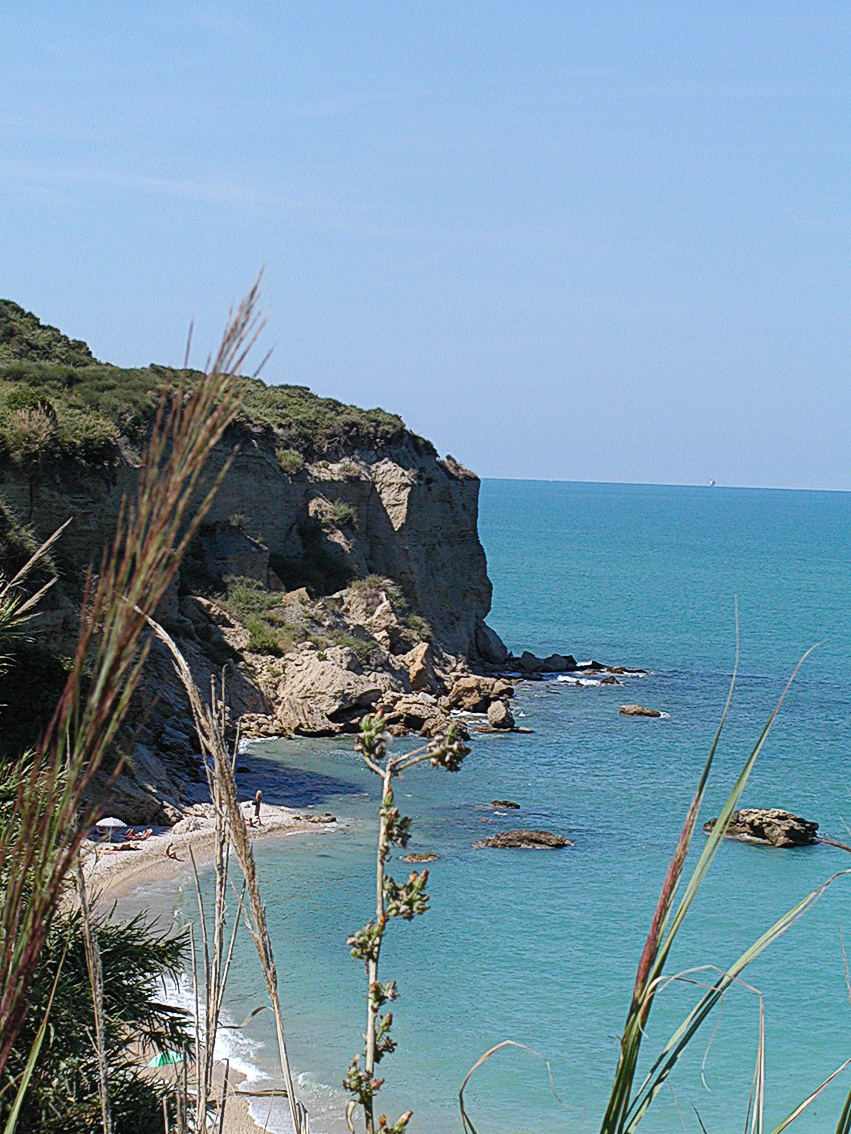
Falesie a Ortona

Il Mare Adriatico bagna a nord-est le coste della provincia. Il litorale viene chiamato Costa dei trabocchi per la diffusa presenza dei trabocchi, antiche macchine da pesca in legno; vi si alternano tratti di spiaggia bassa e sabbiosa o di ciottolame a tratti alti e rocciosi che degradano sul mare.

### Clima
Il clima del territorio è mitigato dal Mare Adriatico nel litorale, dove assume caratteristiche mediterranee, mentre è più rigido a ovest sull'Appennino.

### Parchi, riserve e aree protette
| Denominazione                                          | Zona geografica            | Comuni interessati                                           |
| ------------------------------------------------------ | -------------------------- | ------------------------------------------------------------ |
| Parco nazionale della Maiella                          | area montana della Maiella | 39 comuni; provincie interessate: Pescara, Chieti e L'Aquila |
| Riserva naturale Fara San Martino-Palombaro            | area montana boscata       | Fara San Martino e Palombaro                                 |
| Giardino botanico Michele Tenore                       | giardino botanico          | Lama dei Peligni                                             |
| Riserva naturale Feudo Ugni                            | area montana boscata       | Palombaro e Pennapiedimonte                                  |
| Riserva Naturale Statale Quarto Santa Chiara           | area montana boscata       | Palena                                                       |
| Riserva Naturale Regionale Abetina di Rosello          | area montana boscata       | Rosello e Agnone (IS)                                        |
| Riserva Naturale Regionale Lago di Serranella          | area paludosa              | Casoli, Altino e Sant'Eusanio del Sangro                     |
| Riserva naturale guidata Cascate del Verde             | cascate in area montana    | Borrello                                                     |
| Riserva naturale guidata Bosco di Don Venanzio         | area fluviale boscata      | Vasto e Pollutri                                             |
| Riserva naturale regionale Lecceta di Torino di Sangro | area costiera boscata      | Torino di Sangro                                             |
| Riserva naturale guidata Punta Aderci                  | area costiera              | Vasto                                                        |
| Oasi naturale Abetina di Selva Grande                  | area montana boscata       | Castiglione Messer Marino                                    |
| Riserva regionale Valle del Foro                       | area fluviale boscata      | Pretoro                                                      |
| Parco territoriale attrezzato dell'Annunziata          | area collinare             | Orsogna                                                      |

#### Parco nazionale della Maiella
Il parco nazionale della Maiella copre un territorio di 74095 ha tra le provincie di Pescara, L'Aquila e Chieti, che per il 55% supera i 2000 m s.l.m. I comuni interessati, della provincia sono: Civitella Messer Raimondo, Fara San Martino, Gamberale, Guardiagrele, Lama dei Peligni, Lettopalena, Montenerodomo, Rapino, Palena, Palombaro, Pennapiedimonte, Pizzoferrato, Pretoro e Taranta Peligna.

## Storia

### Epoca italica e romana

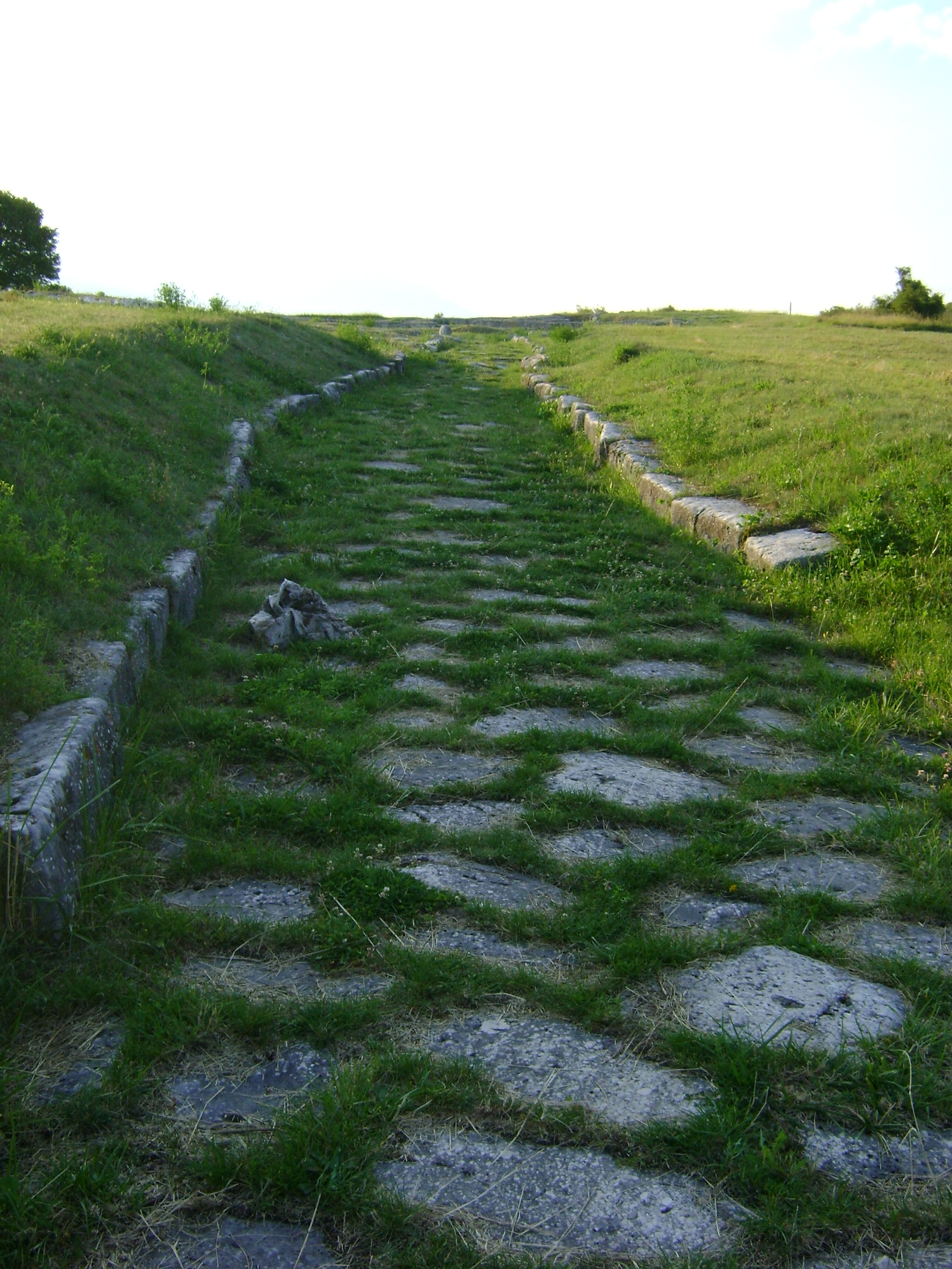
Via Orientale di Juvanum

Tracce di presenze del neolitico sono state trovate a Rapino, nella Grotta del Colle, e nella necropoli di Comino di Guardiagrele. Popoli successivamente, provenienti dagli osco umbri, ossia i Sanniti, dominarono dal VII secolo a.C. circa fino al III la zona di Chieti, di Lanciano e di Vasto. Seguendo il rito del ver sacrum, i Sanniti all'altezza del fiume Sangro (fiume "rosso") alla biforcazione di Alfedena-Castel di Sangro, si divisero in Frentani e Pentri, i primi dominarono tutta la vallata di questo fiume e dell'Aventino, fino al mare, stabilendo la loro capitale nel sito di Anxanum (Lanciano), creando inoltre i porti commerciali di Ortona, Buca e Histonium, e altre città d'importanza come Larinum e Grele (Guardiagrele), con cui tessevano rapporti, commerciando anche con le tribù sannite stanziatesi nel resto del territorio. A Rapino è stato inoltre trovato il bronzo Rapinense, come testimonianza religiosa del popolo. A Quadri era presente un insediamento di Trebula, con una necropoli, della sottotribù dei Carricini, che avevano la loro città maggiore in Cluviae (Casoli).
Sulle montagne a confluenza con l'attuale Molise vi erano le aree sacre di Juvanum a Montenerodomo e il santuario italico di Schiavi di Abruzzo, a testimonianza che doveva esserci una piccola comunità. La popolazione era composta da touta, città stato che si amministravano autonomamente con un meddix touticus e un parlamento, a differenza i villaggi meno importanti, detti "pagi" o "vici" dai Romani, dipendevano fortemente dalle città maggiori. Il primo incontro con i Romani avvenne nel V secolo a.C., ma ben presto nel 304 a.C. dopo vari scontri territoriali, i Sanniti tutti stipularono un patto di alleanza con i Romani, pur rimanendo nella loro libertà territoriale, ma dovendo pagare delle tasse all'Urbe.

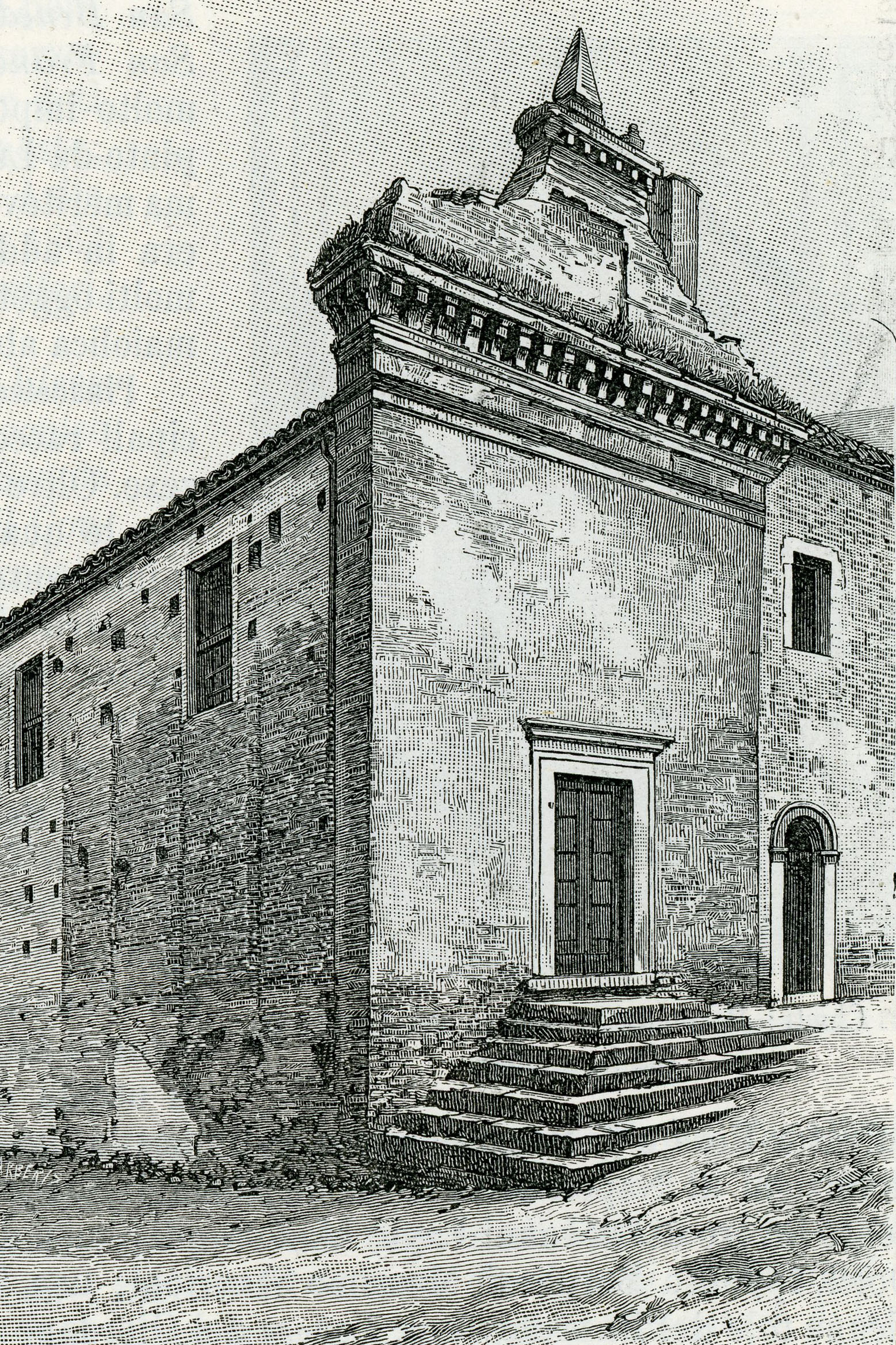
Disegno ottocentesco della chiesa di San Paolo di Chieti, eretta sui resti dei templi romani.

Gli scontro tuttavia continuarono, degenerando nelle tre guerre sannitiche, che si risolsero con l'occupazione totale del vecchio Sannio (che comprendeva l'Abruzzo a sud del fiume Pescara, il Molise e la provincia di Benevento). I Romani tuttavia, riconoscendo l'audacia e la forza di queste tribù, le impiegarono in intere guarnigioni dell'esercito. Anche dopo l'episodio della "guerra sociale" dell'89 a.C., quando tutti gli Italici si riunirono a Corfinio (AQ) contro Roma, fondando di fatto uno stato proprio, esperimento politico che naufragò con la distruzione dei territori da parte di Lucio Cornelio Silla, Teate e Anxanum dal canto loro rimasero sempre fedeli a Roma, non partecipando attivamente alla guerra. Eccettuato il condottiero Erio Asinio, zio del poeta teatino Gaio Asinio Pollione, per cui Silla volle la damnatio memoriae, con il principato dell'imperatore Augusto, sia Teate che Anxanum e Histonium furono tenute in gran considerazione, che favorì sviluppo economico e politico.
Se da una parte l'archeologica non permette di leggere completamente uno stile tipico degli Italici, ad eccezione degli sparuti esempi di cinte fortificate in mura megalitiche, come il villaggio di Pallanum (Tornareccio), la provincia teatina beneficiò molto delle elargizioni romane, il territorio venne assoggettato alla gens di Arnio (per cui si ricorda il nome di via Arniense a Chieti), le città vennero rifatte con l'impianto viario di cardo e decumano alla romana, dotate di nuovi templi della triade capitolina, di terme, di anfiteatri e teatri. Presso Chieti passava la strada Marrucina che si univa alla strada Tiburtina Valeria che sfociava ad Aterno, e proseguiva diritta, lungo il fiume, passando per Sulmona e Amiternum (L'Aquila), mentre una seconda grande strada, la Traiano-Frentana, collegava Anxanum e Histonium. Quest'ultima città mostra ancora molte vestigia del passato romano, reperti e lapidi conservati nella sezione archeologica dei Musei di Palazzo d'Avalos, le terme romane di Sant'Antonio di Padova, i due acquedotti sotterranei del Murello e delle Luci, la forma ellittica della Piazza Rossetti dove si trovava l'anfiteatro, e si ricorda il poeta locale Lucio Valerio Pudente, poeta decorato al Campidoglio con l'alloro a soli 13 anni da Antonino Pio.

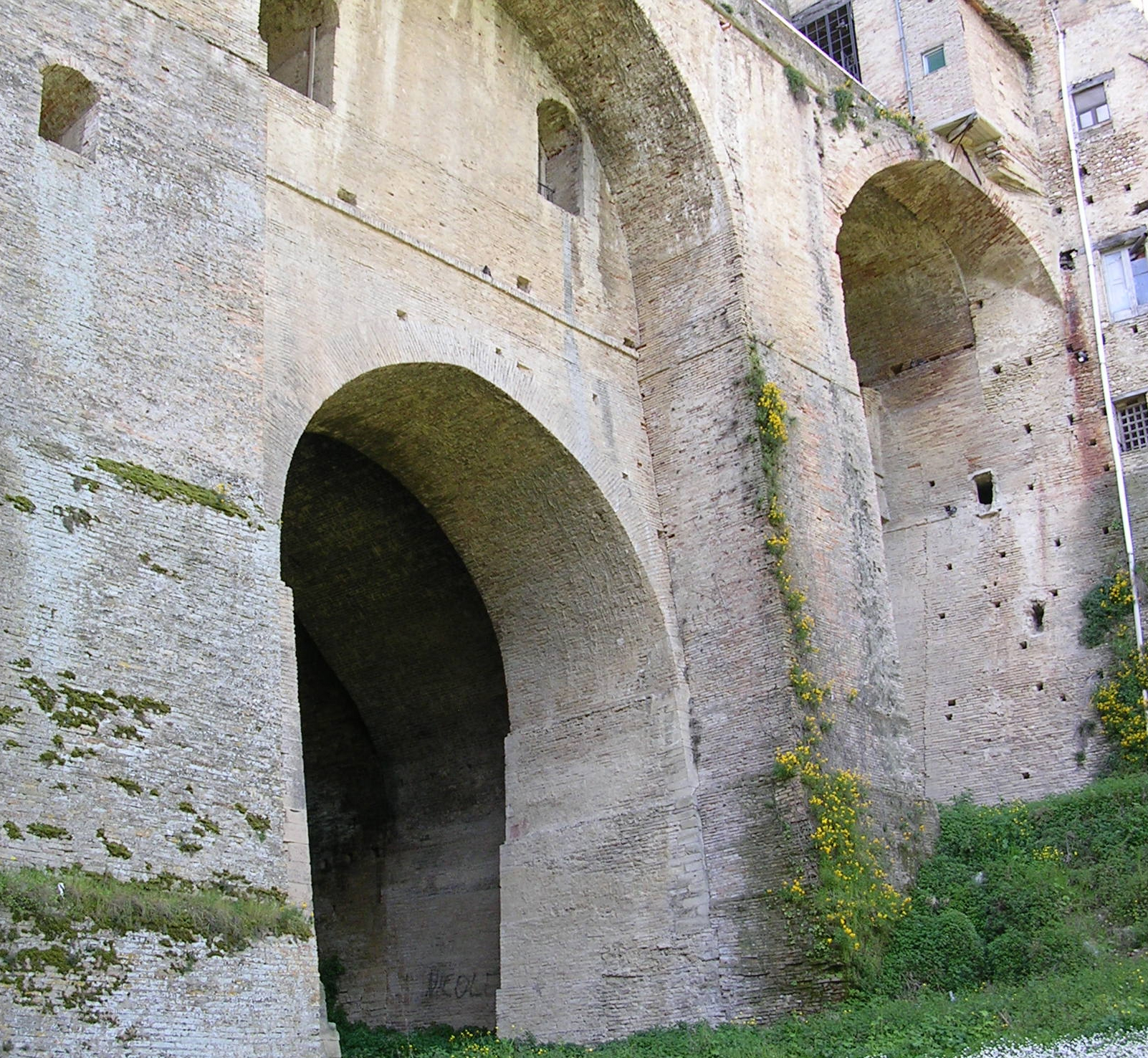
Ponte romano di Diocleziano, Lanciano

La provincia di Chieti all'epoca di Roma era inclusa nella Regio IV Samnium.

### Primo Medioevo (IV-XIII secolo)

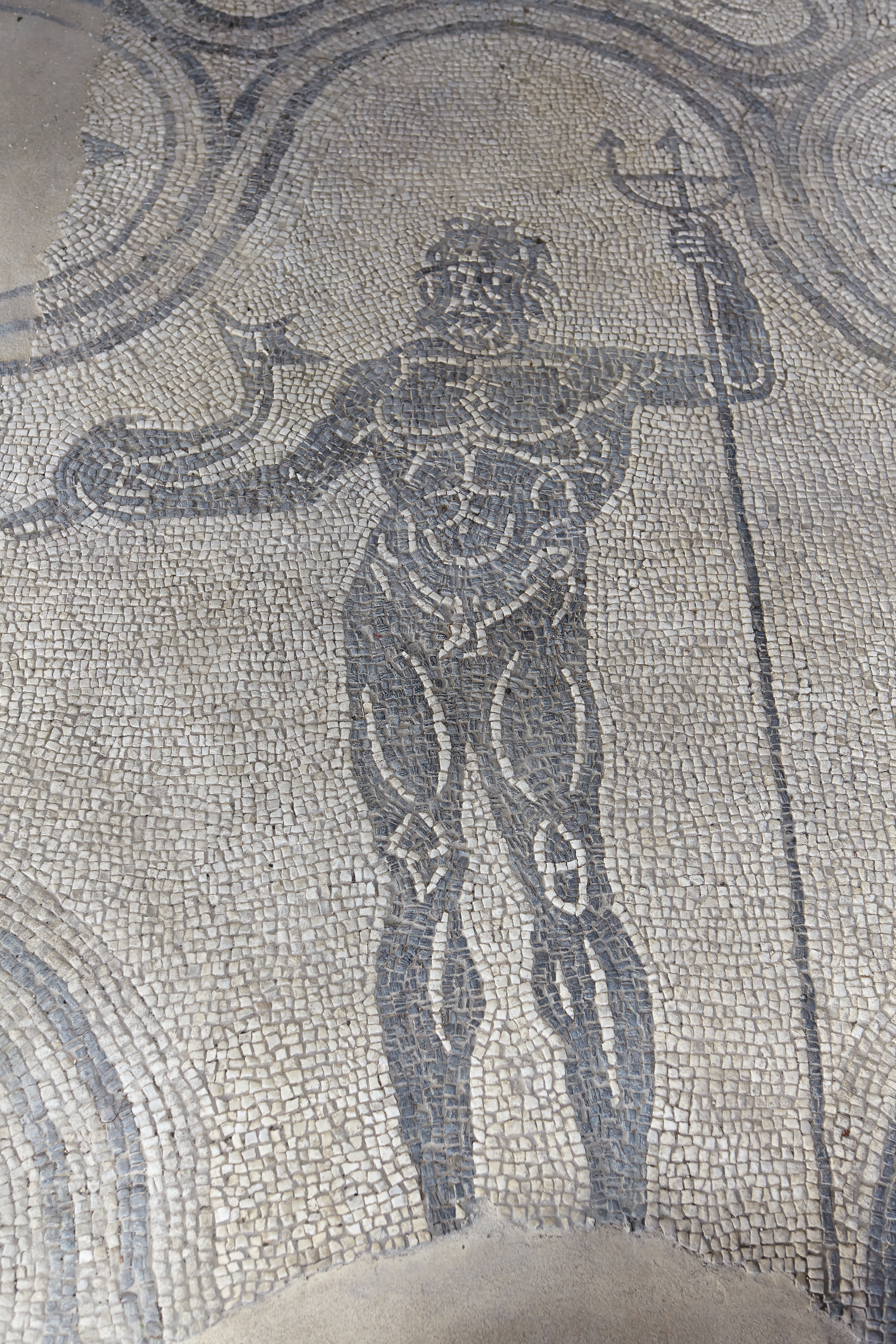
Mosaico del Nettuno presso le terme romane di Vasto

Lo splendore di questo territorio andò affievolendosi dal II-IV secolo d.C., quando l'Italia venne saccheggiata dai Goti di Alarico, dai barbari, dai Vandali, e poi dai Bizantini, di cui si sono conservate alcune vestigia e sculture nel Museo dell'Abruzzo Bizantino Altomedievale, nel castello ducale di Crecchio. Dalle poche testimonianze che si hanno, i Bizantini non crearono scompiglio come i predecessori Vandali e Goti, ed instaurarono una forma di governo che più s'accomodava alle leggi romane, a differenza della rottura definitiva che si ebbe con l'arrivo dei Longobardi, che s'introdussero con saccheggi e depredazioni, di cui si ricordano gli assedi ad Aternum e a Lanciano, difesa dai Bizantini. Da un episodio semi-miracoloso, la città avrebbe eletto il primo santo patrono: San Maurizio proprio perché riuscirono a sconfiggere gli assalitori.
Se la presenza bizantina nella provincia e nel resto d'Abruzzo è poco documentata, sicuramente si hanno più notizie con l'arrivo nel 568 dei Longobardi, comandati da re Alboino. Il territorio italiano fu diviso in due grandi province, e il territorio teatino andò a finire nel ducato di Benevento. Nell'800 durante le guerre tra i longobardi di Grimoaldo e i franchi di Carlo Magno, i due luogotenenti Pipino il Breve e Aimone di Dordona invasero Teate e Histonium, dandole alle fiamme, ragion per cui le città furono ricostruite daccapo. Con i longobardi, la provincia si dotò nelle alture di piccoli castelli e torri di avvistamento, che poi andranno a costituire dal IX secolo roccaforti vere e proprie, da cui si svilupperanno i borghi.

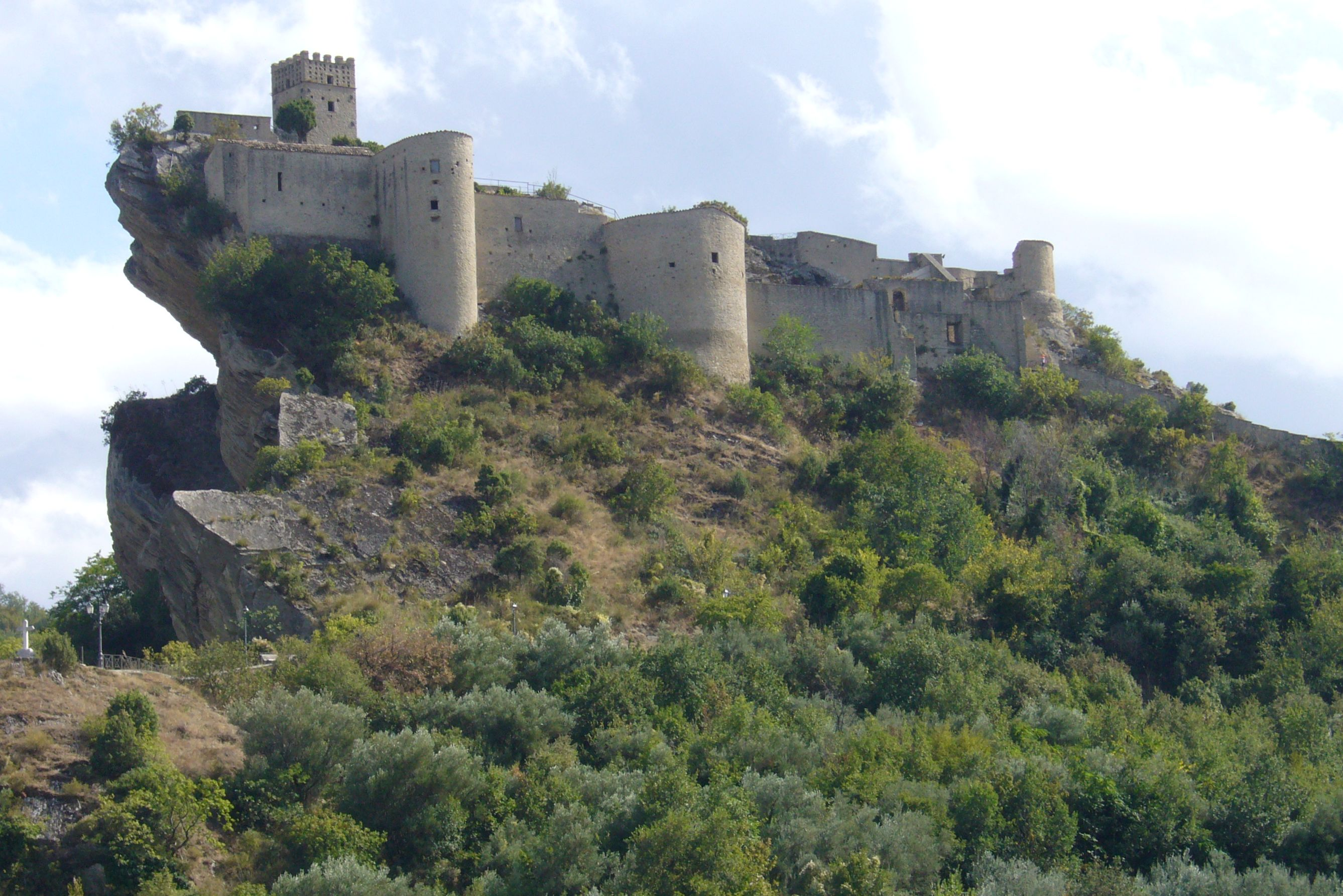
Il castello di Roccascalegna

In questo secolo, con la presenza franca, la provincia di Chieti è di fatto già formata al livello territoriale, quando fu istituita la "marca Teatina", e il territorio ripartito nella Contea di Teate. Con la discesa in Italia infatti di Ottone I di Sassonia, erano discesi altri nobili della Francia, tra cui il conte Berardo il Francisco e Attone I, che si insediò a Chieti, mentre l'altro andò ad occupare l'ex provincia Valeria (la Marsica), prendendo possesso della torre di Celano, e fondando così la secolare stirpe dei conti dei Marsi. Nel territorio teatino invece gli Attoni governarono sia politicamente che spiritualmente, imponendosi anche nella diocesi di Chieti (IX sec), e tessendo rapporti con i principali monasteri dell'abbazia di Montecassino, dell'abbazia di Farfa e di San Vincenzo al Volturno per ottener terreni, soprattutto nel territorio di Atessa, Vasto, cedendo a volte interi feudi, come quest'ultimo, che nel 1000 risultava di proprietà di San Giovanni in Venere, donatogli dal conte Trasmondo.
Nel 1047 l'abbazia di San Giovanni in Venere sul litorale teatino, fondata dall'abate Oderisio, ottenne dall'imperatore Enrico il Nero i diritti sul porto di Ortona, aveva in mano Vasto, e anche altri feudi a nord come Aternum, altro importante sbocco portuale. Nel 1075 ci la battaglia di Ortona tra il conte Trasmondo III di Chieti e l'esercito dei Normanni, che con la vittoria, si installarono nella Contea Teatina. Venne creata la contea di Manoppello, piccolo feudo poco distante da Chieti, cui venne posto da Ruggero I, insieme a Roberto il Guiscardo e Roberto III di Loritello il conte Ugo Malmozzetto a governare la sorte dei feudi. Malmozzetto tiranneggiò sulla vallata del Pescara, interferendo anche nei rapporti di vassallaggio dell'abbazia di San Clemente a Casauria con i territori presso le gole di Popoli e della Maiella, e spadroneggiando anche su Lanciano.

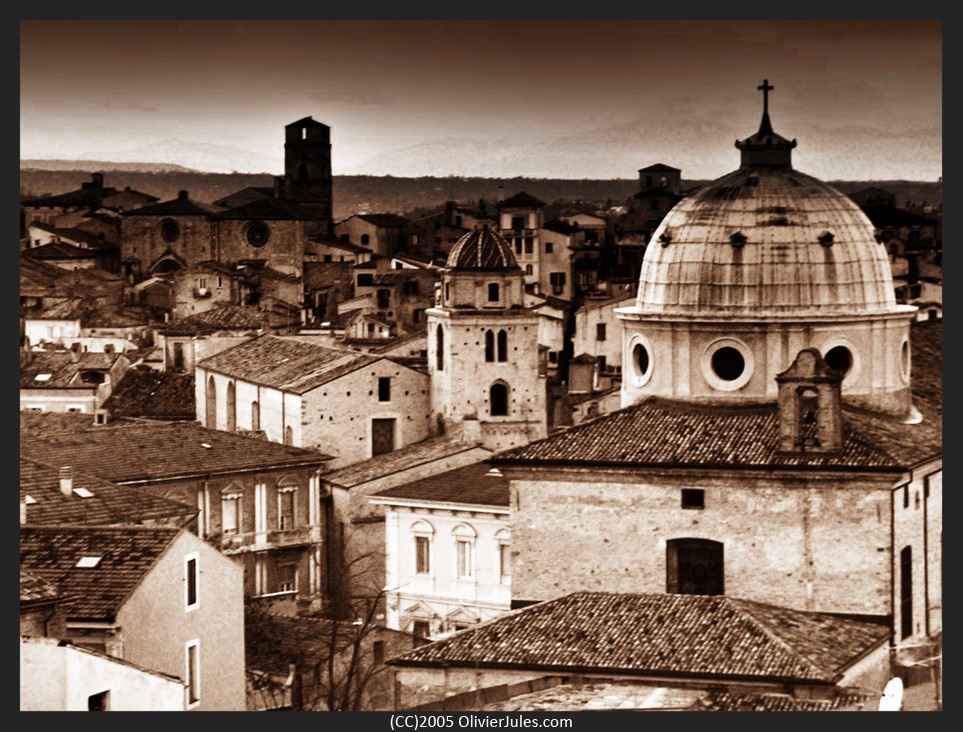
Il centro storico di Lanciano

Questa città, malgrado le invasioni subite, ebbe sempre un trattamento di riguardo, essendo sin dall'epoca romana importante stazione di traffici commerciali, a contatto col porto di San Vito, e sede delle annuali fiere, che attiravano viandanti addirittura dalla Daunia. La città inoltre era divenuta importante sede del Miracolo eucaristico, che nell'VIII secolo si verificò presso il convento di San Legonziano dei monaci Basiliani (sopra cui oggi sorge il santuario di San Francesco), il primo riconosciuto nella storia della Chiesa cattolica, accrescendo ancora di più il prestigio della città.

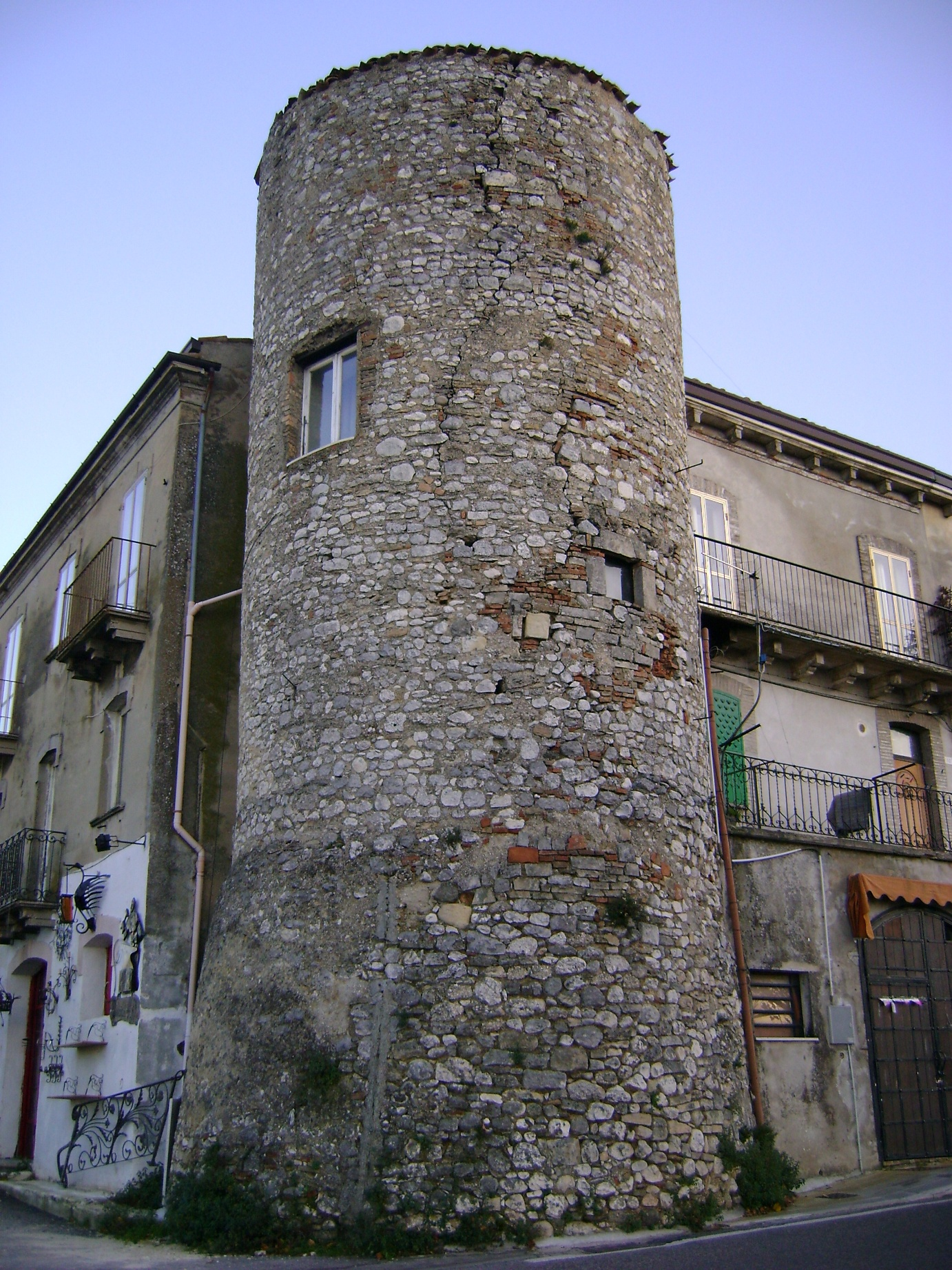
La torre Adriana di Guardiagrele

Dopo le pressioni di Malmozzetto e Roberto il Guiscardo, le sorti della provincia cambiarono, quando con la riorganizzazione territoriale del Regno di Napoli, vennero istituiti dei feudatari cadetti della nuova stirpe degli Svevi. Federico II di Svevia si dimostrò magnanimo verso i baroni che gli dichiaravano obbedienza, nel 1233 incluse tutto il territorio dell'ex ducato di Spoleto, entro cui si trovava l'Abruzzo, nel nuovo Giustizierato con capoluogo Sulmona. Più avanti Carlo I d'Angiò che salì al potere nel 1268 divise in due tronconi gli Abruzzi nel 1273, ponendo come confine il fiume Pescara. Chieti fu riconosciuta capoluogo della provincia di Abruzzo Citeriore, ossia a sud della Pescara. Chieti, che nel 1443 vedrà ufficialmente riconosciuto il ruolo di capoluogo dell'Abruzzo Citeriore per merito di Alfonso V d'Aragona; Chieti era di fatto il principale centro della provincia, insieme a Lanciano, che video dal 1304 una serie di privilegi firmati e concessi dai sovrani di Napoli, partendo con Carlo II fino a Roberto e Alfonso.

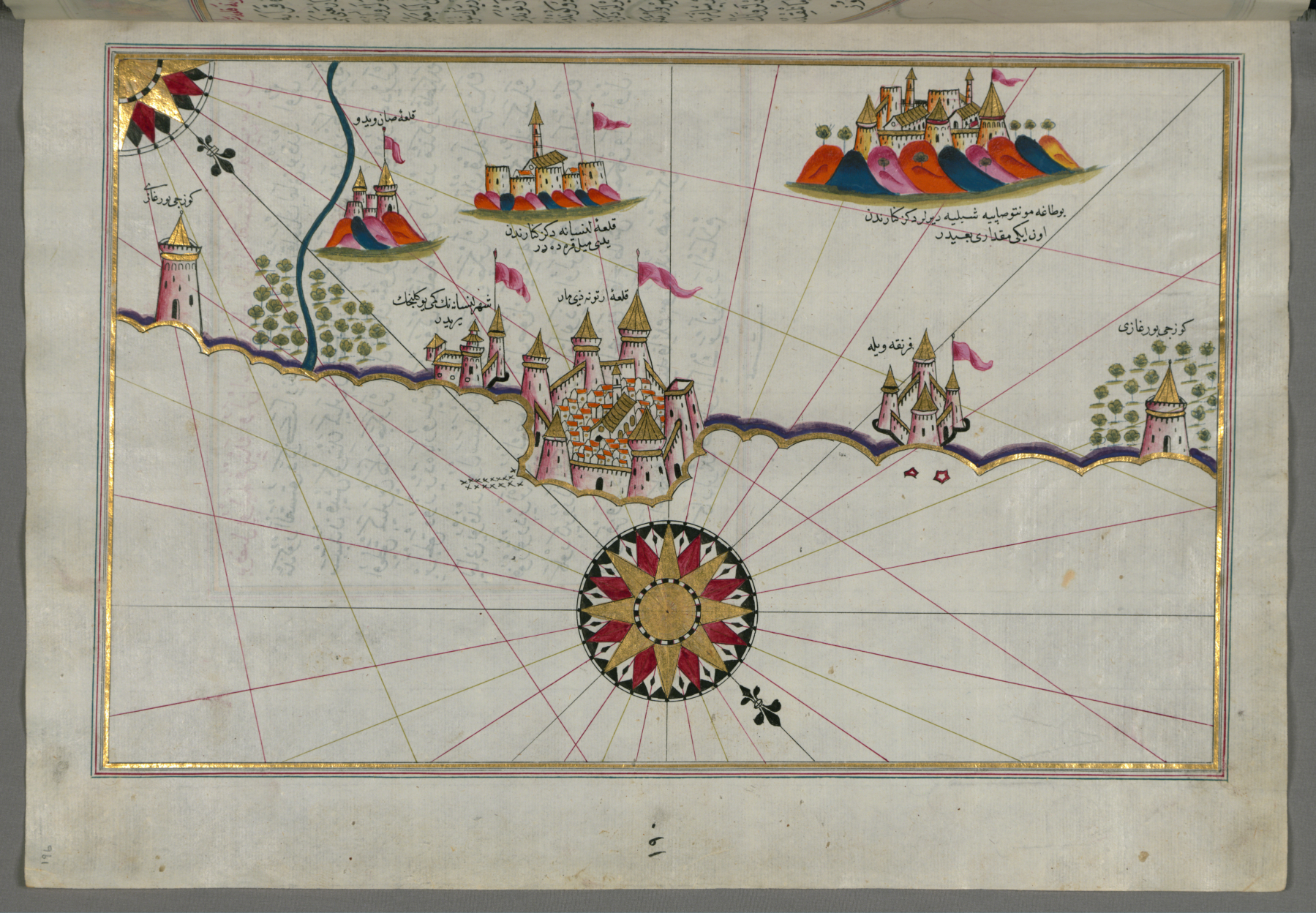
Mappa di Piri Reìsdi Lanciano e dei castelli circostanti.

In sostanza, le cittadine della provincia sottostarono alle sorti politiche che interessarono il regno di Napoli, soprattutto durante la guerra di successione angioino-aragonese del 1424.

### Secondo Medioevo (dagli Angioini agli Aragonesi)
In sostanza, con il governo degli Angioini, e poi degli Aragona, i nobili delle principali città della provincia: Chieti, Lanciano, Vasto, parteggiarono sempre per il partito vincente, ora che fossero gli Angiò, ora gli Aragona. La città di Vasto grazie a Roberto d'Angiò nel 1385 vide i due nuclei uniti: ossia il Guasto d'Aimone, rifatto dai Franchi sopra le rovine romane di Histonium (rione San Pietro) e il Guasto Gisone (rione di fondazione prettamente medievale, attorno alla chiesa di Santa Maria maggiore); interessante notare come anche nella cittadina di Atessa si fosse completato questo processo, poiché esistevano due villaggi longobardi di Ate e Tixa che, secondo la leggenda, sarebbero stati divisi per anni dalla presenza di un dragone, ucciso poi dal santo patrono Leucio vescovo d'Alessandria, a cui è intitolato il Duomo.
Diminuendo il potere di San Giovanni in Venere e dell'abbazia di Santo Stefano in Rivomaris, le città poterono acquistare maggiori feudi, e imporre le gabelle sui passaggi dei tratturi che dalla montagna conducevano al mare e alla Puglia foggiana. Il Trecento fu un secolo molto prolifico per questa provincia, lo fu ancora di più il Quattrocento, topo il periodo turbolento del 1424, quando le città dovettero schierarsi a favore di Giovanna II di Napoli e del capitano Giacomo Caldora, chi per Alfonso d'Aragona con il suo capitano Braccio da Montone. Se da una parte Lanciano fu di partito angioino, cambiando poi idea al momento opportuno per non subire saccheggi, Ortona era favorita da Giovanna II, che dopo la sconfitta definitiva di Braccio, che aveva abusato dal 1421 del suo potere di Gran Connestabile dell'Abruzzo per mettere a ferro e fuoco i villaggi e le città, ricompensò il capitano Caldora con il feudo di Vasto nel 1429, che fece ampiamente rifortificare, insieme ad altri feudi sparsi nella Maiella.

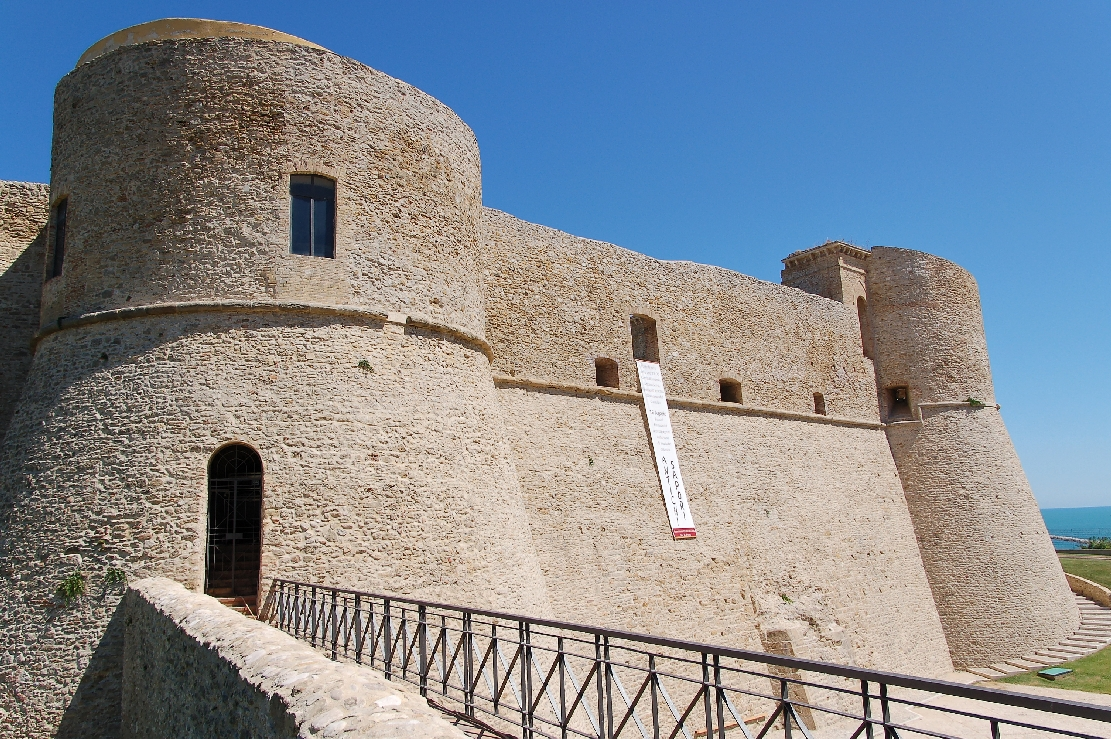
Castello aragonese di Ortona

Guardiagrele dal canto suo nel 1340 faceva parte dei possedimenti dei Conti di Palearia (Isola del Gran Sasso), e con una rete di rapporti matrimoniali, pervenne a Napoleone I Orsini, che divenne anche signore di Manoppello. Grazie ai rapporti di amicizia con gli Angiò e poi con Ladislao di Durazzo, il conte e soprattutto suo figlio Napoleone II riuscì a far diventare Guardiagrele un importante centro artistico con i maestri esperti nell'oreficeria, e ottenne anche il privilegio nel 1386 e poi nel 1406 di battere i bolognini. Anche Chieti e Lanciano prosperavano, soprattutto la prima, che dal primo Trecento aveva accolto la famiglia napoletana dei Valignani che, dal XV secolo in poi, aveva preso saldamente il controllo del parlamento cittadino, dimostrandosi come una delle più longeve e potenti famiglie d'Abruzzo, che creò una sorta di micro-repubblica con sede centrale Chieti, e attorno vari feudi, raggruppati nel ducato di Vacri, nel marchesato di Cepagatti e di Miglianico. Oltre a ciò, sino al 1510 Chieti deterrà il controllo del bosco di Sambuceto, importante risorsa per la fabbricazione del legno, e del porto di Aterno (Pescara).
Dopo la rovina di Antonio Caldora, figlio di Giacomo, che si macchiò di tradimento verso Alfonso d'Aragona, i feudi furono ripartiti, e nel 1488 Vasto, principale sede dell'ex famiglia, andò in mano ad Innico I d'Avalos, capostipite di una ricca e fiorente famiglia napoletana che segnò la storia di Vasto sino al XVIII secolo, con la morte di don Cesare Michelangelo d'Avalos (1729)

### Cinquecento e Seicento
Dopo le vicende belliche tra Francia e Spagna, anche i territori della provincia di Chieti vennero infeudati, ad eccezione di Lanciano e Chieti, che resistettero sino al XVII secolo. Pescara dal 1510 per volere di Carlo V e poi del Duca d'Alba fu requisita e infeudata al Marchese d'Avalos (don Fernando Francesco e alla moglie Vittoria Colonna) del Vasto affinché divenisse un'importante fortezza di guardia allo sbocco del fiume, mentre Chieti rischiava di vedere i suoi territori perduti per le decisioni del viceré. Atessa fu infeudata, insieme a Guardiagrele, a dei signori esterni: la prima a Fabrizio Colonna, che la vendette ad altri feudatari, facendole perdere vari privilegi che aveva acquistato con Giovanna I di Napoli e poi con gli Aragona, Guardiagrele invece andò a Carlo di Lannoy, feudatario di Sulmona, il che segnerà dal 1521 una lenta decadenza della città dei maestri del rame e dell'oreficeria.
Solo Vasto non subì privazioni e tassazioni esose dal feudatario di turno, poiché i d'Avalos, in buoni rapporti con gli Aragona, e poi con i successivi viceré spagnoli, accrebbero il suo prestigio, avendola eletta a capitale dei propri possedimenti.

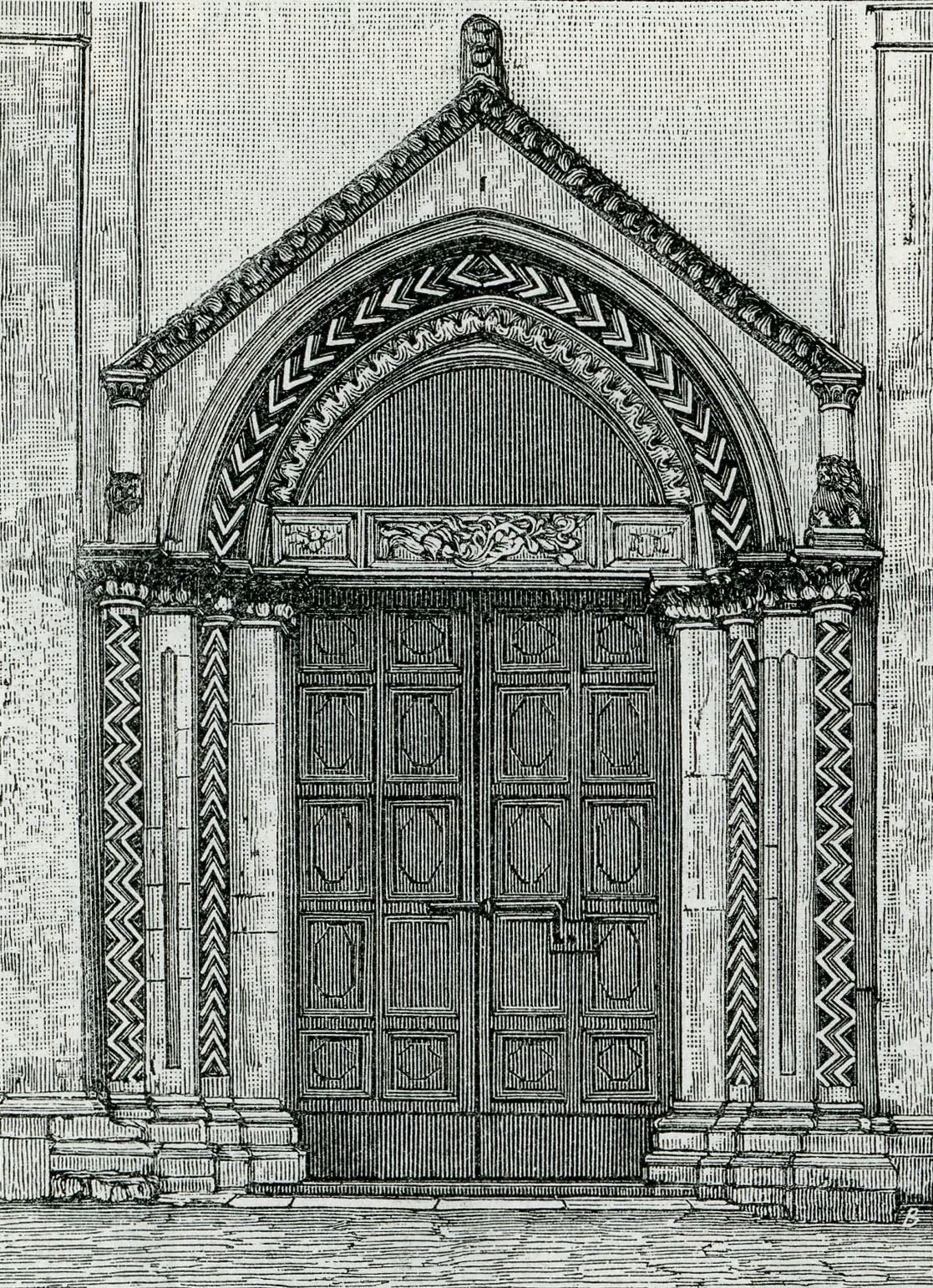
Incisione ottocentesca della porta della chiesa di Santa Maria della Civitella di Chieti

Oltre al grave saccheggio turco del luglio-agosto 1566, quando le città di Francavilla, Miglianico, Ortona e Vasto furono date alle fiamme e saccheggiate dai Turchi di Solimano il Magnifico, con le truppe capitanate da Piyale Paşa, non si registrano particolari eventi, ad eccezione dell'inizio della guerra fratricida in Lanciano tra le due casate dei Ricci e dei Florio, divisi nei partiti degli Antoniani e Petroniani, che seguivano l'andamento delle vicende di Francia e Spagna per il dominio di Napoli. La lotta tra le due famiglie con saccheggi e omicidi arrivò al punto che Lanciano, fiaccata dalla perdita di uomini e da spese belliche, andò in bancarotta, venendo comprata nel 1646 dal Marchese del Vasto, rimanendo sotto il suo potere sino alla restaurazione dei Borbone a Napoli, con l'ascesa al trono di Carlo III. Chieti invece nel 1646 cadde acquistata dal duca di Castel di Sangro don Francesco Caracciolo, per volere della corona di Napoli, malgrado le istanze parlamentari e le opposizioni strenue dei Valignani e del parlamento, che alla fine, rimandando l'insediamento dei nuovi membri della camera, riuscirono con uno stratagemma a ricomperare loro stessi il feudo di Chieti, ristabilendovisi ancora una volta al potere.

### Il Settecento
La provincia dopo le pestilenze e le carestie del Seicento, si riprese solo nella prima metà del Settecento. Il disastroso terremoto dell'Aquila del 1703 e quello della Maiella del 1706, che rase al suolo Sulmona, intaccarono in parte anche Chieti e Guardiagrele, ma senza gravi conseguenze come nelle zone colpite. Dopo che Lanciano entrò di nuovo nel regio demanio con un sindaco a capo, grazie a Carlo III, non riuscì ad ottenere più i privilegi del XIV-XV secolo, poiché con l'infeudamento aveva perduto mezza Val di Sangro che aveva in suo potere. Anche Atessa si riprese dopo che i feudatari del vice-reame furono scacciati.

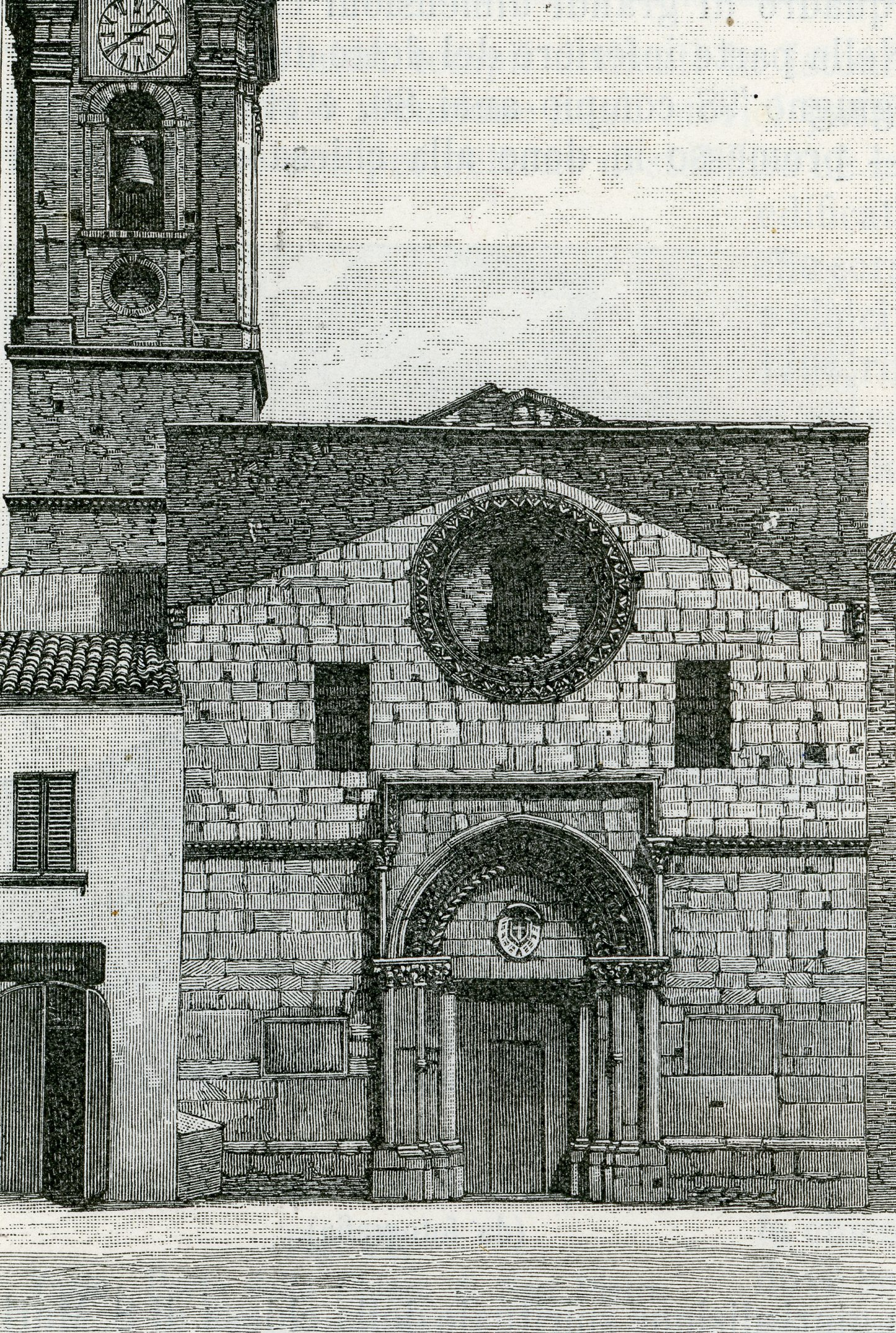
Incisione della Cattedrale di San Giuseppe di Vasto

Per tutto il secolo non ci furono gravi turbamenti, sino alla calata dei Francesi nel 1798, quando Gioacchino Murat occupò Napoli, mentre a Roma veniva istituita la Repubblica Romana. Anche tutto l'Abruzzo fu coinvolto, e la provincia: vennero militarizzate le città di Chieti, Lanciano, Vasto, Ortona e Guardiagrele nel gennaio 1799. L'esempio che meglio si ricorda è la repubblica Vastese, amministrata da un manipolo di funzionari altoborghesi della città, che con delle leggi emanate cercarono di replicare il governo giacobino di Parigi del 1789, ma senza successo, poiché la mala organizzazione dell'esercito francese, e il fatto che le municipalità abruzzesi non riuscivano a contenere la popolazione in rivolta, con l'organizzazione del contrattacco delle truppe sanfediste in favore di Ferdinando IV già nel maggio dell'anno tale esperimento poteva dichiararsi concluso. Giuseppe Pronio infatti fu nominato "prodittatore" dell'Abruzzo da re Ferdinando per organizzare la rivolta, occupò Lanciano, da lì venne nominato un prefetto di nome Nicola Neri, giacobino, che nel momento della caduta di Vasto cercò di difenderla, costretto però a fuggire dinanzi alle truppe di Pronio il 20 maggio 1799, che fece firmare l'atto di capitolazione.
In sostanza l'occupazione francese rappresentò in gran sostanza una rivolta popolare generale, acuita da secoli di sopportazione delle leggi di vassallaggio, come dimostra anche il caso del 25 febbraio 1799, quando i cittadini di Orsogna, pieni di acrimonia contro quelli di Guardiagrele per dispute territoriali che duravano da un secolo, con l'appoggio dei francesi mossero sulla città e la misero a ferro e fuoco, incendiando le case e l'archivio notarile.
I francesi tuttavia tornarono nel 1809-15 a controllare gli Abruzzi e la provincia di Chieti per contro di Giuseppe Bonaparte, e proprio con lui il territorio venne riamministrato e suddiviso in distretti (ossia le province), con all'interno dei circondari, amministrati dai comuni maggiori, che avevano nella fascia territoriali i centri minori e le contrade. Fatto sta che comunque, grazie ai francesi, Lanciano riportarono una vittoria contro Chieti, ottenendo la sottintendenza del Tribunale Penale, che fino ad allora si trovava solo ed esclusivamente a Chieti. Già nel 1515 avevano ottenuto, grazie ai rapporti del vescovo col pontefice, il riconoscimento di sede arcivescovile pastorale, condiviso con Ortona, riuscendo a prendere anche se in piccola quantità, una porzione di territorio che da secoli era in mano al vescovo di Chieti.

### Istituzione della provincia di Chieti: Ottocento-primo Novecento
Inizialmente suddivisa nei circondari di Chieti, di Lanciano e di Vasto (frutto della divisione francese bonapartista), la provincia di Chieti venne istituita ufficialmente con l'Unità d'Italia, nel 1860, succedendo alla provincia dell'Abruzzo Citra del Regno delle Due Sicilie. Tra il 1821 ed il 1848 ci furono dei movimenti carbonari nelle principali città, soprattutto a Chieti ed a Vasto, seguendo gli ideali mazziniani, sino al grande risorgimento italiano i cui rappresentanti furono Clemente de Caesaris, Pasquale de Virgiliis, Silvio Ciccarone e Carlo Madonna. Nel 1860 vennero istituiti i plebisciti, e tra le principali città a votare a favore furono Vasto (4 settembre) e Lanciano.
Alla fine dell'Ottocento, la provincia divenne un punto di riferimento culturale grazie alla presenza di Francesco Paolo Tosti, Francesco Paolo Michetti, Gabriele D'Annunzio, Benedetto Croce, Edoardo Scarfoglio, Costantino Barbella, Basilio Cascella e Giuseppe Mezzanotte, intellettuali che dettero un avvio fulmineo e rivoluzionario alle principali arti della musica, letteratura, pittura, scultura, facendo entrare di fatto l'Abruzzo nel mondo moderno della cultura e dell'interesse internazionale. Si ricorda la presenza di Michetti a Francavilla dal 1888 nel convento sopra la collina del paese vecchio, di Tosti a Ortona, di d'Annunzio tra Pescara, Francavilla e Chieti, e di Cascella tra Pescara e Ortona, che rivoluzionò e reinterpretò alla maniera moderna la tradizione della ceramica dipinta abruzzese.

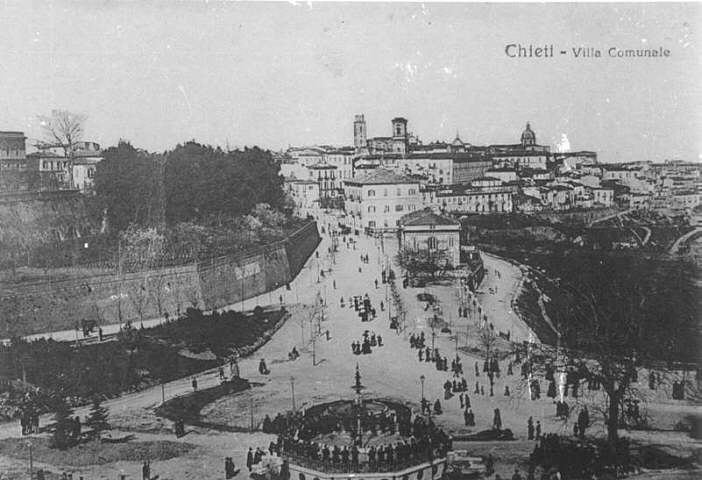
Chieti nel primo Novecento

Il periodo del dopo unità fu caratterizzato anche nella provincia dal fenomeno del banditismo, di cui si ricordano le bande nascoste sulle alture della Maiella (l'esempio noto è la Tavola dei Briganti), e delle campagne di Atessa, che si macchiarono di delitti, rapine e sequestri di persona. Lanciano continuò a proliferare con la creazione di fabbriche alla fine dell'Ottocento, e del calzificio Torrieri e dello zuccherificio che verrà inaugurato nel 1933). Con la creazione della rete ferroviaria, Chieti ottenne la sua stazione nel 1863, anche era ormai evidente il problema di fondo dell'isolamento della città alta contro la piccola cittadina di Pescara che, uscita dai confini storici delle mura della fortezza semi-demolita, iniziava pian piano ad espandersi, divenendo presto una realtà votata all'espansione, al commercio e allo sviluppo economico-sociale.
D'Annunzio soggiornò nel 1889 a San Vito Chietino, dove si trova il cosiddetto "eremo dannunziano" lungo la costa dei Trabocchi, dove passò le giornate con l'amante Barbara Leone, e dove trasse ispirazione per il suo libro Trionfo della morte (1894), largamente ambientato in Abruzzo, tra Guardiagrele, San Vito e Casalbordino, con l'episodio del pellegrinaggio al santuario della Madonna dei Miracoli (sito prodigioso eretto sulla campagna casalese nel 1576 dopo una pioggia provvidenziale della Madonna). Nel 1904 d'Annunzio compose anche la tragedia teatrale La figlia di Iorio sempre ambientate in Abruzzo, per la precisione alle grotte del cavallone presso Lama dei Peligni, sul versante orientale della Maiella. Inoltre d'Annunzio frequentò moltissimo il convento dove risiedeva l'amico Michettil dove attese alla composizione dei suoi successi Il piacere - L'innocente - Trionfo della morte (1889-94) e a Casoli dall'amico Pasquale Masciantonio presso il castello ducale, dove compose Le vergini delle rocce (1985). A Lanciano, presso l'editore Rocco Carabba (la casa editrice fu fondata nel 1878 ancora attiva oggi, una delle più influenti e produttive dell'Abruzzo), d'Annunzio pubblicò nel 1879 la prima raccolta poetica Primo vere a Chieti e poi la seconda edizione a Lanciano, il Carabba intrecciò contatti non solo con autori locali quali Cesare De Titta, Antonio De Nino, Gennaro Finamore, Cesare Fagiani, ma anche con Luigi Pirandello, presidente di commissione agli esami del liceo classico "Vittorio Emanuele II" di Lanciano nel 1908, per Carabba Pirandello pubblicò il saggio L'umorismo.
Nel 1915 venne completata la ferrovia Sangritana, con interessamento della città di Lanciano e di Casoli, il cui percorso va dal mare di San Vito Chietino, collegando con diramazioni la tratta già esistente Ancona-Foggia, i paesi dell'alto Sangro, lungo il fiume, sino al capolinea a Castel di Sangro, collegandosi a sua volta con la tratta Sulmona-Carpinone-Isernia. Fiorirono le prime industrie nelle città principali: fabbriche tessili, lanifici vari, calzifici, tabacchifici e fornaci per la fabbricazione di mattoni.
Nel 1927 parte del territorio provinciale venne distaccato per la creazione della nuova provincia di Pescara. Pescara faceva allora parte del territorio di Chieti, la parte storica a sud del fiume, mentre il comune di Castellammare Adriatico istituito nel 1807, era della provincia di Teramo. Riunite le due città in un sol comune, venne creata la provincia prendendo territori da Chieti, L'Aquila e Teramo: Chieti così perse centri come San Valentino in Abruzzo Citeriore, Manoppello e Caramanico Terme, condividendo la vasta piana di Sambuceto (San Giovanni Teatino) con Pescara dove si trovava l'aeroporto Campo di Fortuna. Oltre a quest'azione, il regime fascista operò con diversi interventi pubblici anche a Vasto, Lanciano e Chieti.

### Seconda guerra mondiale

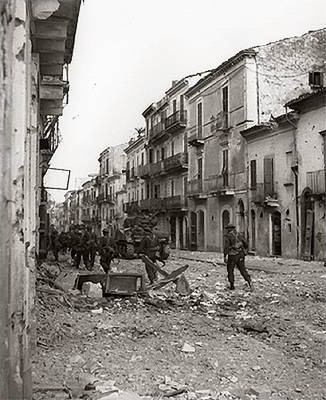
Ortona durante i combattimenti

La provincia ebbe grande importanza nella seconda guerra mondiale. Chieti fu occupata dai nazisti nel 1943 ma dichiarata "Città libera" per fornire rifugio agli sfollati. I principali luoghi colpiti dai tedeschi e alleati furono i centri della "linea Gustav", che aveva sbocco a Ortona, e continuava per tutta la regione fino a raggiungere nel Lazio Cassino. Ortona fu solo l'ultimo atto di una campagna di conquista accanita da parte delle truppe alleata dell'VIII Armata britannica di Bernard Law Montgomery il quale, risalendo da Foggia e Termoli, intendeva prendere Roma nel minor tempo possibile, raggiungendo Pescara per proseguire verso la capitale seguendo la via Tiburtina Valeria.
L'8 settembre 1943 dopo l'armistizio, re Vittorio Emanuele II fuggì verso Brindisi volendo prendere l'aereo a Pescara, ma essendo stata questa gravemente bombardata dagli americani il 31 agosto 1943, disastro cui seguiranno i bombardamenti del 14 e 20 settembre, con distruzione di quasi tutta la città, Vittorio Emanuele con il maresciallo Badoglio preferì raggiungere il porto di Ortona, soggiornando per una notte al castello De Riseis di Crecchio. I tedeschi intanto dal settembre occuparono tutti i centri della provincia e d'Abruzzo, istituendo dei quartier generali nelle città maggiori, e iniziando a scavare le linee di trincea presso le gole, le forre e i valloni delle colline per contrastare l'imminente avanzata alleata, che risaliva la penisola dopo lo sbarco in Sicilia. Montgomery si trovò a metà ottobre presso il fiume Trigno, tra il Molise e l'Abruzzo, e il 23-25 ottobre ci furono i primi cruenti combattimenti contro i tedeschi che stavano fortificando la linea Barbara e la linea Viktor, e più a nord la linea del Sangro. Dopo gli scontri alle porte di Vasto, la città venne liberata, e l'avanzata continuò verso Torino di Sangro e Paglieta sino al Sangro.

Stemma della Brigata Maiella

L'aviazione alleata, dato che Montgomery era bloccato dalla piena del Sangro a causa delle forti piogge, visto che i tedeschi avevano fatto saltare in aria i ponti, cercò di liberare il terreno al generale britannico, bombardando a tappeto i centri presso il fiume, Fu così che Fossacesia il 31 ottobre subì un accanito bombardamento da venire quasi distrutta. La vicina città di Lanciano il 5-6 ottobre aveva cercato di ribellarsi alla presenza tedesca mediante la rivolta del gruppo di giovanissimi "martiri ottobrini" comandati da Trentino La Barba, ma l'attacco venne presto stroncato dai tedeschi, che si accanirono sempre di più contro i civili, mentre da metà novembre, avendo Montgomery gettato le teste di ponte sul Sangro, gli aerei presero a bombardare nuovamente la città di Lanciano, bombardata già il 27 ottobre 1943 con gravi danni. Per tutto il mese e quello successivo, i carri armati delle truppe neozelandesi e della Divisione Indiana, combatterono comune dopo comune (Mozzagrogna, Santa Maria Imbaro, San Vito, Castelfrentano, Frisa), ricacciando i tedeschi e installando il presidio a Lanciano. I tedeschi tuttavia si riorganizzarono in breve tempo, occupando Guardiagrele, Chieti e Ortona, dove prepararono il massimo della difesa contro gli alleati.

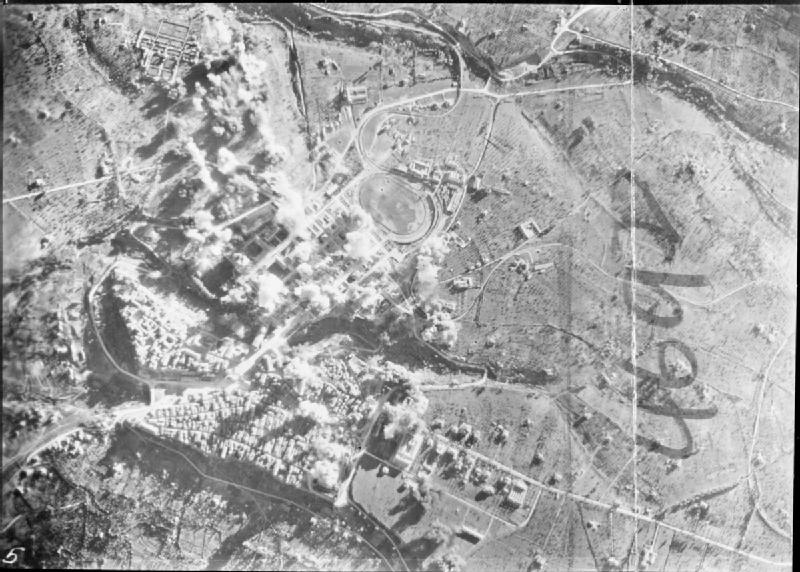
Operazioni aeree alleate su Lanciano (novembre 1943)

Montgomery inviò un reparto canadese comandato da Paul Triquet, che dovette affrontare la carneficina del 21-28 dicembre 1943, nota come la battaglia di Ortona, nella quale persero la vita moltissimo soldati canadesi, tedeschi, e oltre un migliaio di civili. Anche Orsogna e Guardiagrele furono interessate da aspri combattimenti, ma le truppe neozelandesi nel cercare di conquistare la prima postazione, dovettero aspettare il giugno 1944, quando al quarto assalto riuscirono ad entrare nel paese, ridotto ormai solo ad un ammasso di rovine. Nel frattempo i tedeschi si erano trincerati anche nelle roccaforti naturali dei paesi dell'alto Sangro (Castel di Sangro, Alfedena, Roccaraso) e dell'Aventino (Casoli, Lama dei Peligni, Gessopalena, Torricella Peligna). Per queste vie i combattimenti ci furono quando l'avvocato Ettore Troilo decise contro il parere inizialmente negativo della divisione britannica, di formare un corpo di giovani volontari per ricacciare per sempre dalla loro terra gli occupanti nazisti, che intanto si macchiavano di stragi e omicidi, come la distruzione di Gessopalena, la carneficina di Sant'Agata (14 gennaio 1944) e di Montenerodomo, mentre già dalla fine dell'ottobre 1943, per contrastare l'avanzata alleata, i nazisti avevano fatto saltare in aria alcuni paesi minandoli dalle fondamenta, come Lama dei Peligni, Taranta Peligna e Lettopalena, costringendo gli sfollati ad estenuanti marce verso Sulmona e Campo di Giove.
Qui c'erano dei campi di prigionia, attivi sin dal 1940 per ospitare i detenuti politici, prigionieri di guerra, ed ebrei (in Abruzzo ce n'erano in tutto 15, nella provincia di Chieti si ricordano il campo 51 della Caserma Rebeggiani di Chieti, Villa Sorge di Lanciano, Villa Marchesani di Vasto e il campo d'internamento di Palazzo Tilli a Casoli), che dopo l'armistizio si erano svuotati, il campo di Fonte d'Amore di Sulmona fu abbandonato, e i prigionieri poterono fuggire attraverso la Maiella, mentre i tedeschi li occupavano per trasferire i prigionieri rimasti in Germania. A Casoli, occupata dai britannici, e centro franco di sfollamento insieme a Chieti, che ospitarono centinaia di sfollati dai paesi distrutti del circondario fino a raggiungere la saturazione, si costituì per la caparbietà di Ettore Troilo il gruppo della Brigata Maiella, che avrebbe appoggiato le azioni belliche degli alleati contro i tedeschi. Promotore di questo gruppo fu il tenente Lionel Wigram, che costituì una personale guarnigione detta "Wigforce", con cui compì gli assalti a Montenerodomo e Pizzoferrato il 3 febbraio 1944, dove trovò la morte.
Pian piano il gruppo della Maiella, aiutato da rifornimenti e vettovaglie degli alleati, riuscì a raggiungere anche Roccaraso e Castel di Sangro, anch'esse distrutte dalla tattica tedesca della "terra bruciata". Roccaraso fu ridotta a un ammasso di macerie, e nel bosco accanto del Limmari si compì l'eccidio di Pietransieri: civili il 21 novembre 1943, quando i civili di un'intera frazione (Pietransieri appunto) vennero prelevati dai tedeschi e fucilati nel bosco. L'Abruzzo venne liberato interamente nel giugno 1944, era ridotto in gran parte in macerie, e faticò non poco per riprendersi.

### Attualità

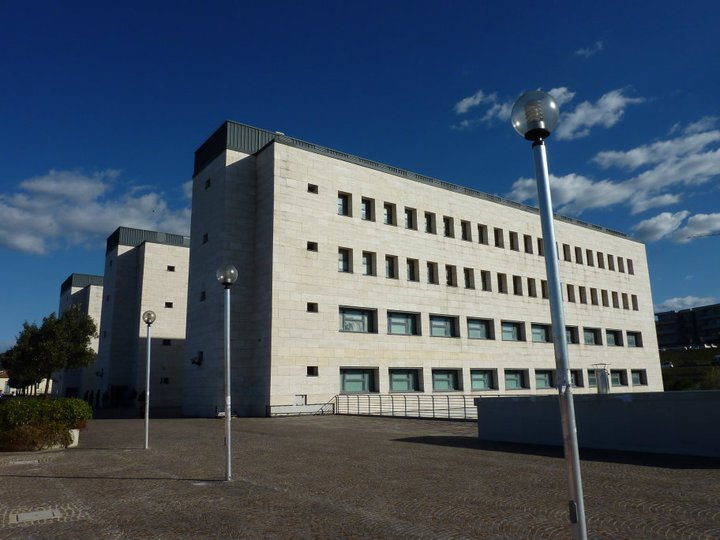
Polo didattico di medicina dell'università "Gabriele d'Annunzio"

Negli anni 1970 ci fu una espansione edilizia delle principali città, presso i luoghi di mare l'economia s'incentrò molto nel turismo balneare, Francavilla risultò un caso eccezionale per la rapidità della ricostruzione del centro, insieme a Pescara, per la febbrile attività edilizia ed economica nel riprendersi dalle distruzioni belliche, diventando nuovamente un punto centrale della cultura (per la presenza degli eredi di Michetti e del Cascella) e del turismo balneare. Nel 1965 a Chieti fu istituita l'Università degli Studi "Gabriele d'Annunzio" con campus e sede centrale a Chieti Scalo, mentre nel 1970 veniva inaugurato ad Atessa il centro produttivo Honda-Sevel.

### Sede provinciale

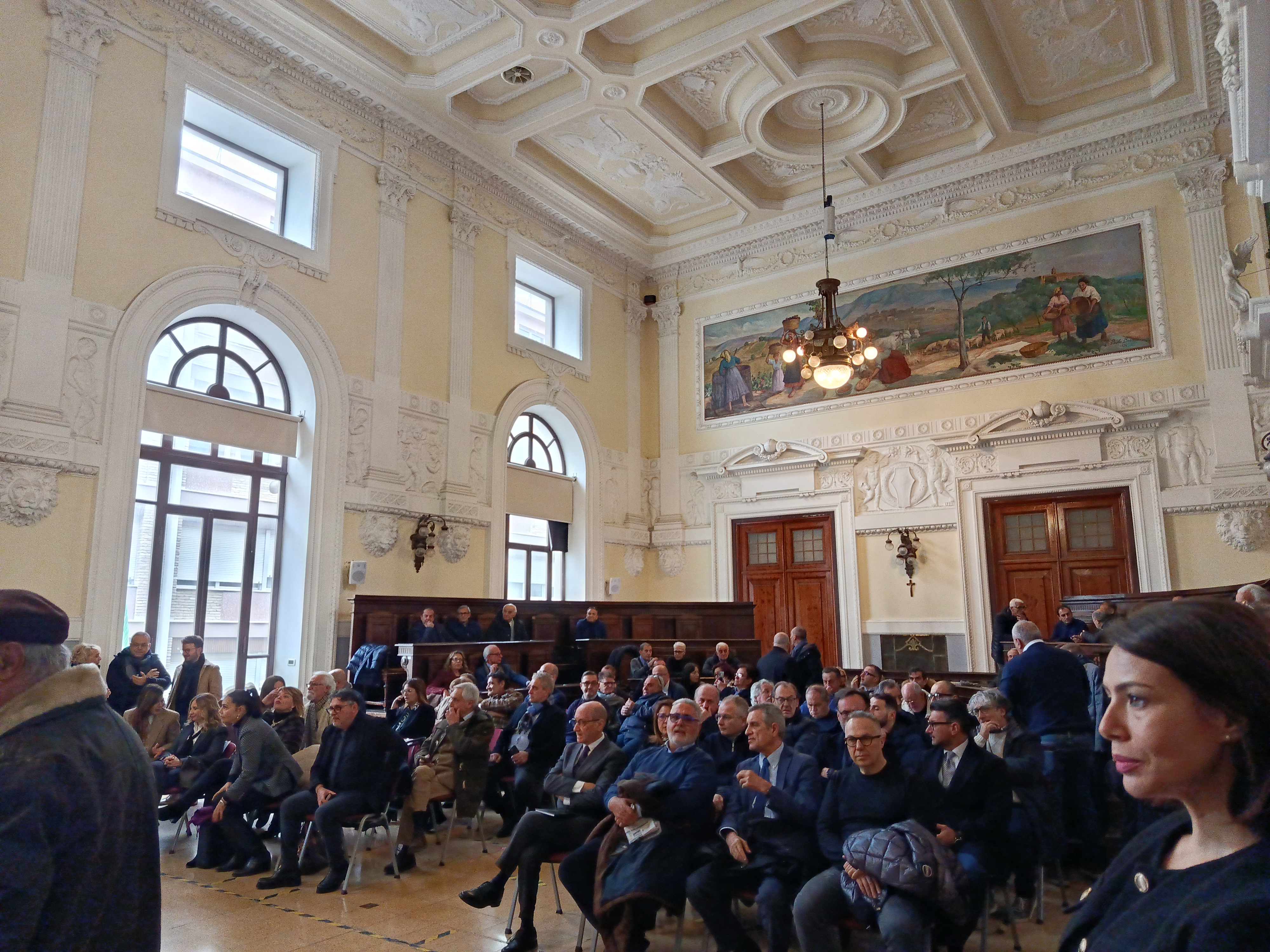
Sala consiliare

Il Palazzo Provinciale è stato costruito nel 1914-1921 sopra l'area della chiesa di San Domenico, accanto all'ex monastero dei Domenicani, dove dal 1807 venne istituita la Prefettura, affacciata su Piazza Umberto I. Il palazzo provinciale invece, con i caratteristici portici si affaccia sul Corso Marrucino, con l'ingresso accanto all'ex Banca di Risparmio della Provincia di Chieti (il palazzetto neoclassico) in Largo Martiri della Libertà. Il palazzo sta accanto alla Banca d'Italia, venne fondato nel tardo Ottocento sopra il convento di San Domenico, e nel 1913 l'edificio venne completato affacciandosi sul Corso, abbattendo la chiesa rimasta. Il convento era molto antico, risalente alla metà del XIII secolo, e fu uno dei maggiori centri di vita religiosa Teatina, i frati vi crearono una farmacia ricca di medicinali, forniti ai poveri, una copiosa biblioteca, andata perduta, e una scuola di novizi.
Con decreto del 1808 di Gioacchino Murat, il convento fu soppresso, i Domenicani ripartiti in case monastiche della Provincia, l'edificio destinato ad alloggio degli uffici dell'Intendenza d'Abruzzo Citeriore, e la chiesa venne concessa alla Confraternita del Santissimo Rosario. In vista dei progetti del 1885 di allargare la strada del Corso Gagliani, come si chiama allora il Marrucino, nel 1913 la chiesa venne abbattuta, poiché la Confraternita per vent'anni si oppose in ogni maniera alla distruzione, finché non accettò il trasferimento nel Collegio di Sant'Anna degli Scolopi, che attualmente porta l'intitolazione a San Domenico al Corso.
La monumentale facciata sul Corso è opera dell'ingegner Giulio Mammarella, che realizzò anche i portici, conclusi nella realizzazione nell'anno 1928. Durante gli scavi per la costruzione vennero scoperti anche fondaci e cisterne d'epoca romana, poiché l'antico Corso di Chieti era la via Tecta, accessibile dal vicino Palazzo de' Mayo. Il palazzo ospita la Provincia e la Prefettura di Chieti, la facciata sul Corso è scandita alla base da un ampio porticato ad archi, scanditi da grosse colonne-pilastri in bugnato grezzo, con sorta di capitello circolare ornato da festoni floreali e frutti. Dagli zoccoli che si innalzano dal mensolone della cornice marcapiano, si trovano gli altri due settori del palazzo, sempre ripartiti dalle paraste e dalle colonne cilindriche e capitello corinzio: il primo ordine di finestre propone sempre lo schema binato del timpano a triangolo-semicerchio, il secondo ordine ha architrave semplice, infine il cornicione finale su mensole inginocchiate propone sempre rilievi a festoni di frutti e vegetali. Le aperture nei portici ospitano attività commerciali, lo storico Caffè Vittoria, e l'accesso mediante scalone alla Prefettura. La Sala di Rappresentanza è decorata da affreschi tardo classici, con lampadari, motivi geometrici vegetali e floreali, e riquadri d'ispirazione mitologica, mentre le tele sulle pareti sono di pittori abruzzesi come Michetti e Cascella. In particolare Michetti realizzò un grande affresco nella Sala Consiliare che propone scene di vita abruzzesi in omaggio al secolare lavoro di campagna, montagna e pesca.

### Simboli

Gonfalone della provincia

Lo stemma è stato riconosciuto con regio decreto del 15 aprile 1938. La provincia borbonica dell'Abruzzo Citra già aveva sullo stemma la testa di cinghiale, animale simbolo tradizionale dell'Abruzzo.
Il gonfalone, concesso con regio decreto del 30 novembre 1939, è un drappo di azzurro.

## Infrastrutture e trasporti

### Strade

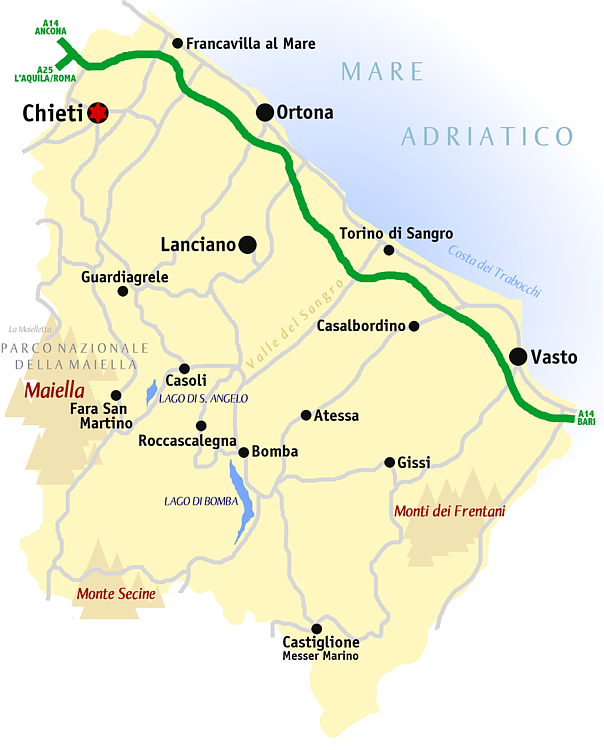
Cartina della provincia, le autostrade e le strade statali e provinciali principali

Autostrade:
- Autostrada Adriatica
- Strada dei Parchi

Raccordi autostradali:
- Asse Attrezzato

Strade statali:
- Via Tiburtina Valeria
- Adriatica
- Piceno Aprutina
- Frentana
- di Val di Foro e di Bocca di Valle
- di Manoppello
- della Maielletta
- di Fondo Valle Alento
- di Fondo Valle Trigno
- di Fondo Valle Sangro
- Val Pescara-Chieti
- Tangenziale di Pescara

Diverse strade statali sono state in più occasioni cedute dall'ANAS alla provincia, assumendo una nuova denominazione di strada provinciale:
- Istonia (S.P. 212 ex S.S. 86 Istonia)
- Teatina (S.P. 2 Tricalle-Francavilla)
- della Valle del Sangro (S.P. 119 Sangritana - S.P. 113 Selva di Altino-Piane d'Archi)
- di Guardiagrele (S.P. 215 ex S.S. 363 di Guardiagrele)
- di Atessa (S.P. 216 ex S.S. 364 di Atessa)
- Lanciano-Fossacesia (S.P. 217 ex S.S. 524 Lanciano-Fossacesia)
- Marrucina (S.P. 218 ex S.S. 538 Marrucina)
- Sangritana 2ª (S.P. 225 ex S.S. 558 Sangritana 2ª)

La provincia è attraversata dall'autostrada A14, che scorre parallelamente alla statale adriatica. Pochi chilometri a nord di Francavilla al Mare, all'altezza di Pescara, dall'A14 si dirama la A25, che si innesta sull'A24 a Torano di Borgorose procedendo verso Roma.
Il raccordo autostradale 12 Asse attrezzato collega velocemente Chieti scalo con Pescara, fungendo da tangenziale della conurbazione e da strada principale del tratto terminale della Val Pescara. I centri minori della provincia sono collegati dalla rete di strade provinciali.

### Porti

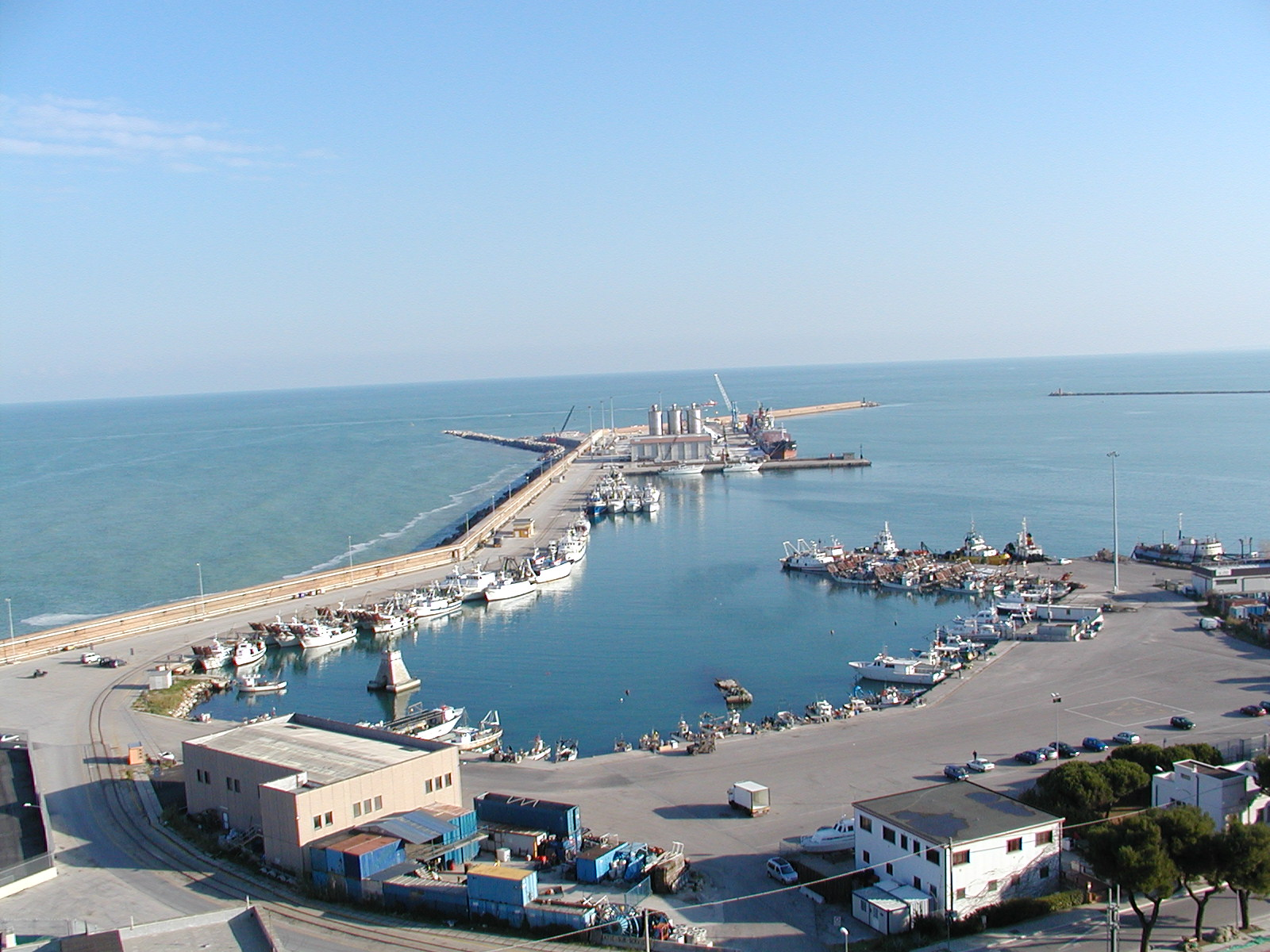
Il porto di Ortona

Il porto di Ortona è uno dei più importanti porti commerciali d'Abruzzo, ma ha anche funzione mercantile, turistica ed una buona attività cantieristica. Viene utilizzato anche come riparo per le tonnare della Sicilia e del Tirreno nel periodo della migrazione dei tonni nel Mare Adriatico.
Il porto di Vasto ha un uso prevalentemente peschereccio e turistico (come i collegamenti estivi per le Isole Tremiti), con la presenza inoltre del secondo faro più alto d'Italia.
Sono presenti anche approdi minori come quelli di Fossacesia "Marina del Sole" e San Salvo "Le Marinelle", per piccole imbarcazioni turistiche. Sono in cantiere inoltre la realizzazione di un nuovo porto turistico di dimensioni maggiori a San Salvo ed uno a Francavilla al Mare.

### Aeroporti

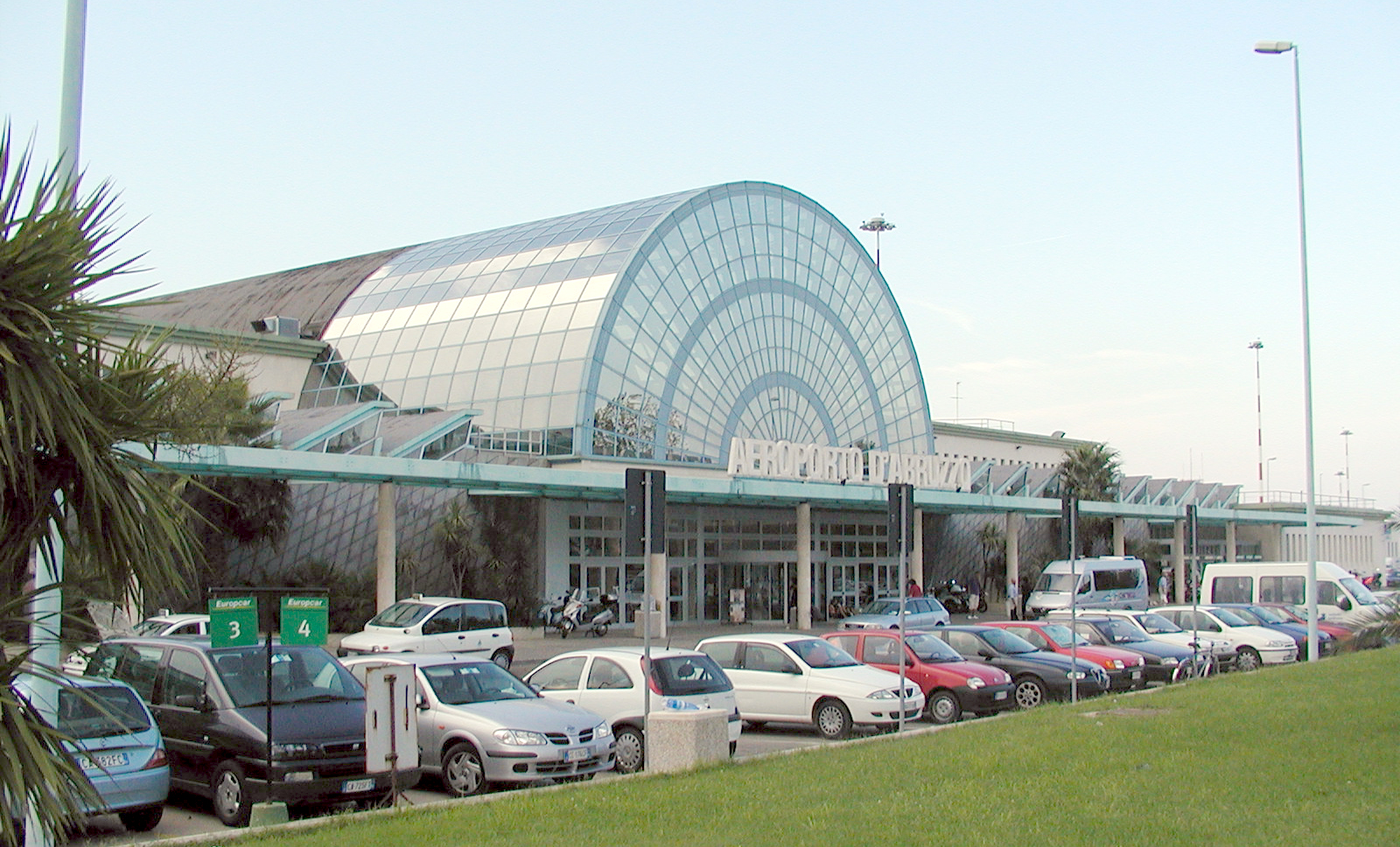
L'aeroporto di Pescara

La provincia è servita dall'aeroporto di Pescara, la cui pista insiste in parte nel comune di San Giovanni Teatino. Lo scalo assicura collegamenti aerei per mete nazionali ed internazionali.

## Sanità
L'Asl 2 Lanciano-Vasto-Chieti serve tutti i 104 comuni della provincia, con una popolazione di circa 380 000 abitanti. La asl è dotata di sei presidi ospedalieri:
- Policlinico Santissima Annunziata, Chieti
- Ospedale "F. Renzetti", Lanciano
- Ospedale "San Pio da Pietrelcina", Vasto
- Ospedale "Vittorio Emanuele II", Atessa
- Ospedale "G. Bernabeo", Ortona
- Ospedale "M. SS. Immacolata", Guardiagrele.

Inoltre sul territorio teatino vi sono anche due presidi territoriali d'assistenza (PTA), piccoli nosocomi che erogano i servizi sanitari solitamente elargiti da un ospedale ad eccezione dei ricoveri, che vengono gestiti dai presidi ospedalieri più grandi. Questi sono:
- Presidio territoriale d'assistenza di Casoli
- Presidio territoriale d'assistenza di Gissi

## Comuni
La provincia di Chieti comprende 104 comuni:
- Altino
- Archi
- Ari
- Arielli
- Atessa
- Bomba
- Borrello
- Bucchianico
- Canosa Sannita
- Carpineto Sinello
- Carunchio
- Casacanditella
- Casalanguida
- Casalbordino
- Casalincontrada
- Casoli
- Castel Frentano
- Castelguidone
- Castiglione Messer Marino
- Celenza sul Trigno
- Chieti
- Civitaluparella
- Civitella Messer Raimondo
- Colledimacine
- Colledimezzo
- Crecchio
- Cupello
- Dogliola
- Fallo
- Fara Filiorum Petri
- Fara San Martino
- Filetto
- Fossacesia
- Fraine
- Francavilla al Mare
- Fresagrandinaria
- Frisa
- Furci
- Gamberale
- Gessopalena
- Gissi
- Giuliano Teatino
- Guardiagrele
- Guilmi
- Lama dei Peligni
- Lanciano
- Lentella
- Lettopalena
- Liscia
- Miglianico
- Montazzoli
- Montebello sul Sangro
- Monteferrante
- Montelapiano
- Montenerodomo
- Monteodorisio
- Mozzagrogna
- Orsogna
- Ortona
- Paglieta
- Palena
- Palmoli
- Palombaro
- Pennadomo
- Pennapiedimonte
- Perano
- Pietraferrazzana
- Pizzoferrato
- Poggiofiorito
- Pollutri
- Pretoro
- Quadri
- Rapino
- Ripa Teatina
- Rocca San Giovanni
- Roccamontepiano
- Roccascalegna
- Roccaspinalveti
- Roio del Sangro
- Rosello
- San Buono
- San Giovanni Lipioni
- San Giovanni Teatino
- San Martino sulla Marrucina
- San Salvo
- San Vito Chietino
- Sant'Eusanio del Sangro
- Santa Maria Imbaro
- Scerni
- Schiavi di Abruzzo
- Taranta Peligna
- Tollo
- Torino di Sangro
- Tornareccio
- Torrebruna
- Torrevecchia Teatina
- Torricella Peligna
- Treglio
- Tufillo
- Vacri
- Vasto
- Villa Santa Maria
- Villalfonsina
- Villamagna

### Comuni principali
|     | Comune               | Popolazione (30-11-2024) | Superficie (km²) | Altitudine (m. s.l.m) |
| --- | -------------------- | ------------------------ | ---------------- | --------------------- |
| 1°  | Chieti               | 48 512                   | 59,57            | 330                   |
| 2°  | Vasto                | 40 866                   | 71,35            | 174                   |
| 3°  | Lanciano             | 33 920                   | 66,94            | 265                   |
| 4°  | Francavilla al Mare  | 25 415                   | 23,09            | 19                    |
| 5°  | Ortona               | 21 991                   | 70,88            | 72                    |
| 6°  | San Salvo            | 19 882                   | 19,07            | 100                   |
| 7°  | San Giovanni Teatino | 14 556                   | 18,19            | 145                   |
| 8°  | Atessa               | 10 278                   | 110,98           | 435                   |
| 9°  | Guardiagrele         | 8 269                    | 56,04            | 576                   |
| 10° | Fossacesia           | 6 268                    | 30,14            | 142                   |

## Monumenti e luoghi d'interesse

### Architetture religiose

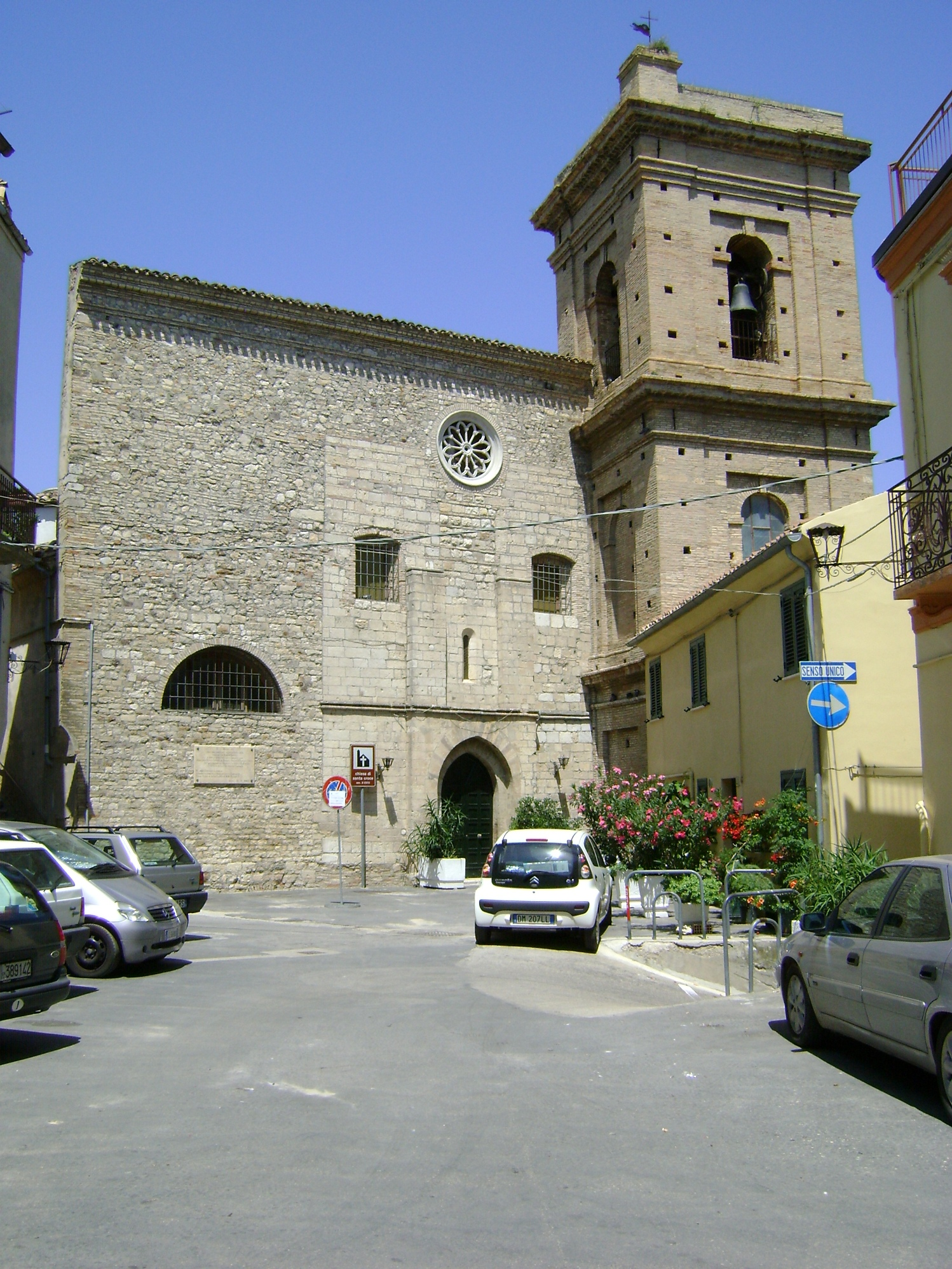
La chiesa di Santa Croce di Atessa

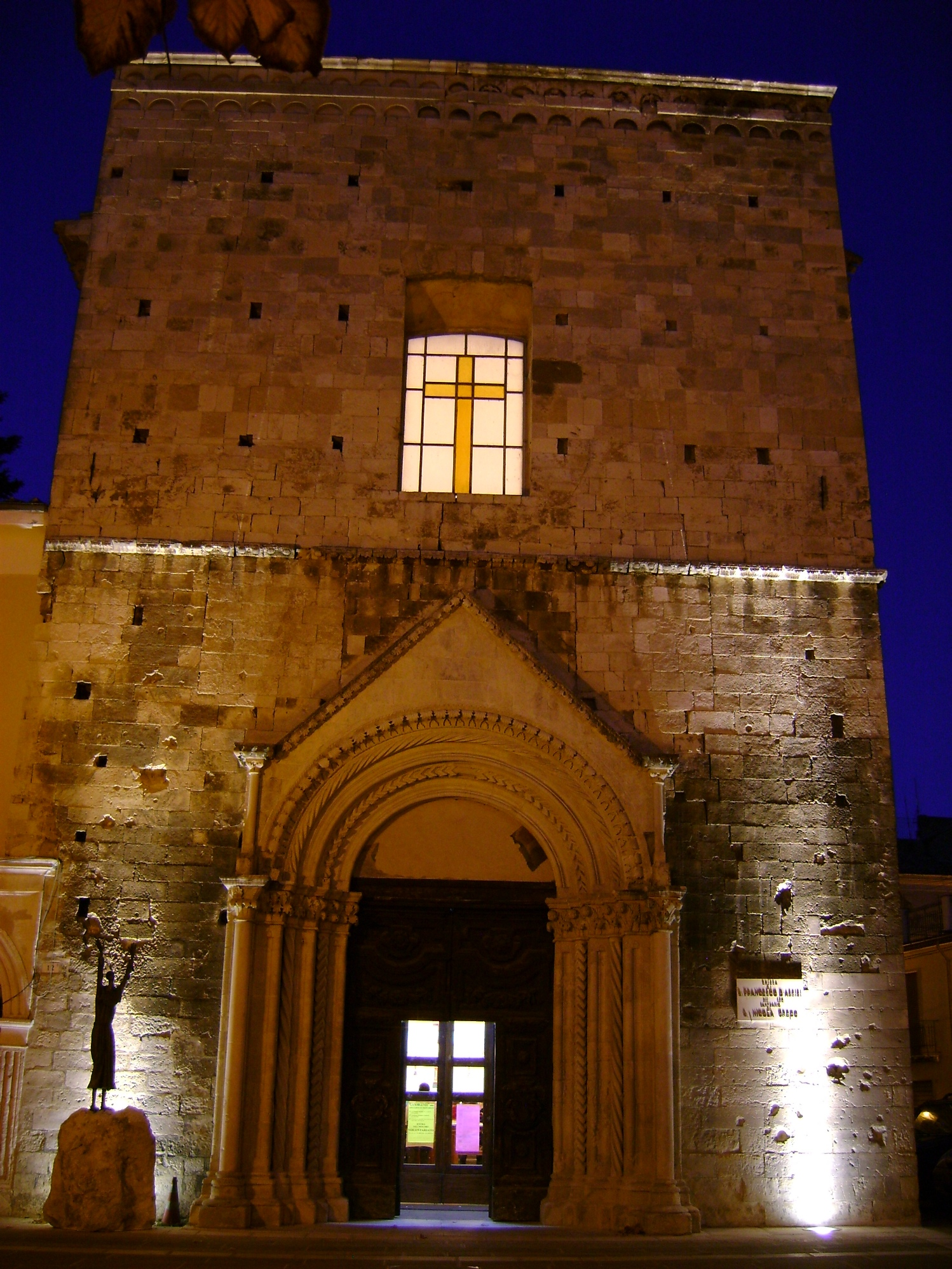
La chiesa di San Francesco di Guardiagrele

Le maggiori chiese in provincia sono:
|                 | Chiese principali |
| --------------- | --- |
| Chieti          | Cattedrale di San Giustino |
| Chieti          | Chiesa di San Francesco |
| Chieti          | Chiesa di Santa Chiara |
| Lanciano        | Cattedrale della Madonna del Ponte |
| Lanciano        | Chiesa di San Francesco |
| Lanciano        | Chiesa di Santa Maria Maggiore |
| Vasto           | Duomo di Vasto |
| Vasto           | Chiesa di Santa Maria Maggiore |
| Ortona          | Basilica di San Tommaso Apostolo; Chiesa di Santa Caterina di Alessandria-Oratorio del Crocifisso Miracoloso; Chiesa di Santa Maria delle Grazie |
| Atessa          | Duomo di San Leucio |
| Atessa          | Chiesa di Santa Croce |
| Atessa          | Chiesa di San Michele |
| Guardiagrele    | Collegiata di Santa Maria Maggiore |
| Guardiagrele    | Chiesa di San Francesco |
| Guardiagrele    | Chiesa di San Nicola |
| Fossacesia      | Abbazia di San Giovanni in Venere |
| Fossacesia      | Chiesa di San Donato |
| Casalbordino    | Santuario della Madonna dei Miracoli |
| Casalbordino    | Chiesa di San Salvatore |
| Castel Frentano | Chiesa di Santo Stefano Protomartire |
| Roccamontepiano | Santuario di San Rocco |

### Abbazie ed eremi

#### Abbazia di San Giovanni in Venere

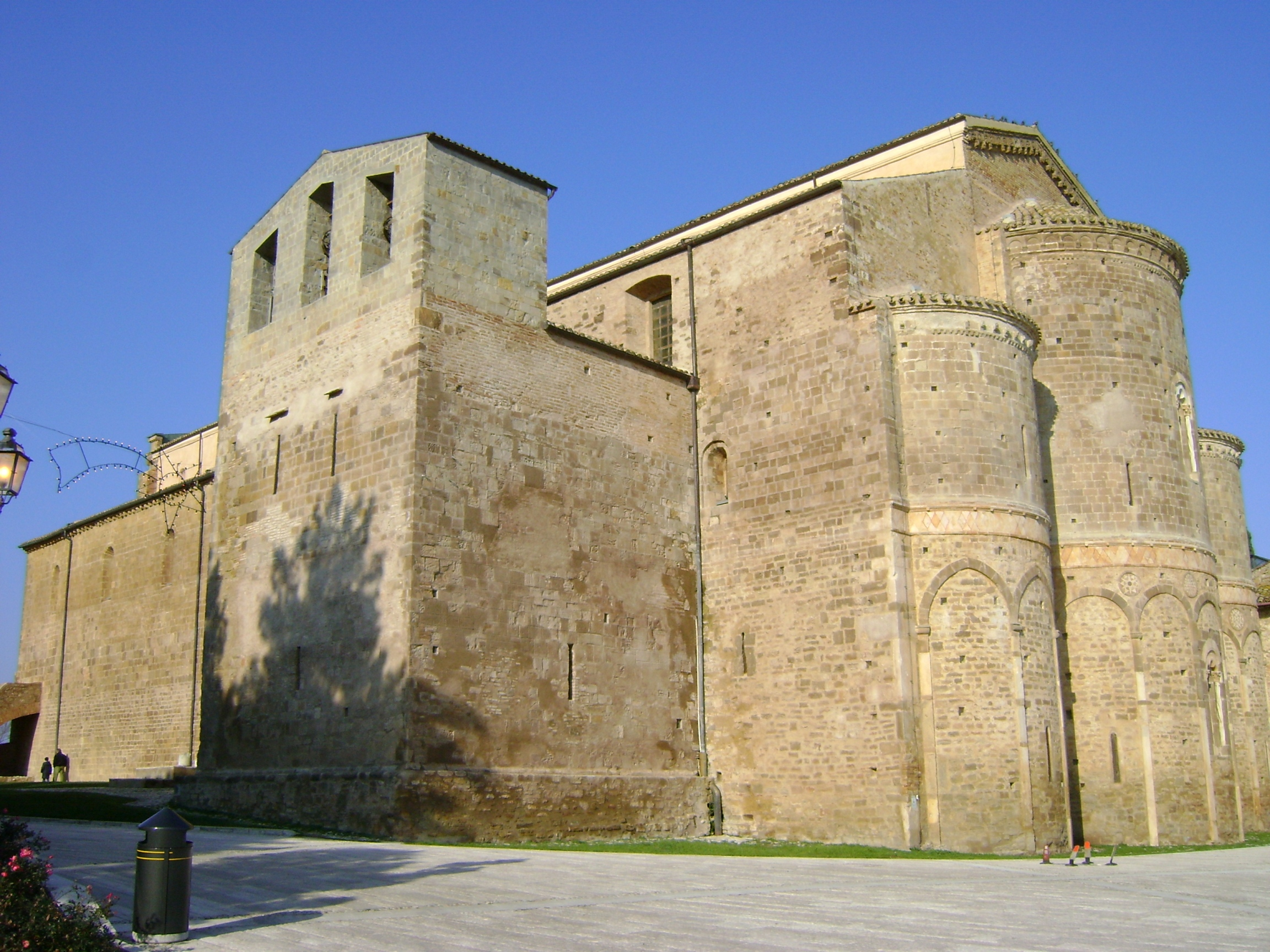
L'abbazia di San Giovanni in Venere

L'abbazia di San Giovanni in Venere è un'abbazia benedettina sita nel territorio del comune di Fossacesia, su un promontorio che si affaccia sul mare della Costa dei Trabocchi. Vanta una storia antichissima che secondo la tradizione ebbe inizio nell'anno 540, quando un frate, Martino, fece costruire in loco un piccolo cellario per frati benedettini, dotato di una cappella, demolendo un antico tempio pagano in abbandono situato sul posto e intitolato a Venere. L'edificio che si presenta oggi è però frutto dei grandi lavori di ricostruzione operati nel 1165 dall'abate Odorisio II, quando l'abbazia raggiunse il culmine del suo splendore. Dopo un breve periodo di splendore, fu soggetta ad un lento ed inesorabile declino, che causò il degrado della struttura, che ebbe il culmine con i bombardamenti della seconda guerra mondiale. Dal 1954 vi si è stabilita una Congregazione di Padri Passionisti, che si occupano della manutenzione della chiesa. Interventi di restauro infine negli anni cinquanta hanno restituito all'abbazia il suo splendore.
L'imponente mole della basilica è composta da tre navate, che terminano con un grande presbiterio rialzato che termina con tre absidi, sotto il quale si trova una cripta con affreschi duecenteschi. All'interno del complesso vi è un chiostro, coevo alla chiesa, che collega il monastero alla basilica. Dalle terrazze panoramiche dell'abbazia si possono ammirare suggestive vedute del golfo di Venere, della Costa dei Trabocchi e della Val di Sangro.

#### Santuario della Madonna dei Miracoli

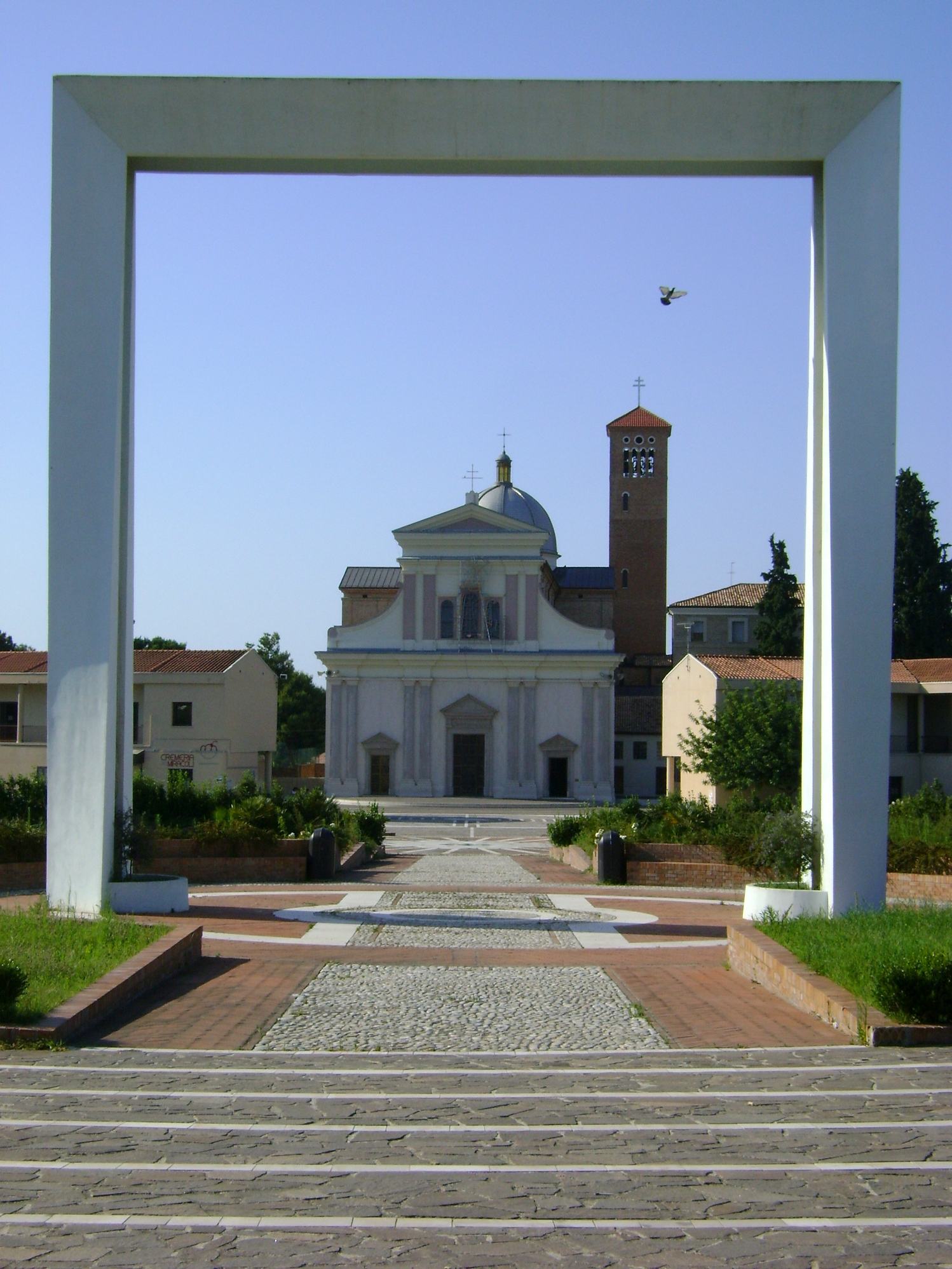
Il santuario della Madonna dei Miracoli di Casalbordino

Dopo alcune costruzioni precedenti, divenute troppo piccole per ospitare i numerosi fedeli giunti in pellegrinaggio, nel 1962 venne ultimata l'attuale chiesa e consacrata l'11 agosto dello stesso anno. Sorge sul luogo dove risulta essere apparsa la Vergine Maria l'11 giugno 1576 ad un anziano contadino, Alessandro Murzio, proveniente dal vicino paese di Pollutri.
La tradizione racconta che mentre egli si apprestava a raggiungere il suo piccolo campo di grano per verificare i danni causati da una tempesta avvenuta il giorno precedente, udito il suono delle campane di Casalbordino, si inginocchiò in adorazione con animo penitente. In quel momento gli apparve la Madonna, che lasciò all'uomo il messaggio di richiamare al suo parroco il dovere della santificazione del giorno di festa; la Vergine gli assicurò inoltre che il suo campo non aveva subito alcun danno. Dopo aver verificato le parole della Madonna riguardo al suo terreno, l'anziano si recò subito ad informare dell'accaduto l'arciprete don Mariano Diddonno. Nel 1899, su disposizione di papa Leone XIII si ebbe la cerimonia di incoronazione della Beata Vergine dei Miracoli, presieduta dall'arcivescovo di Chieti-Vasto e da 200.000 fedeli.

#### Abbazia di Santa Maria di Monteplanizio
Si trova a Lettopalena. Fu costruita nell'XI secolo e rimodellata nel XV. In questa epoca decadde di ruolo e divenne chiesa del camposanto. La chiesa è stata rivalutata con la costruzione del nuovo paese di Lettopalena dopo la seconda guerra mondiale. L'abbazia ha un corpo centrale, preceduto da un giardino con colonne romane. Sul fianco destro si apre il portico.

#### Abbazia di Santa Maria in Palazzo
L'Abbazia di Santa Maria in Palazzo risale al XII secolo, costruita presso il sito romano di Juvanum a Montenerodomo. L'abbazia ebbe esistenza travagliata e decadde nel XVIII secolo. Nel Novecento furono portate due colonne medievali nella facciata della chiesa parrocchiale di Montenerodomo. Oggi rimangono le mura perimetrali e l'abside.

#### Monastero di Santa Maria dello Spineto
Poco distante da Quadri, il monastero è sorto nel IX secolo su un tempio romano della località carricina di Trebula, utilizzando molto probabilmente materiale di spoglio di un tempio pagano. Nel XIII secolo l'abbazia venne ampliata, fino alla decadenza nel XVIII secolo, sicché agli inizi del Novecento era quasi tutta diruta. Ha le mura di pietra a pianta rettangolare, con parti di colonne delle tre navate.

#### Abbazia di San Martino in Valle

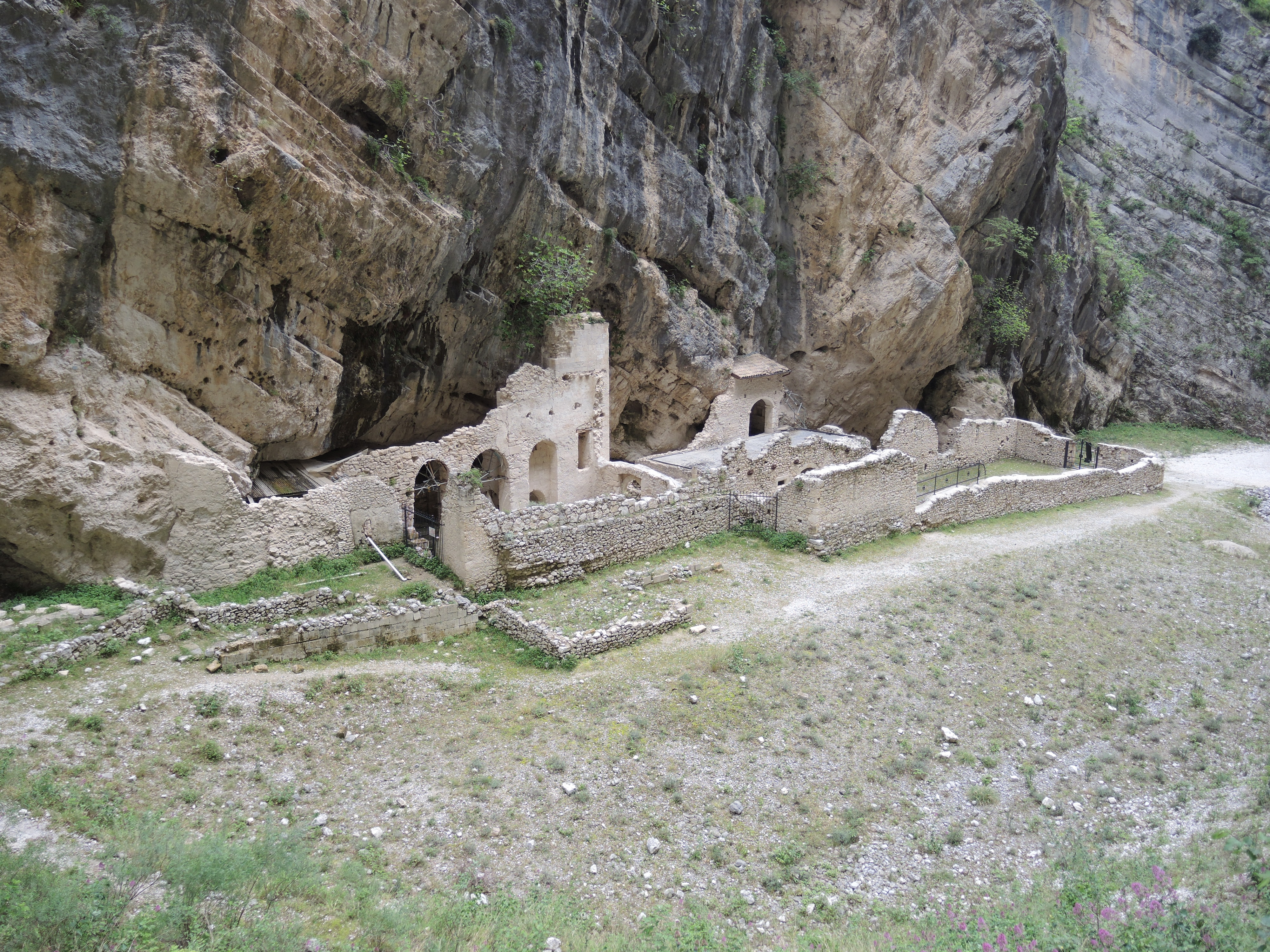
San Martino in Valle

L'Abbazia di San Martino in Valle si trova nelle Gole montuose di Fara San Martino. Fu costruita nel IX secolo per volere di Pipino il Breve. In origine era un semplice Eremo di montagna, poi abbellito nel XIII secolo. Successivamente fino al XVI secolo fu proprietà di San Liberatore a Maiella. Una frana nel 1818 danneggiò gravemente il monastero, che fu abbandonato. Nel 2006 è stato riscoperto e restaurato. Rimangono le mura con tracce di colonne (intarsiate di bassorilievi) e di un portale a sesto acuto. Un piccolo Eremo è nell'interno.

#### Resti del Monastero di Santo Stefano in Rivomaris
Fu uno dei primi cenobi benedettini d'Abruzzo, edificato nel IX secolo sopra una cappella preesistente, sulla costa di Casalbordino presso il fiume Osento. La storia dell'abbazia è documentata nella stessa "Cronaca di Santo Stefano", redatta nel XII secolo, da cui si evince che con donazioni vescovili e papali, l"Abbazia fu una delle più fiorenti della costa, insieme al monastero di San Salvo del Trigno e all'abbazia di San Giovanni in Venere. L'abbazia nel XV secolo fu suffragata all'abbazia di Santa Maria Arabona, e nel 1566 fu saccheggiata dai Turchi, cadendo in grave degrado.
Oggi infatti rimangono solo i ruderi della pianta, in località Santo Stefano, con il pavimento a mosaico, di ispirazione romana. I reperti rinvenuti sono conservati nel Museo Archeologico di Chieti e nel Museo dell'Abruzzo Bizantino Altomedievale di Crecchio.

#### Basilica Monastero di San Marco Evangelista
Si trova in contrada San Donato, presso Ortona. Fu costruita dai Longobardi nell'VIII secolo e rimaneggiata dai Normanni nel X secolo. La basilica era a tre navate con grandi mura perimetrali. Fu saccheggiata dai Saraceni nel XVI secolo e successivamente abbandonata. Rimangono le mura e il pavimento in pietra.

#### Santuario di Santa Maria Mater Domini
Il Santuario di Santa Maria Mater Domini si trova nel bosco di Fraine, vicino Vasto. Fu costruito nell'XI secolo. Nel XV secolo era già decaduto come monastero e si ridusse a semplice chiesa campestre. Fu posseduto dai Caracciolo. Possiede un impianto a tre navate.

#### Santuario di San Camillo de Lellis in Bucchianico
Il Santuario di San Camillo de Lellis in Bucchianico fu costruito nel XVII secolo nel paese natale di Camillo de Lellis, accanto alla casa dove nacque. È collegato al palazzo dove nacque, ed è una semplice chiesa barocca a navata unica. La facciata è intonacata in bianco e giallino; l'interno conserva numerosi dipinti e reliquie che alludono alla vita del santo, una reliquia del cuore si trova nella cripta sotterranea, divenuto un vero e proprio museo dei "miracolati" di tutto il mondo che hanno chiesto intercessione a San Camillo.

#### Eremo della Madonna dell'Altare

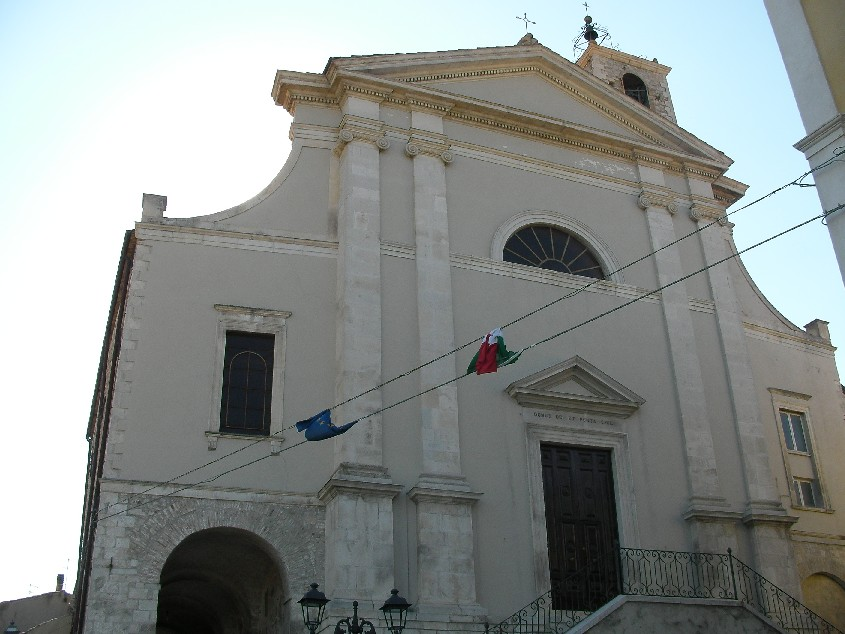
Chiesa di Santa Maria Maggiore di Casoli

L'eremo della Madonna dell'Altare fu fondato a Palena da Pietro da Morrone. È una struttura fortificata a strapiombo sulla montagna della Forchetta, che separa il paese di Palena dalla provincia dell'Aquila, presso l'altopiano delle Cinque Miglia. La piccola chiesa è legata a un palazzetto che è stato costruito nel XIV secolo come ristoro dei pellegrini, ha un aspetto molto semplice, in pietra concia di montagna, l'interno a navata unica è ornato da arredi tardo barocchi del XVIII secolo.

### Conventi e monasteri

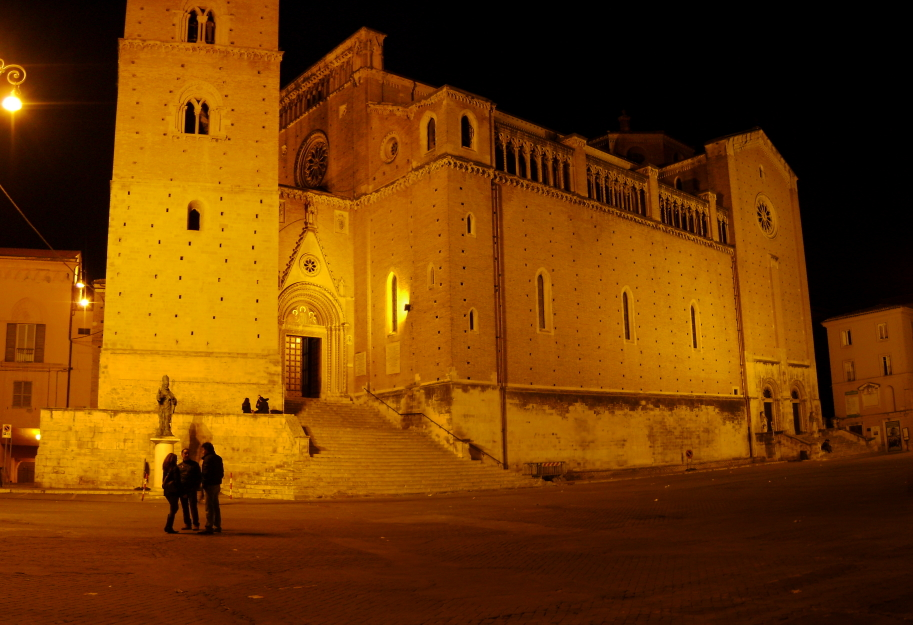
Cattedrale di San Giustino a Chieti

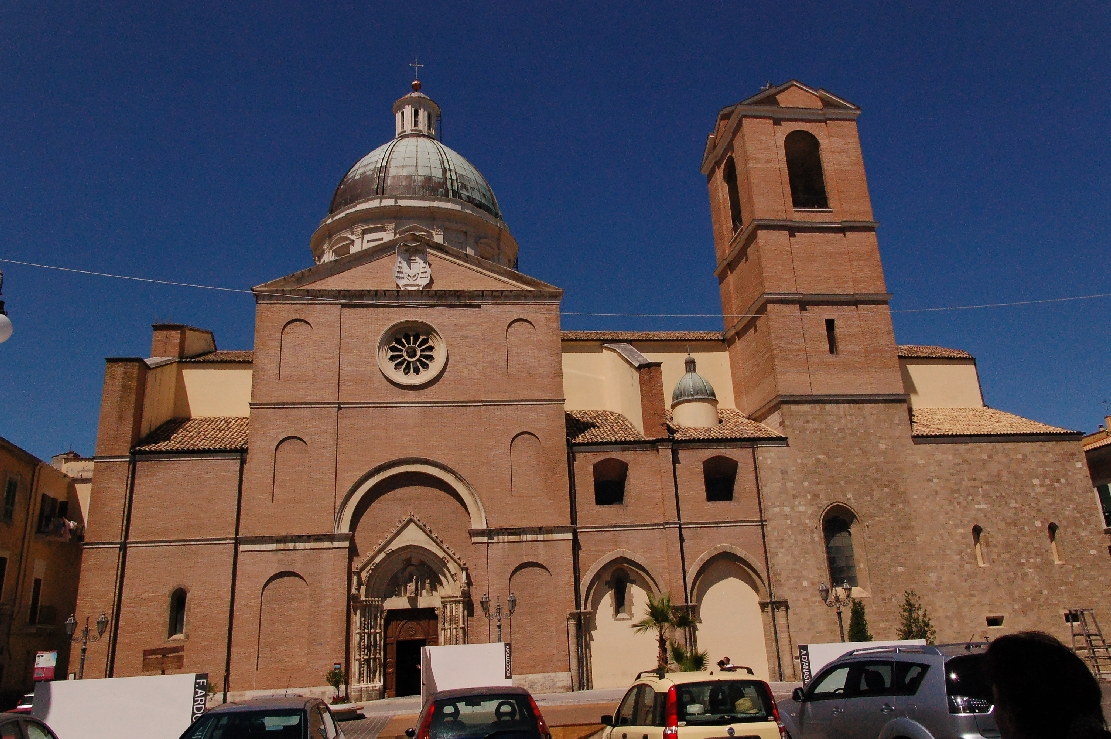
Basilica di San Tommaso Apostolo a Ortona

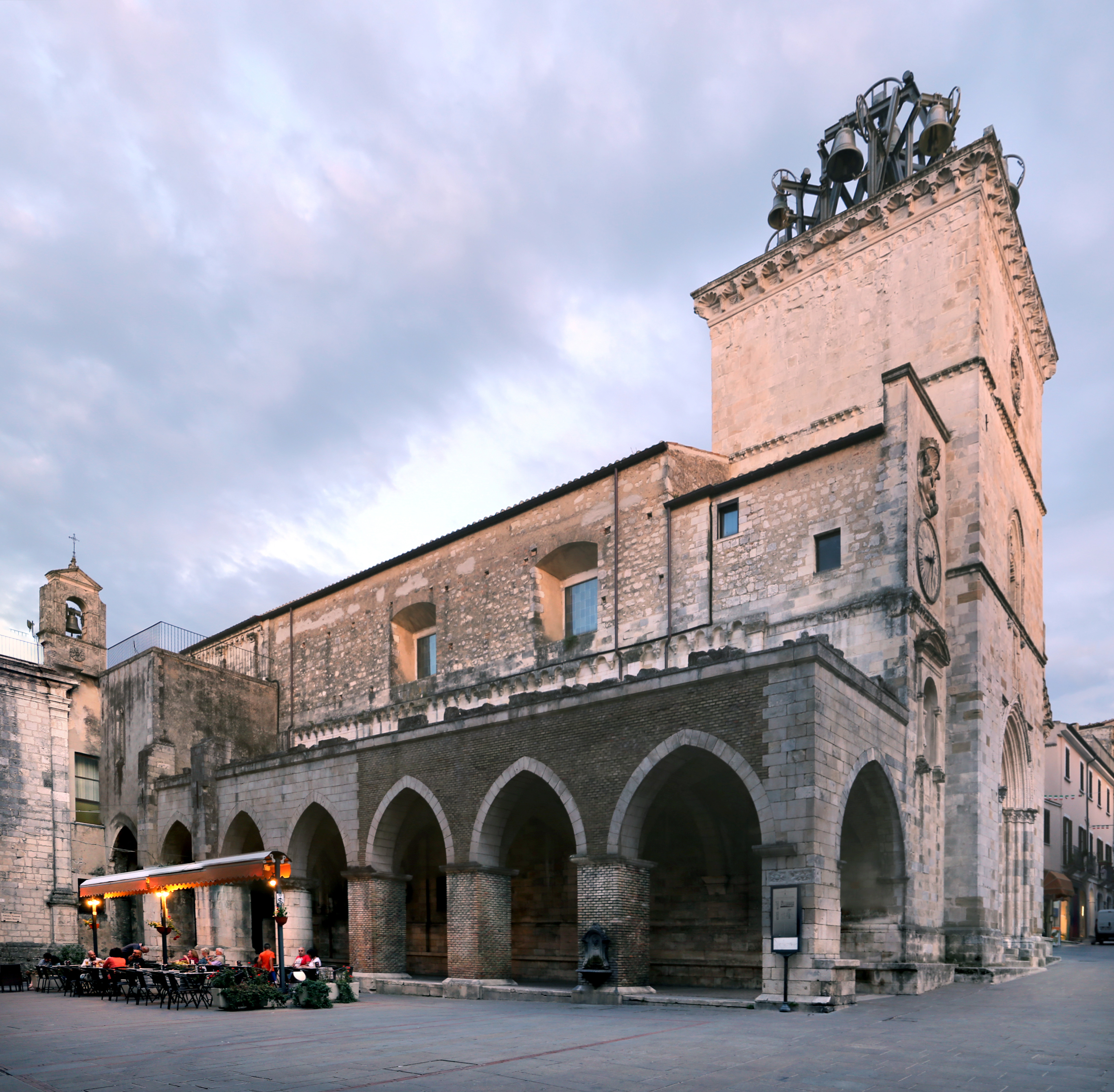
Collegiata di santa Maria Maggiore a Guardiagrele

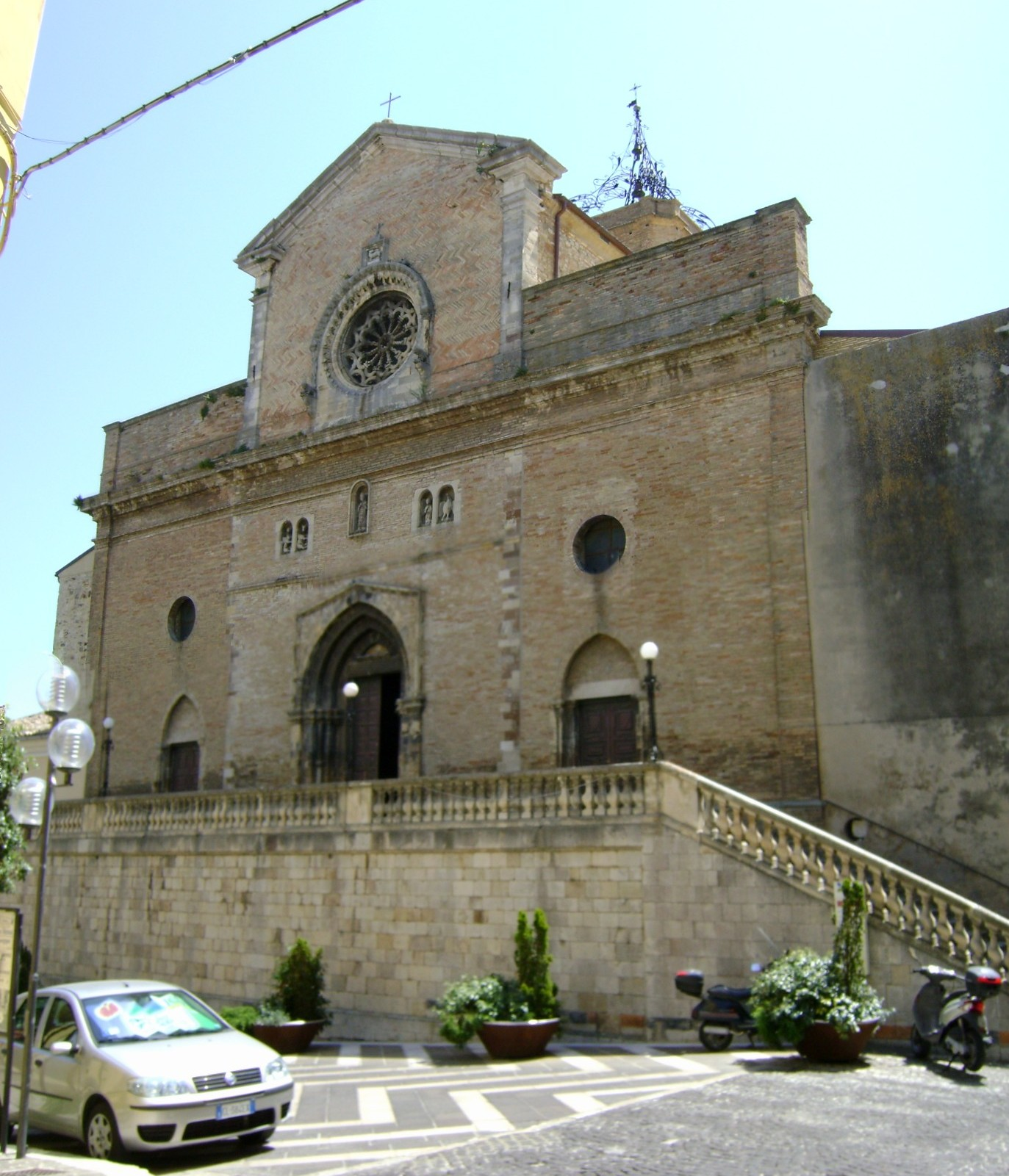
Il duomo di San Leucio di Atessa

- Convento del Ritiro della Santissima Annunziata del Poggio (Orsogna) - Fondato dai Francescani nel XIII secolo, situati nella contrada Feuduccio. Il chiostro è stato rimaneggiato nel XVII secolo. Il complesso si suddivide nella chiesa principale a navata unica, in uno spazio-cucina-rimessa annesso sul lato destro, e un grande edificio del refettorio, legato al chiostro. La struttura ha un tipico aspetto rurale medievale, tranne l'interno, ricostruito nella forma neogotica dopo la seconda guerra mondiale.
- Convento di Sant'Antonio (Lama dei Peligni) - Si trova in cima alla scarpata montuosa che sovrasta il borgo vecchio. Costruito nel XV secolo, ha un campanile neogotico (XIX secolo), e una facciata con mosaico degli anni '60, raffigurante il Redentore tra i santi.
- Convento francescano (Guardiagrele) - Costruito nel 1599, è costituito da una struttura a navata unica barocca, con copertura esterna in pietra sbozzata, e piccolo refettorio con pozzo in pietra della Maiella. A fianco c'è l'ostello dei pellegrini, ricostruito in forme allargate nel XIX secolo.
- Convento di San Pasquale (Atessa) - Costruito nel 1408, nel XVII secolo è stata costruita una chiesa a fianco, intitolata a Santa Maria degli Angeli. La struttura è a pianta rettangolare irregolare, molto compatta, con contrafforti sulla facciata e i lati. La parte retrostante è dedicata al refettorio e all'ostello dei pellegrini, rivestita in pietra. La chiesa di Santa Maria è di pregio perché conserva l'interno monumentale a navata unica, con soffitto a cassettoni lignei. Presso l'edificio vi è anche una biblioteca con preziosi incunaboli e manoscritti medievali.
- Convento francescano di San Buono - Costruito tra il 1505 e il 1575, è dedicato a Sant'Antonio. Ha una struttura molto semplice in pietra, con l'interno decorato da alcuni affreschi rinascimentali. Conservava fino al 2011 il Museo Etnografico Locale, poi trasferito nel Castello di Monteodorisio.
- Santuario del Miracolo Eucaristico (Lanciano) - La chiesa fu costruita nel XIII secolo sopra il vecchio convento di San Legonziano (VIII secolo), dove si verificò il primo "miracolo eucaristico" della Chiesa Cattolica. La chiesa ha una facciata trecentesca con portale gotico, mentre l'interno è stato trasformato nell'età barocca. Il complesso conventuale francescano vede annessa alla chiesa l'edificio-ostello del XVI secolo, in stile rinascimentale, con chiostro affrescato. Il santuario possiede anche il succorpo della vecchia chiesa, con tracce di affreschi rinascimentali, tratti dai Vangeli Apocrifi, e un percorso che collega alla stanza del miracolo eucaristico, e alle catacombe sotterranee della città romana di Anxanum, sotto la piazza.
- Monastero di Santo Spirito (Lanciano) - Costruito nel XIII secolo da Pietro da Morrone, il monastero era uno dei più importanti della Frentania. A causa di una pestilenza locale nel XVII secolo, il convento cadde in declino, fino alla soppressione. Un illuminato recupero nel 2010 ha restituito il monastero all'antico splendore medieval-gotico, sebbene la chiesa sia sconsacrata. Infatti è un polo museale che ospita varie manifestazioni, e una sala dell'ostello dei pellegrini è Museo Archeologico di Lanciano.
- Convento della Madonna Incoronata (Vasto) - Si trova fuori dalla città, ed è una compatta struttura con annesso refettorio e ostello dei pellegrini. Risale al XVII secolo, ed è in puro stile barocco, benché l'altare con l'abside risalga al XIV secolo. La facciata è settecentesca, con nicchie decorate da statue, e impianto in stile classico. Il convento conserva una ricca biblioteca di manoscritti medievali.
- Ex convento di Sant'Antonio (Palena) - Fondato dai Longobardi nell'XI secolo, il convento andò distrutto nel terremoto della Maiella del 1706, e ricostruito con aspetto barocco. Dopo la soppressione nel '900, oggi ospita il Museo dell'orso marsicano.
- Convento Michetti (Francavilla al Mare) - Costruito nel XIV secolo come chiesa di Santa Maria degli Angeli, poi Chiesa del Gesù, nel 1889 circa fu acquistato dal pittore Francesco Paolo Michetti, che lo fece diventare cenacolo culturale abruzzese, assieme a Gabriele D'Annunzio, Francesco Paolo Tosti, Matilde Serao, Edoardo Scarfoglio e Costantino Barbella. Fortunosamente scampato alla distruzione della città durante il 1943, il convento in stile barocco-settecentesco è un museo, usato però anche per celebrazioni matrimoniali private.
- Convento di San Francesco Caracciolo (Roccamontepiano) - Unica testimonianza del centro antico del borgo, distrutto nel XVIII secolo da una frana della Maiella. Fu costruito nel XVII secolo, e sovrasta il paese.

### Cattedrali e Basiliche
- Cattedrale di San Giustino (Chieti) - Chiesa molto antica dell'VIII secolo, sede della prima Diocesi dell'Abruzzo Ultra. Nei secoli cambiò ripetutamente stile architettonico, specialmente dopo il terremoto del 1706, stabilendosi sul tardobarocco. Negli anni '30 del '900 la corrente artistica del revival gotico ha fatto sì che la Cattedrale venisse sottoposta a un massiccio intervento di restauro, con la ricostruzione totale di tutto l'esterno in chiave neogotica, e l'edificazione di un nuovo campanile, essendo quello antico distrutto dal sisma. Per il campanile si optò la scelta delle tipiche torri rinascimentali della scuola di Atri, con la tipica cuspide merlata. L'interno a tre navate è stato conservato nella forma barocca, con il pavimento rialzato verso l'altare. Vi sono quadri di artisti napoletani. La cripta invece si è conservata nello stile trecentesco, e possiede una copia del busto di San Giustino di Nicola da Guardiagrele.
- Duomo di San Leucio (Atessa) - Fu costruita nel XIII secolo sopra una precedente chiesa dove, secondo la leggenda, San Leucio d'Alessandria uccise un drago, asportandogli una costola da venerare come reliquia. La chiesa all'esterno ha un aspetto gotico, con importante rosone a raggi, e portale strombato. L'interno invece è barocco, a tre navate, con un ostensorio di Nicola da Guardiagrele.
- Cattedrale della Madonna del Ponte (Lanciano) - Chiesa moderna, edificata nel XVII secolo sopra un preesistente oratorio, dedicato a Santa Maria del Ponte in virtù di una statua lignea che, secondo la leggenda, fu trovata nel 1000 durante i restauri del Ponte di Diocleziano (III secolo), dopa cui l'edificio poggia. Nel secolo successivo l'edificio fu notevolmente ingrandito, con dipinti di Giacinto Diano, e la costruzione della poderosa torre campanaria. Nel 1819 si abbatté la vecchia chiesa di Santa Maria Annunziata per l'edificazione della facciata della Collegiata. La chiesa è molto cara ai lancianesi, che vi celebrano la festa del Dono l'8 settembre, e nei giorni successivi la ricorrenza dell'Incoronazione della Statua della Madonna.

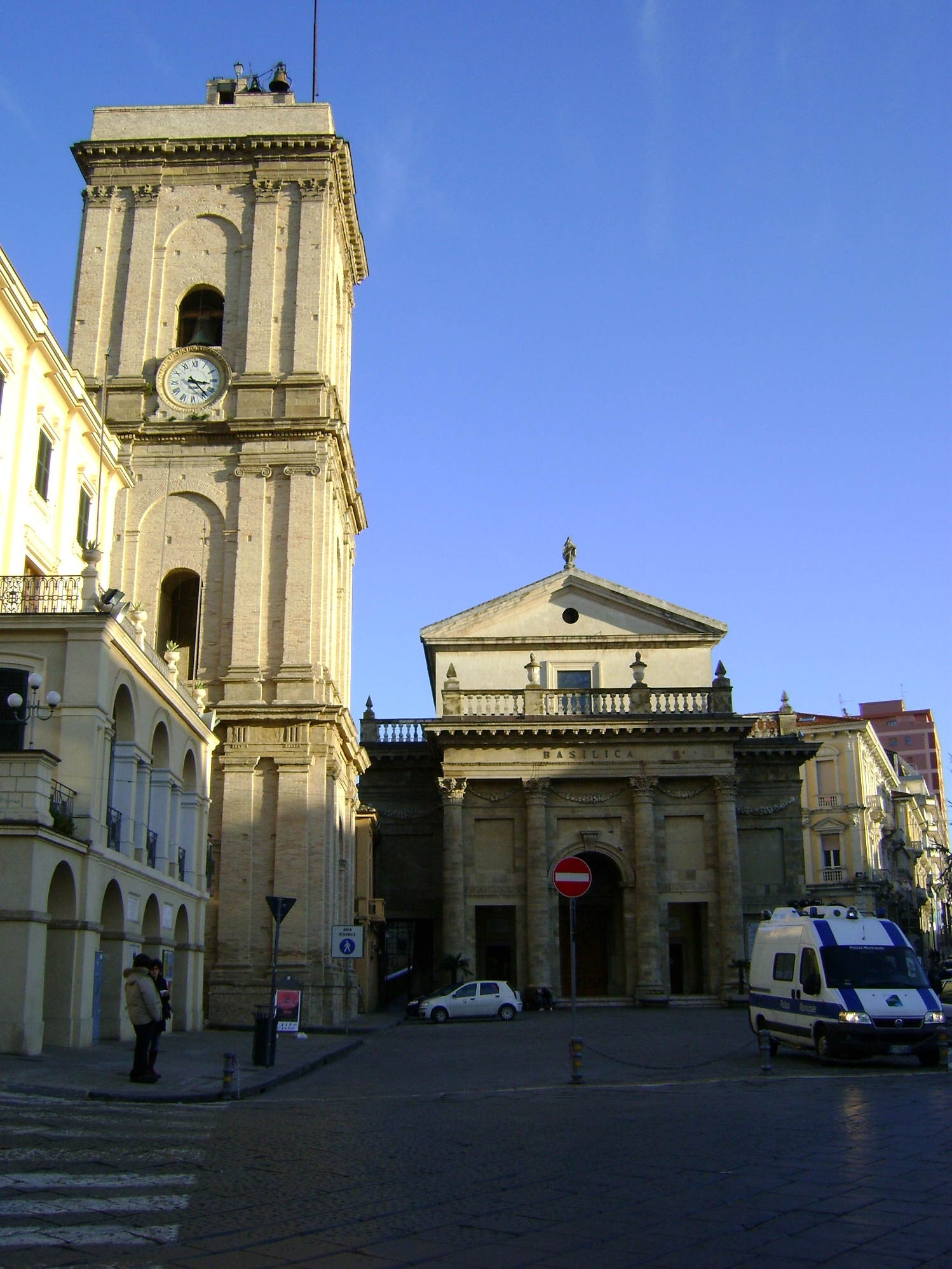
Basilica della Madonna del Ponte di Lanciano

- Collegiata di Santa Maria Maggiore (Guardiagrele) - La tradizione locale fa risalire l'edificazione della chiesa al 430, sui resti di un antico tempio pagano. Gli studi attuali attribuiscono l'origine a una chiesa cimiteriale del XIII secolo, collocata fuori dalle mura del castrum. Probabilmente alla prima fase costruttiva fanno riferimento le due date '1133' e '1150' incise sulla facciata, riportate negli scritti dallo storico settecentesco Anton Ludovico Antinori, ma che sono sparite. Certo è che nel 1256 il cimitero venne spostato nelle vicinanze della chiesetta di san Siro, l'attuale chiesa di san Francesco d'Assisi, poiché il fulcro della vita cittadina e delle sue principali attività si stava spostando a Santa Maria Maggiore. Nei due secoli successivi allo spostamento del camposanto, la chiesa venne abbellita e arricchita con opere d'arte.

Nel XIV secolo furono effettuate le principali modifiche all'edificio quali la costruzione della torre campanaria e il porticato settentrionale. Nel secolo successivo vennero aggiunti o rinnovati altri importanti elementi architettonici e di arredo come il portale principale a sesto acuto, le monofore della facciata, gli affreschi sotto i porticati e la croce processionale di Nicola da Guardiagrele (che venne poi saccheggiata ma in parte recuperata ed esposta nel museo del duomo). Sulla sommità della torre sono osservabili tracce che rimandano a una cella campanaria ottagonale, abbattuta dagli eventi sismici susseguitisi nel tempo. Dell'edificio originale è sopravvissuto solo il prospetto sotto il portico meridionale, seppur con diverse aggiunte, come il secondo portale. Inserito nel 1578, quest'ultimo fu probabilmente ricavato da un blocco che in origine doveva essere un altare ed è caratterizzato da ricche decorazioni a treccia, grottesche e motivi floreali. Non coevo alla costruzione originale nel lato meridionale è anche il gigantesco affresco del 1473 raffigurante San Cristoforo, realizzato da Andrea De Litio (unica opera firmata e datata dall'artista), che mostra il santo nell'atto di attraversare un corso d'acqua gremito di pesci sorreggendo sulle spalle il bambino Gesù, che a sua volta innalza un globo sul quale sono scritte le lettere A A E (iniziali dei tre continenti conosciuti allora). Il portico fu prolungato nel 1882 oltre via dei Cavalieri, così da coprire gli stemmi delle famiglie guardiesi più importanti affissi sul muro.
- Basilica di San Tommaso Apostolo (Ortona) - Notizie della primitiva chiesa si hanno già dal XII secolo, quando esisteva una chiesa dedicata a Santa Maia degli Angeli. Nel 1258 vi furono portate da Leone Acciaiuoli le reliquie autentiche di San Tommaso Apostolo dall'isola di Kios. Dopo la distruzione per terremoto nel XV secolo, e l'assalto delle truppe Turche (XVII) e Francesi (XVIII secolo), la chiesa è stata nuovamente distrutta, quasi totalmente, durante la battaglia di Ortona esattamente il 25 dicembre 1943 dai nazisti. La nuova chiesa, ricostruita secondo i canoni del neoclassico, misto al barocco dell'interno e della cupola, conserva nella cripta le reliquie, in un'urna dorata, con a fianco la placca del III secolo del sepolcro greco. Vi è anche una vasta sala dedicata al Museo Capitolare.
- Duomo di San Giuseppe (Vasto) - La chiesa, sorta nel XIII secolo, subì varie vicende di distruzione e ricostruzione, tra le più gravi quella dell'invasione turca del XVI secolo. Della chiesa, dedicata a Sant'Agostino, era rimasta soltanto la facciata gotica, e nient'altro. A seguito della ricostruzione barocca, nel XIX secolo fu elevata a Collegiata, rimodificando completamente lo stile architettonico, rimodellato in chiave neogotica. lasciando integra però la facciata. Dopo la grave frana del 1956 in cui andò distrutto il rione storico di Guasto d'Aimone (il più antico della città vecchia), andarono perse le speranze dei vastesi perché la chiesa di San Pietro (rovinata anch'essa nella frana), divenisse Cattedrale della città. Importanti manufatti storici recuperati dalla chiesa distrutta vennero condotti nella collegiata, mentre sorgeva una polemica per far divenire Santa Maria Maggiore la Cattedrale della città, e così nel 1986 con processione solenne, Vasto vide come concattedrale la chiesa intitolata a San Giuseppe.

### Siti archeologici

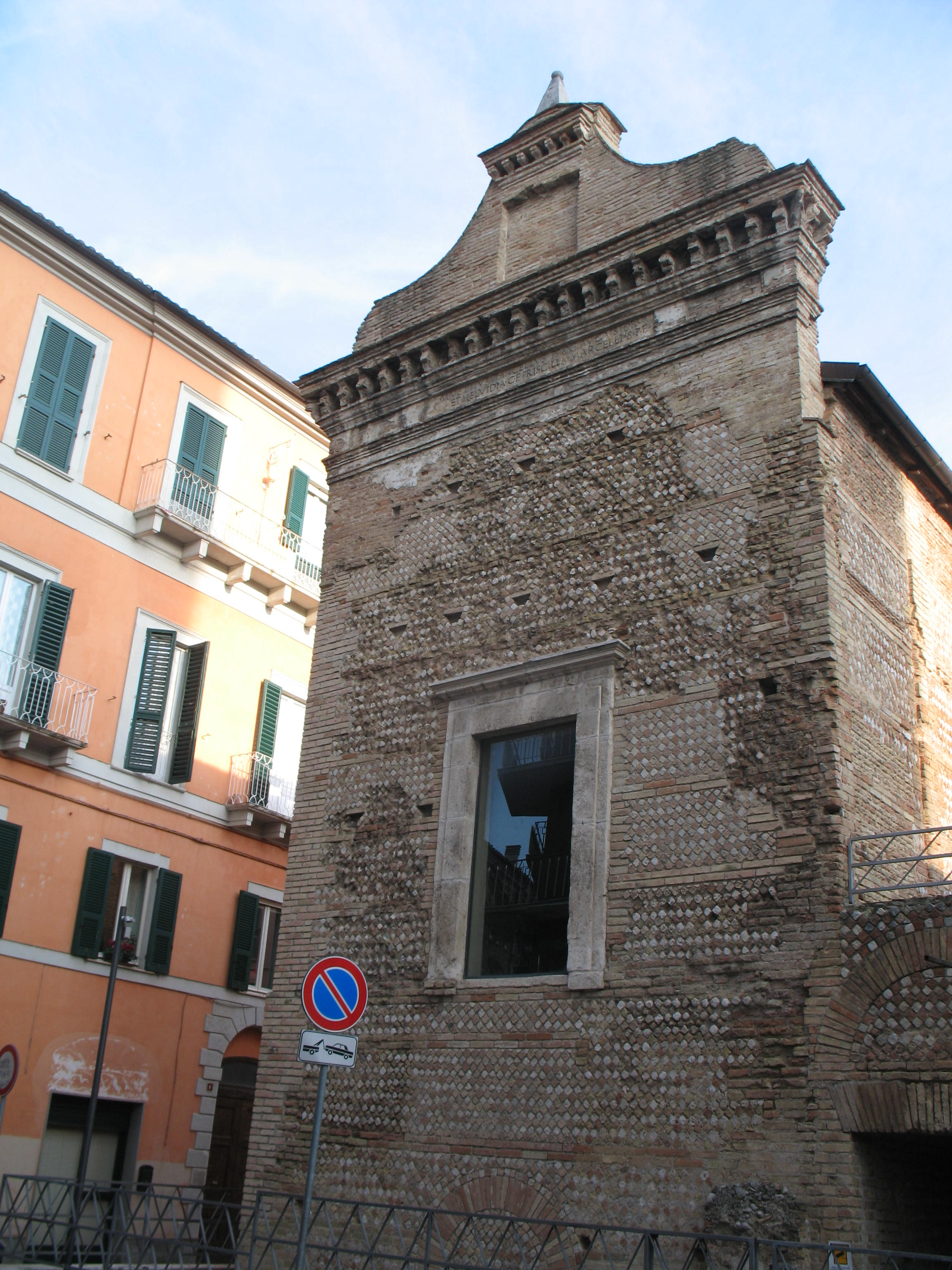
Uno dei templi romani di Chieti

|                    | Aree archeologiche                                                                      |
| ------------------ | --------------------------------------------------------------------------------------- |
| Archi              | Sito archeologico di Fonte Tasca                                                        |
| Atessa             | Sito archeologico di Porcari                                                            |
| Casoli             | Zona archeologica di Cluviae                                                            |
| Chieti             | Complesso archeologico di Teate Marrucinorum                                            |
| Chieti             | Tempietti Giulio-Claudi                                                                 |
| Chieti             | Anfiteatro romano della Civitella                                                       |
| Guardiagrele       | Necropoli protostorica di Comino                                                        |
| Lanciano           | Percorso del Ponte di Diocleziano di Anxanum                                            |
| Montenerodomo      | Parco archeologico di Juvanum                                                           |
| Montenerodomo      | Mura megalitiche                                                                        |
| Pennapiedimonte    | Zona archeologica Fontana Monumentale                                                   |
| Pretoro            | Zona archeologica del Crocifisso                                                        |
| Quadri             | Parco archeologico di Trebula                                                           |
| Rapino             | Grotta del Colle                                                                        |
| San Vito Chietino  | Sito archeologico di Murata Bassa                                                       |
| Schiavi di Abruzzo | Santuario italico                                                                       |
| Schiavi di Abruzzo | Ruderi del monastero di Santa Maria in Valle Rotana                                     |
| Roccascalegna      | Ceramiche ed industrie litiche di Colle Longo-Ruderi di un edificio del III secolo a.C. |
| San Salvo          | Parco archeologico del Quadrilatero                                                     |
| Tornareccio        | Parco archeologico naturalistico di Pallanum                                            |
| Vasto              | Sito archeologico di Histonium                                                          |
| Vasto              | Terme di Vasto                                                                          |

### Castelli e roccaforti
La provincia era dotata in passato di numerosi castelli, distribuiti nei numerosi borghi che vi sono stanziati intorno. Purtroppo buona parte di essi sono andati distrutti nel corso del tempo per svariati motivi. Tuttavia rimangono diversi castelli, alcuni dei quali famosi per le loro peculiarità. Prevalentemente essi risalgono al periodo longobardo-medievale, come il caratteristico castello di Roccascalegna, che domina l'omonimo borgo dallo sperone roccioso su cui è adagiato.

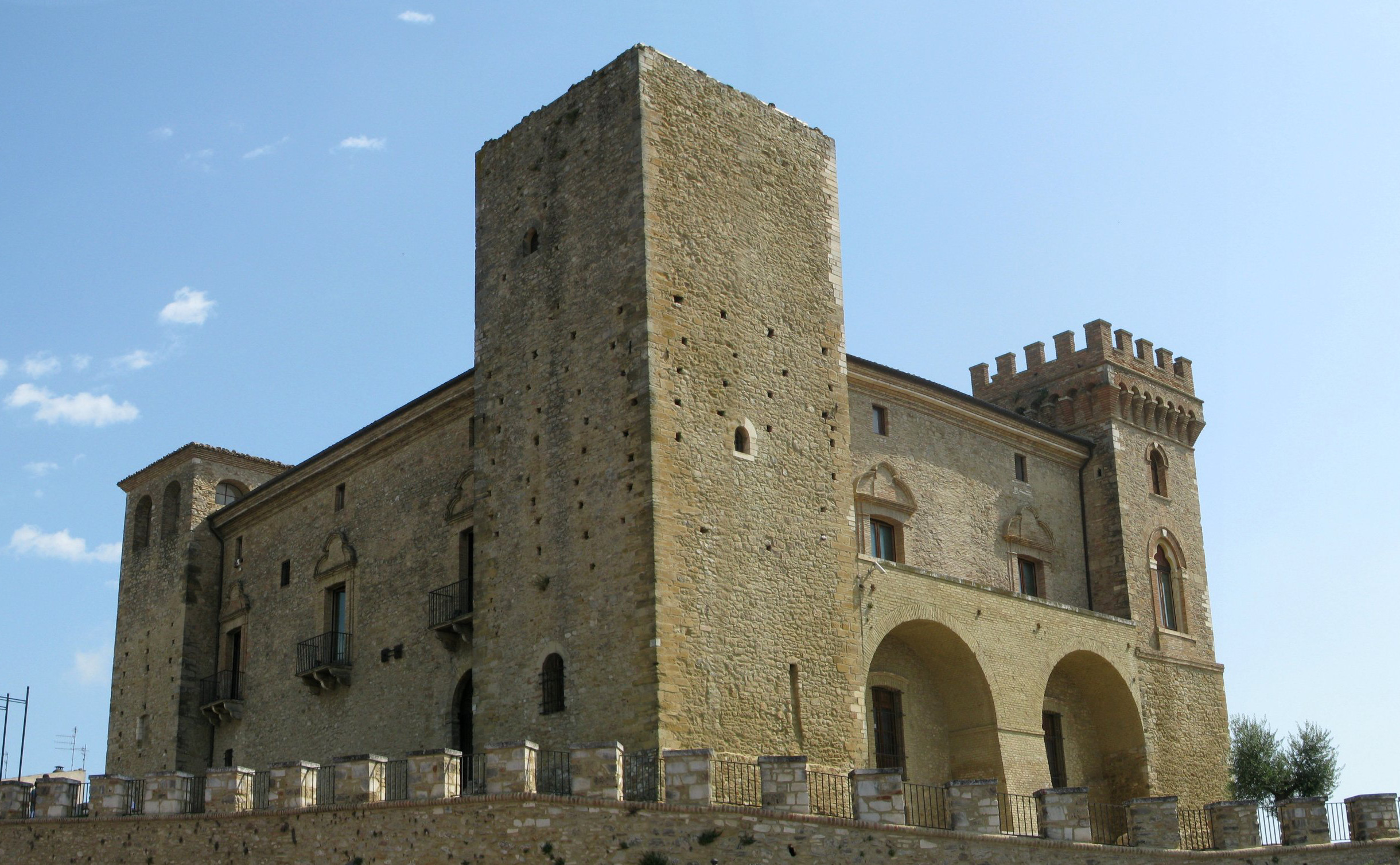
Castello ducale di Crecchio

|                           | Castelli                                             |
| ------------------------- | ---------------------------------------------------- |
| Archi                     | Castello baronale                                    |
| Atessa                    | Casa De Marco                                        |
| Civitella Messer Raimondo | Castello Baglioni                                    |
| Carpineto Sinello         | Castello ducale                                      |
| Carpineto Sinello         | Borgo fortificato di Policorvo                       |
| Casoli                    | Castello ducale                                      |
| Crecchio                  | Castello ducale                                      |
| Gamberale                 | Castello                                             |
| Guardiagrele              | Torrione Orsini                                      |
| Guardiagrele              | Torre San Pietro e Torre Adriana                     |
| Lanciano                  | Torri Montanare                                      |
| Lentella                  | Castello Manno                                       |
| Montazzoli                | Castello Franceschelli                               |
| Monteodorisio             | Castello                                             |
| Mozzagrogna               | Castello di Septe                                    |
| Ortona                    | Castello Aragonese Castelletto Caldora               |
| Palena                    | Castello ducale                                      |
| Palena                    | La castelletta                                       |
| Palmoli                   | Castello marchesale                                  |
| Pizzoferrato              | Castello baronale                                    |
| Ripa Teatina              | Torri                                                |
| Rocca San Giovanni        | Torrione dei Filippini (e parte della cinta di mura) |
| Roccascalegna             | Castello                                             |
| Vasto                     | Castello Caldoresco                                  |
| Vasto                     | Castello Miramare                                    |
| Vasto                     | Castello Aragonese                                   |

### Altri castelli
- Palazzo baronale Ramignani-Nolli di Ari, nella parte storica del borgo.
- Castello Masci di Miglianico
- Casa De Marco di Atessa: in Largo Castello, non si sa se fosse effettivamente il castello principale, poi adibito ad abitazione privata,di cui si conserva un'elegante bifora gotica. Le porte e gli ingressi fortificati sono Porta Santa Margherita, Porta San Michele, Porta San Giuseppe.
- Palazzo baronale di Bomba con torre; costituisce l'ingresso al borgo antico in via Supportico. Il palazzo baronale affianca la chiesa della Madonna del Popolo in via Calderari.
- Castello D'Avalos di Colledimezzo, accanto alla chiesa di San Giovanni Evangelista, è stato molto rimaneggiato nel XVII secolo, trasformato più che altro a un'abitazione patrizia.

Torri di guardia
Quelle costiere sono state edificate nella metà del XVI secolo per volere di Carlo V d'Asburgo, proseguite poi dal Duca d'Alba, per fronteggiare gli attacchi turchi sul mar Adriatico.
- Torre del Foro - scomparsa, si trovava in contrada Foro (Ortona)
- Torre del Moro (località Acquabella) Ortona
- Torre Mucchia (località Lido Riccio) Ortona
- Torre Baglioni e Torre Riccardi, nel centro di Ortona: la prima in via D'Annunzio, la seconda accanto a Palazzo De Sanctis-Mancini sul Corso Matteotti
- Torre di San Vito Chietino - scomparsa, si trovava presso il porto
- Torre di Rocca San Giovanni, si trovava al punto estremo del corso Garibaldi, e distrutta dai tedeschi nel 1944. Le mura del torrione dei Filippini si trovano nella parte orientale del borgo fortificato.
- Torre del Sinello: si trova nella località omonima di Vasto, andata distrutta
- Torre di Punta Penna di Vasto, comunicante con l'antico castello di "Torricella" (il promontorio della chiesa di San Nicola), è stata edificata a ridosso dell'antico villaggio di Punta d'Erce, dove si trovano anche il faro del porto e la chiesetta della Madonna di Pennaluce.
- Torre del fiume Trigno: si trovava alla foce di questo fiume, nel territorio di San Salvo, già ai tempi dello storico Antonio Ludovico Antonori era in rovina.

### Palazzi e case storiche
Chieti

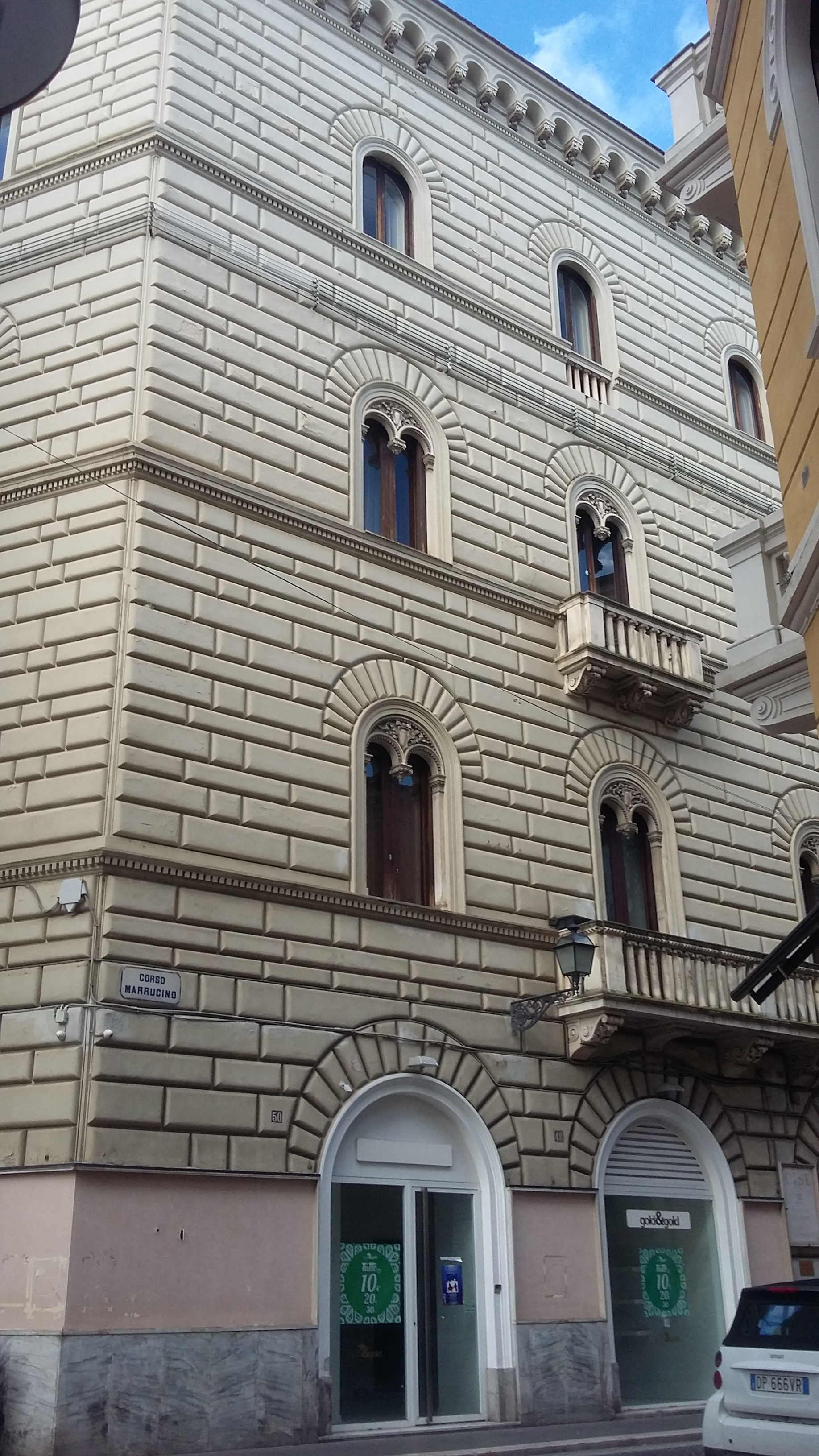
Palazzo Henrici, Chieti

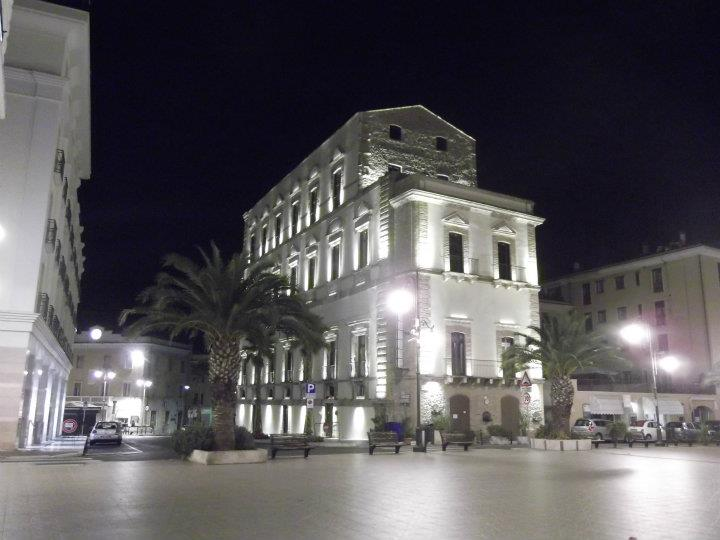
Palazzo Farnese, Ortona

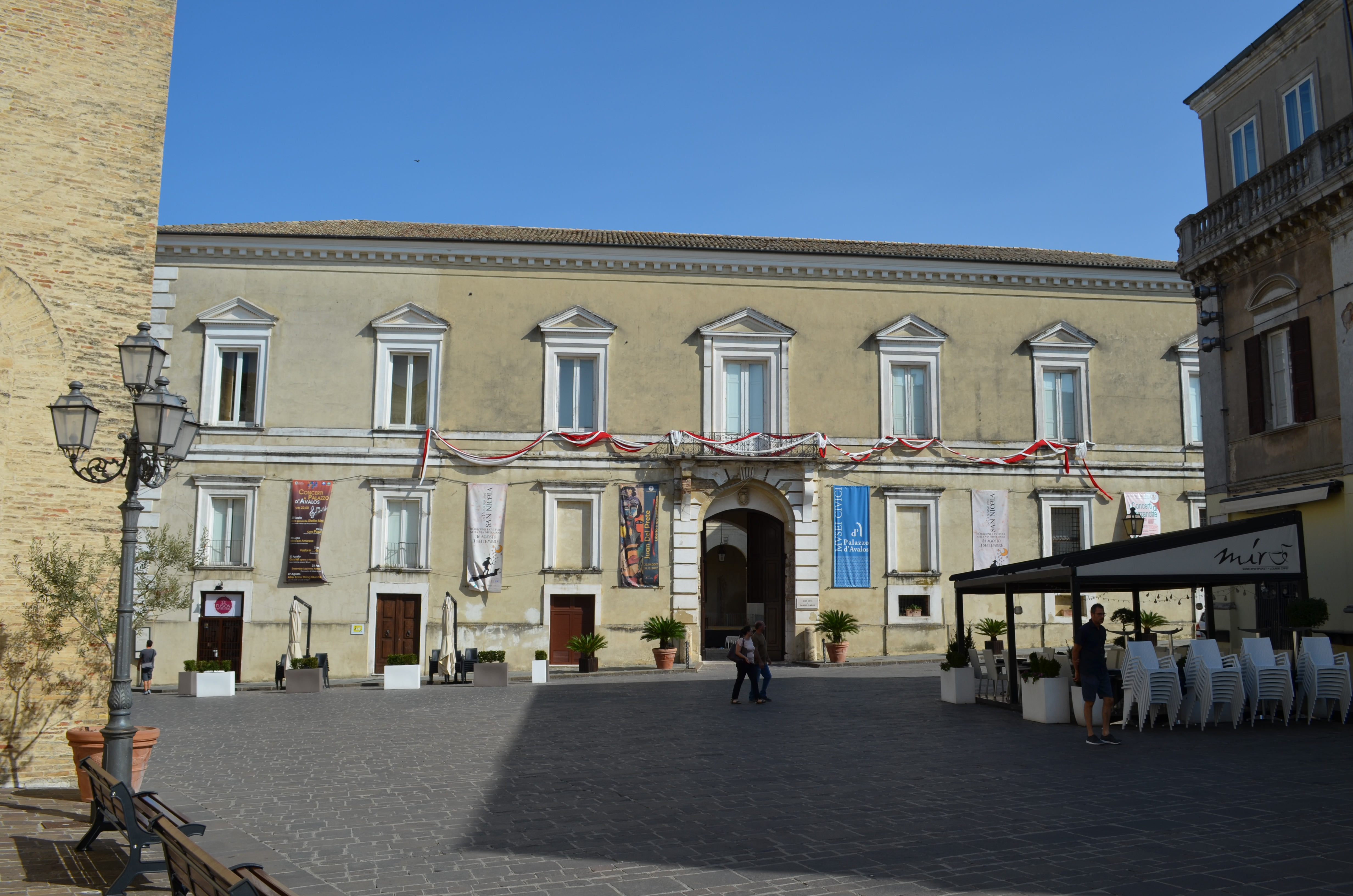
Palazzo d'Avalos, Vasto

- Palazzo della Banca d'Italia: in Piazza G. Valignani, edificato nel 1914-21 sopra l'antico Palazzo universitario dei Valignani, in stile neoclassico
- Palazzo de' Mayo: sul corso Marrucino, è una delle costruzioni civili più antiche di Chieti, dallo stile tardo barocco napoletano, e sede di una Fondazione museale.
- Palazzo della Provincia: sul Corso, è stato edificato nel 1914-21 sopra l'antica chiesa di San Domenico, caratterizzato dai portici da passeggio, e dallo stile eclettico neoclassico.
- Teatro Marrucino: costruito nel 1818 sopra l'ex chiesa di Sant'Ignazio, con l'annesso ex convento dei Gesuiti (Palazzo Martinetti Bianchi), è il primo teatro d'opera d'Abruzzo inaugurato da Ferdinando I delle Due Sicilie, gioiellino artistico della storia teatrale regionale.
- Palazzo di Giustizia: in Piazza San Giustino, si caratterizza per la notevole mole, è stato realizzato negli anni '20 in stile neogotico sopra la casa storica del Capitano di Giustizia.
- Palazzo De Pasquale: nel quartiere Trivigliano, ha uno stile barocco, sede della Soprintendenza Archeologica d'Abruzzo.
- Villa del Barone Frigerj: si trova nel cuore della villa comunale, edificata in stile neoclassico nel XIX secolo, sede della Regia Scuola Tecnica nel 1865, poi della Collezione Teatina del primitivo Museo Archeologico Nazionale d'Abruzzo, e per breve periodo fu rettorato dell'Università degli Studi "Gabriele d'Annunzio".

Lanciano
- Palazzo Del Capitano: edificato alla fine dell'800 sopra la chiesa di San Martino in Largo C. Tappia, è caratterizzato prevalentemente dallo stile liberty e moresco, è sede di uffici comunali.
- Palazzo De Crecchio: si trova nel quartiere Lancianovecchia, su via dei Frentani. Edificato nell'800 in laterizio sopra il Palazzo d'Avalos, ha uno stile neoclassico in mattoni a vista, ed è sede di una biblioteca e di una scuola di musica.
- Palazzo Arcivescovile: in Largo dell'Appello nel quartiere Civitanova, è stato realizzato nel XVI secolo, e ristrutturato nel XIX secolo in stile neogotico, di interessante conserva all'esterno il portale gotico della scomparsa chiesa dell'Annunziata. L'interno è sede degli uffici vescovili e del museo diocesano.
- Palazzo Carabba: in corso Roma nel quartiere Borgo, si caratterizza per l'imponenza del complesso, e per lo stile sobrio tardo settecentesco.
- Botteghe medievali: poste alla fine di via dei Frentani allo sbocco di Piazza dei Frentani, sono perfettamente conservate, un'iscrizione a caratteri gotici testimonia che furono realizzate nel 1412 dal mercante Nicola De Rubeis.
- Palazzi del Corso Trento e Trieste: eleganti strutture dallo stile eclettico, dal neoclassico al liberty e al moresco, in gran parte progettati dall'architetto Donato Villante negli anni '20.

Ortona
- Palazzo Farnese: palazzo storico più famoso della città, posto presso la Passeggiata Orientale e Largo Farnese. Venne fatto realizzare dalla duchessa Margherita d'Austria, figlia di Carlo V di Spagna, quando acquistò Ortona nel 1584. Il progetto fu affidato all'architetto Giacomo Della Porta, che realizzò la pianta, e pose la prima pietra il 12 marzo 1584 con benedizione dell'arcivescovo Rebiba, primo vescovo della nuova diocesi ortonese. La costruzione però s'interruppe nel 1586 alla morte di Margherita.
- Palazzo Mancini-Riccardi: sul Corso in direzione della piazza municipale, dopo Piazza San Tommaso, ed è uno dei più antichi di Ortona, edificato nel XVI secolo accanto alla torre-casa Riccardi. Nel 1586 vi morì la duchessa Margherita d'Austria, e una lapide ne ricorda l'evento.
- Palazzo Corvo - Museo Nazionale della Musica e Istituto "Francesco Paolo Tosti": si trova nel corso Matteotti, nel cuore del centro storico. Fu edificato nel XVII secolo dalla famiglia Corvi originaria di Sulmona, trasferitasi a Ortona. L'ingresso è dato da un portale a cornice bugnata, il vestibolo è in ciottoli di mare, con ingressi laterali per le scuderie e le stanze della servitù, e una rampa di scale conduce al palazzo vero e proprio, con le volte delle sale affrescate da motivi floreali. Oggi è sede di un museo dedicato al musicista Tosti e alla musica tradizionale abruzzese.
- Palazzo De Sanctis: sul Corso Matteotti, risale al XV secolo, sul portale in pietra è visibile un'iscrizione in cui si legge che la costruzione fu rifatta da Andrea Matteo De Sanctis, nel XVI secolo, la cui lapide tombale si trova nel museo diocesano civico. Sulla facciata si trovano elementi architettonici tardo rinascimentali, riapparsi con i lavori di restauro.
- Palazzo Grilli-De Sanctis: sul corso Matteotti 74-78, fu fatto edificare nel XVI secolo, presenta facciata con balconcini, all'interno possiede ampi saloni, con affreschi ottocenteschi a motivi classici, di Florindo Cincinnati. Nel 1807 il barone Armidoro De Sanctis vi ospitò Giuseppe Bonaparte in visita nell'Abruzzo.
- Casa Berardi: si tratta di un'abitazione rurale in pietra concia del XIX secolo. La sua importanza si deve al fatto che nelle operazioni belliche del 1943 nei pressi di Caldari, fu usata come quartier generale tedesco per impedire l'avanzata dei carri armati canadesi. Dopo aspri combattimenti, la casa fu conquistata dalle truppe di Paul Triquet alle soglie del 21 dicembre 1943, che gli valse la "Victoria Cross". La casa è stata in seguito tenuta in considerazione dalle varie politiche, restaurata, con lapidi commemorative, pur mantenendo l'aspetto rurale originario, ed oggi è un ostello e museo allo stesso tempo.

Altre strutture
- Palazzo d'Avalos (Vasto)
- Palazzo Nibio Cardone (Vasto)
- Palazzo Ritucci Chinni (Vasto)
- Ex Palazzo San Domenico - Museo civico Michetti (Francavilla al Mare)
- Palazzo Marcolongo (Atessa)
- Palazzo Spaventa (Atessa)
- Casa natale di Silvio Spaventa (Bomba)
- Palazzo Vitacolonna (Guardiagrele) e palazzetto neogotico in via Cavalieri
- Ex palazzo arcivescovile (Treglio)
- Palazzo ducale di Casoli
- Palazzo Tilli (Casoli) ed ex campo di internamento degli ebrei

### Musei

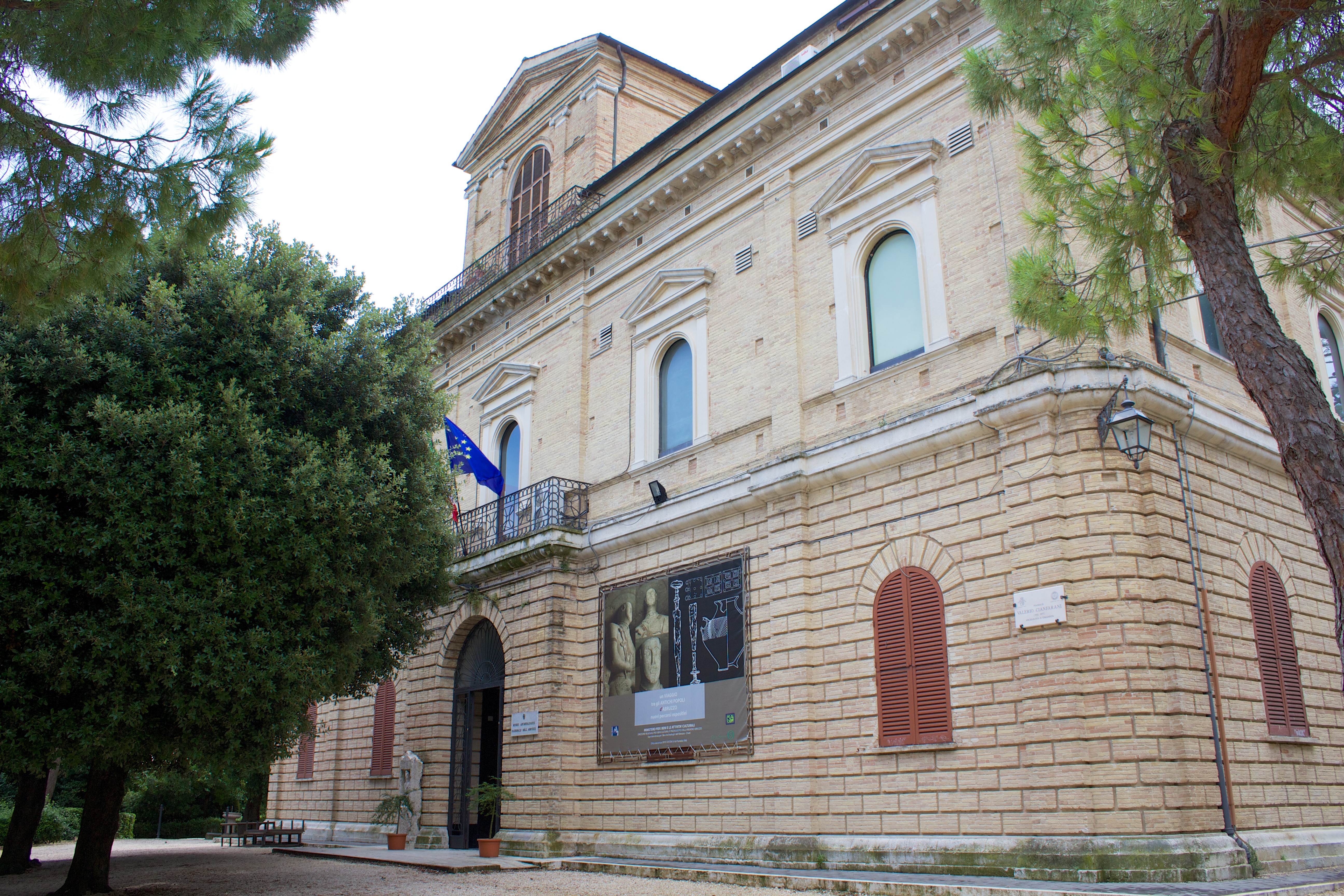
Villa Frigerj a Chieti, sede del Museo Archeologico Nazionale

- Museo archeologico nazionale d'Abruzzo (Chieti), ospitato in Villa Frigeri, è la raccolta archeologica più importante della regione, tra le opere principali conserva il guerriero di Capestrano (VI sec a.C.)
- Museo archeologico La Civitella (Chieti) presso l'area dell'anfiteatro romano
- Museo d'arte Costantino Barbella (Chieti), nel Palazzo Martinetti Bianchi
- Museo diocesano Teatino (Chieti), nella chiesa di San Domenico degli Scolopi
- Museo del Palazzo de' Mayo (Chieti)
- Museo di storia delle scienze biomediche o "Museo universitario" (Chieti) ospitato nell'ex Palazzo OND, in Piazza Trento e Trieste, gestito dalla facoltà dell'Università degli Studi "Gabriele d'Annunzio".
- Museo diocesano Frentano (Lanciano), nel palazzo vescovile, ospita la collezione religiosa più importante della provincia

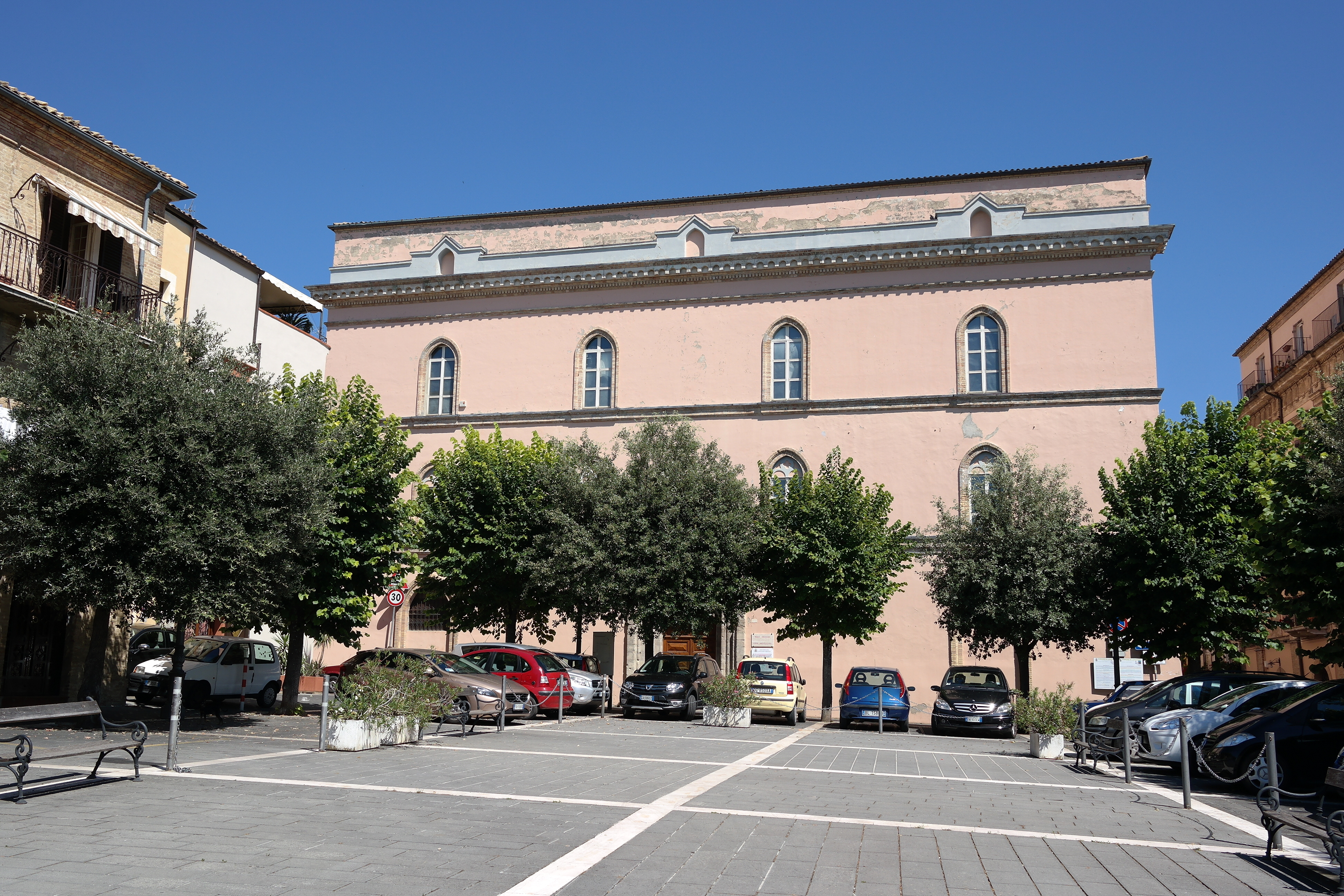
Palazzo vescovile di Lanciano, sede del museo diocesano

- Museo civico archeologico del Polo museale Santo Spirito (Lanciano), collezione archeologica ospitata nell'ex monastero di Santo Spirito
- Museo diocesano Capitolare (Ortona), presso la Cattedrale di San Tommaso Apostolo
- Museo della battaglia di Ortona, ospitato nell'ex convento di Santa Caterina d'Alessandria
- Pinacoteca d'Arte Moderna "Basilio Cascella" (Ortona), ospitata nel Palazzo Farnese
- Musei di palazzo d'Avalos (Vasto), ospitati nel palazzo omonimo, si dividono nel Museo d'arte dei fratelli Palazzi, nella pinacoteca d'arte moderna e contemporanea, e nella parte archeologica con il giardino ninfeo alla napoletana
- Museo Fondazione Casa di Gabriele Rossetti (Vasto), presso la casa del poeta sulla Loggia Amblingh
- Museo Michetti (Francavilla al Mare), galleria d'arte moderna e contemporanea, con alcune opere di Francesco Paolo Michetti, ospitato nel Palazzo San Domenico nella parte storica della città
- Museo del duomo di Guardiagrele, ospitato nella Cattedrale di Santa Maria Maggiore
- Museo archeologico di Guardiagrele, in Piazza San Francesco
- Mostra dell'artigianato artistico abruzzese (Guardiagrele), ospitato in un palazzo del corso Roma
- Museo dell'orso marsicano (Palena), ospitato nell'ex convento di Sant'Antonio
- Museo Geopaleontologico dell'Aventino (Palena), ospitato nel castello ducale
- Museo naturalistico-archeologico "Maurizio Locati" (Lama dei Peligni)
- Complesso museale del castello ducale di Casoli
- Museo del peperone dolce (Altino alta)
- Museo d'arte Aligi Sassu (Atessa), lungo il corso Vittorio Emanuele
- Mostra permanente del Presepio (Atessa), in Piazza Oberdan
- Complesso museale all'aperto "Porta della Terra" (San Salvo)
- Museo delle ceramiche abruzzesi "Fedele Cappelletti" (Rapino)
- Museo Internazionale dei Cuochi (Villa Santa Maria), ospitato nel Palazzo Caracciolo, casa natale di San Francesco Caracciolo
- Museo del parco archeologico di Juvanum (Montenerodomo)
- Museo dell'Abruzzo Bizantino Altomedievale (Crecchio), nel castello ducale
- Museo del maiale (Carpineto Sinello)
- Museo per l'economia tra l'antichità ed il Rinascimento (Monteodorisio), nel castello medievale

### Aree naturali

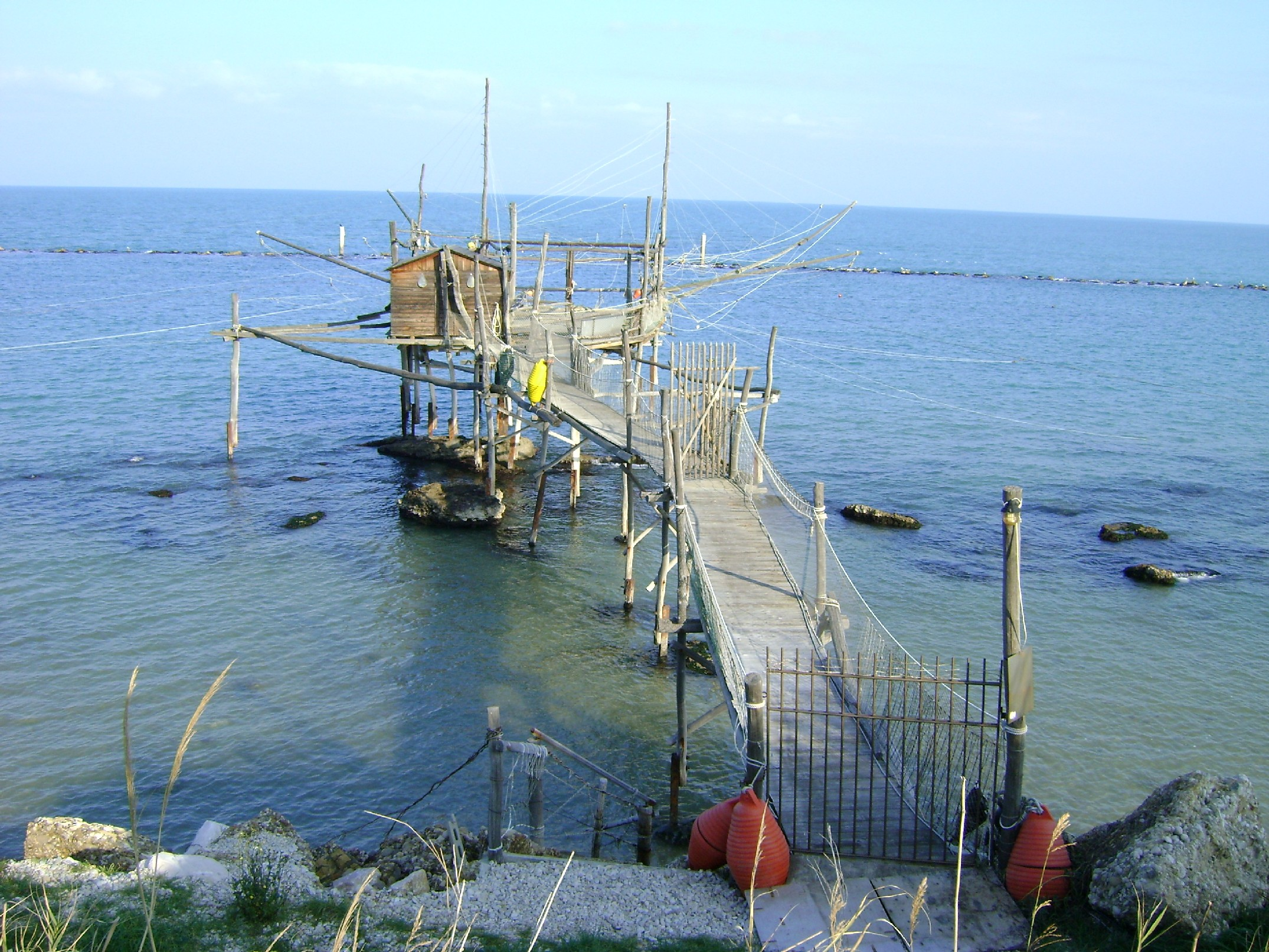
Un trabocco di Fossacesia

- Costa dei Trabocchi (Da Ortona a Vasto)
- Parco nazionale della Maiella (Guardiagrele)
- Riserva naturale controllata Lago di Serranella (Altino)
- Lago di Casoli
- Lago di Bomba
- Gole montuose di Fara San Martino
- Bocca di Valle (Guardiagrele)
- Abetina di Rosello
- Riserva naturale guidata Cascate del Verde di Borrello
- Oasi di Selva Grande di Castiglione Messer Marino
- Riserva naturale guidata Punta Aderci di Vasto
- Promontorio Dannunziano (San Vito Chietino)
- Parco attrezzato dell'Annunziata (Orsogna)

## Eventi e folclore

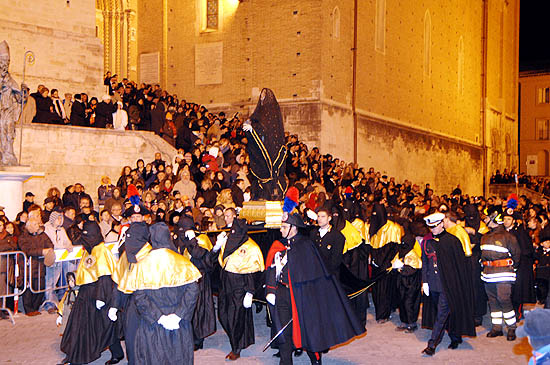
Venerdì santo di Chieti

- Processione del Venerdì santo di Chieti
- Festa delle Farchie a Fara Filiorum Petri

## Economia

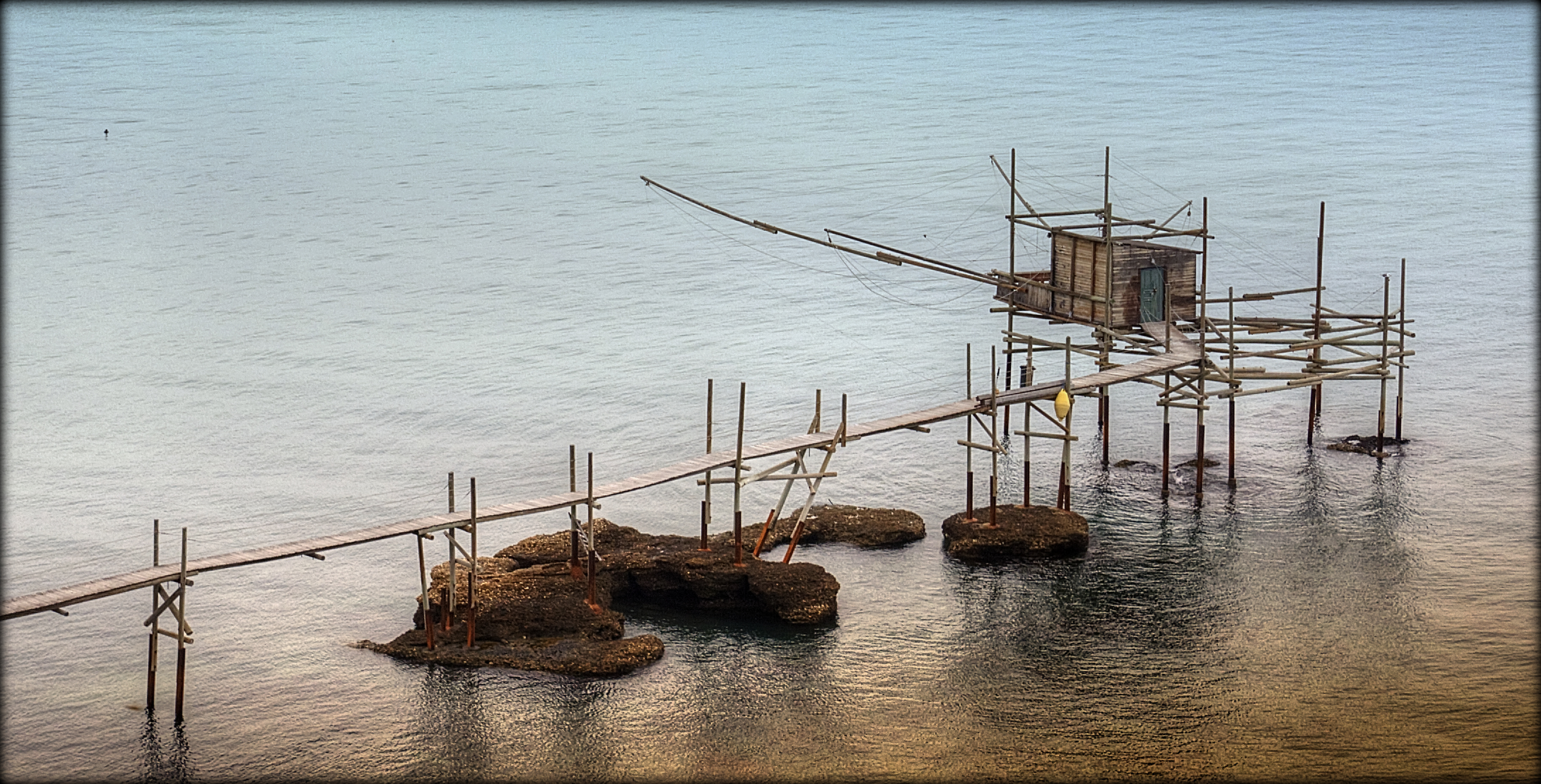
Il trabocco Turchino a di San Vito Chietino

L'economia della provincia è incentrata soprattutto sull'agricoltura, l'allevamento, e l'industria. L'agricoltura fu per secoli il motore vitale dell'area, ed è ancora largamente praticata nelle campagne del Sangro, dell'Aventino e della piana tra i fiumi Sinello e Trigno, nel territorio vastese, con allevamento di bovini, ovini, suini, e coltivazione di cereali, ulivi, vigne, e piante che si adattano al clima mediterraneo. Molto sviluppata è la produzione del vino DOC Montepulciano d'Abruzzo, con molte cantine, la maggior parte delle quali situate tra Vasto, Casalbordino, Rocca San Giovanni, Lanciano, Miglianico, Tollo e Francavilla al Mare.
L'industria a partire dagli inizi del '900, si concentrò sui lanifici, le industrie tessili che sfruttavano l'acqua del fiume, e sulle fornaci di mattoni, di cui i ruderi di fabbriche sono ancora visibili a Chieti e Lanciano. La provincia ha avuto un nuovo slancio vitale industriale con la costruzione dei principali poli presso la Val Pescara, nella zona di Sambuceto-Chieti Scalo, al confine con Pescara, presso la Val di Sangro, con la riduzione della portata del fiume nel 1957 (la costruzione della diga di Bomba e di Casoli per l'affluente Aventino), con l'inaugurazione nel 1981 del complesso Sevel presso contrada Saletti di Atessa, e presso San Salvo, con la costruzione dello stabilimento Pilkington.
Di recente anche il turismo è tornato ad essere una delle principali fonti di guadagno della provincia, molto visitate sono le località di mare, la famosa costa dei Trabocchi presso Fossacesia-San Vito, e di montagna, come la Maiella, il castello di Roccascalegna, i borghi di Guardiagrele, Atessa, Pennapiedimonte; per il turismo balneare si ricordano Vasto, Casalbordino, Ortona, e Francavilla al Mare, visitate anche per gli eventi estivi e per il turismo artistico. La città di Lanciano viene pressoché visitata per la presenza del santuario del Miracolo Eucaristico.
Le stime tuttavia danno in negativo l'afflusso di un turismo culturale, ma anche di massa, presso le località dell'entroterra, anche di certa importanza, quali Chieti stessa, cui si preferisce la più dinamica e vicina Pescara, Lanciano (eccettuato il turismo religioso), San Salvo, i paesi dell'entroterra del Sangro da Casoli ad Atessa, e del Trigno-Sinello, e Guardiagrele con i paesi dell'area Marrucino-Teatina.

## Amministrazione

### Unioni di comuni
Nella provincia sono presenti cinque unioni di comuni, l'unione dei comuni dei Miracoli, l'unione dei comuni montani Maiella orientale-Verde Aventino, l'unione dei comuni del Sinello, l'unione dei comuni montani del Sangro e l'unione dei comuni della Vallata del Foro.

### Gemellaggi
- Malmö, dal 2001